# Bogen (Architektur)

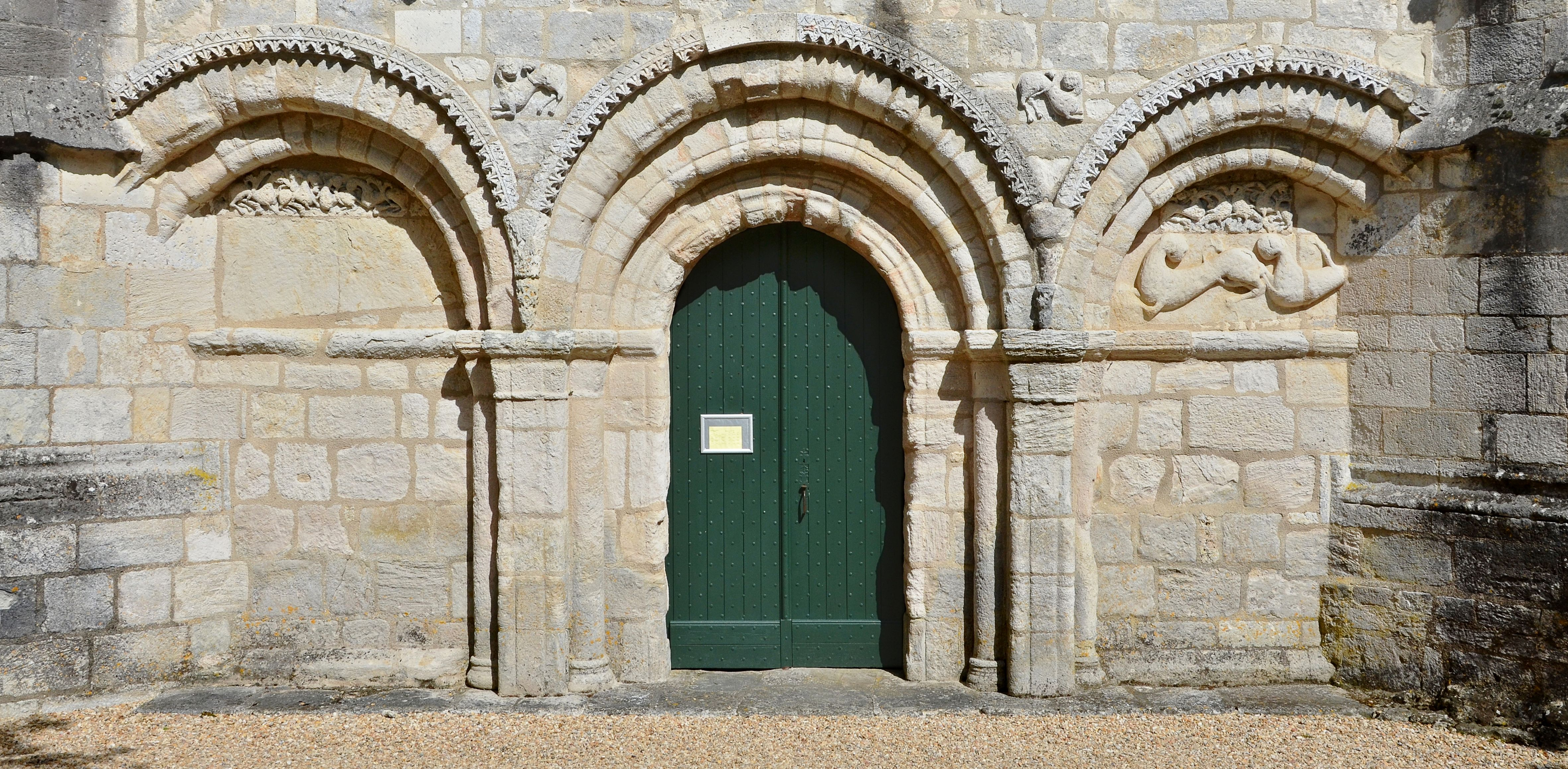
Halbrundbögen an der Westfassade der romanischen Pfarrkirche von Berneuil (Charente): Mittig Bogen der Portalöffnung, seitlich Blendbögen

Als Bogen bezeichnet man in der Architektur ein Bauelement zum Überbrücken von Öffnungen im Mauerwerk. Ein Bogen ohne tragende Funktion heißt Blendbogen.
Form und Breite werden so gewählt, dass im Bogen keine Zugkräfte auftreten. Der Bogen deckt die sogenannte Stützlinie. Die in den Kämpfern an seinen Enden aufzubringenden Kräfte sind gegen die Vertikale geneigt, d. h., dass dort neben vertikalem Druck auch horizontaler Schub herrscht.
Das Gewölbe ist die Urform des Bogens. Später hinzugekommene Bögen bestehen aus Holz, Eisen oder Beton. Die Ausdehnung eines Bogens in die Dritte Dimension ist das Tonnengewölbe, ein um seine senkrechte Mittelachse gedrehter Bogen wird zur Kuppel.
Bögen sind bis zur Fertigstellung nicht selbsttragend und benötigen ein Lehrgerüst.
Sogenannte falsche Bögen oder Kragbogen bestehen aus sukzessive weiter zur Mitte reichenden Verlängerungen gerader Balken. Sie lassen sich ohne Lehrgerüst erstellen.
Der Bogen ist in der Architektur an zahlreichen Bauwerken in unterschiedlichen Ausführungen zu finden. So ermöglicht der Bogen Tür- und Fensteröffnungen ebenso wie das Überspannen von Hallen. Im Bauwesen wird er in Brücken und in Tunneldecken verwendet.

## Echter und unechter Bogen

### Kragbogen oder unechter Bogen

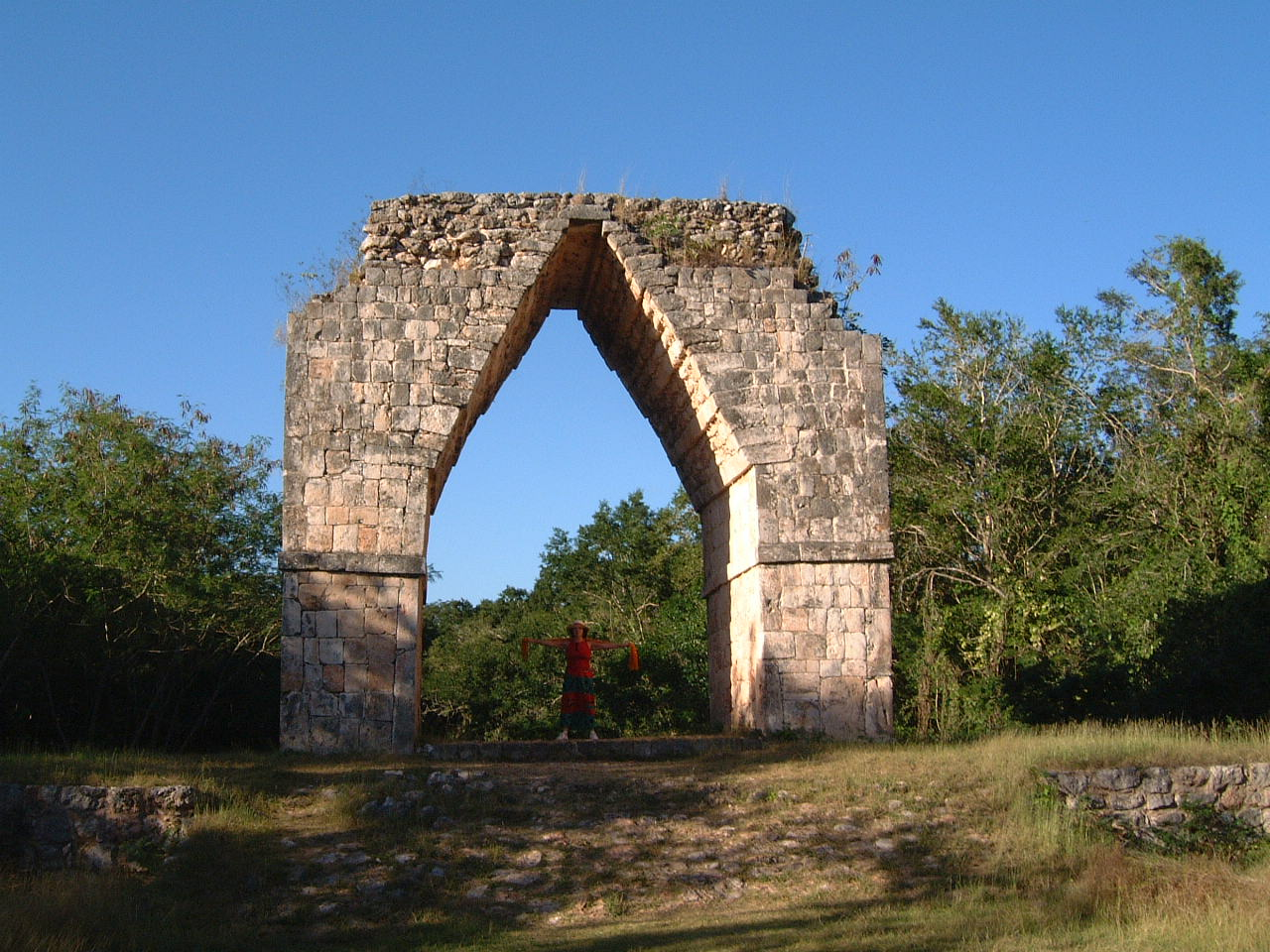
Typischer Maya-Bogen, Kabah, Mexiko
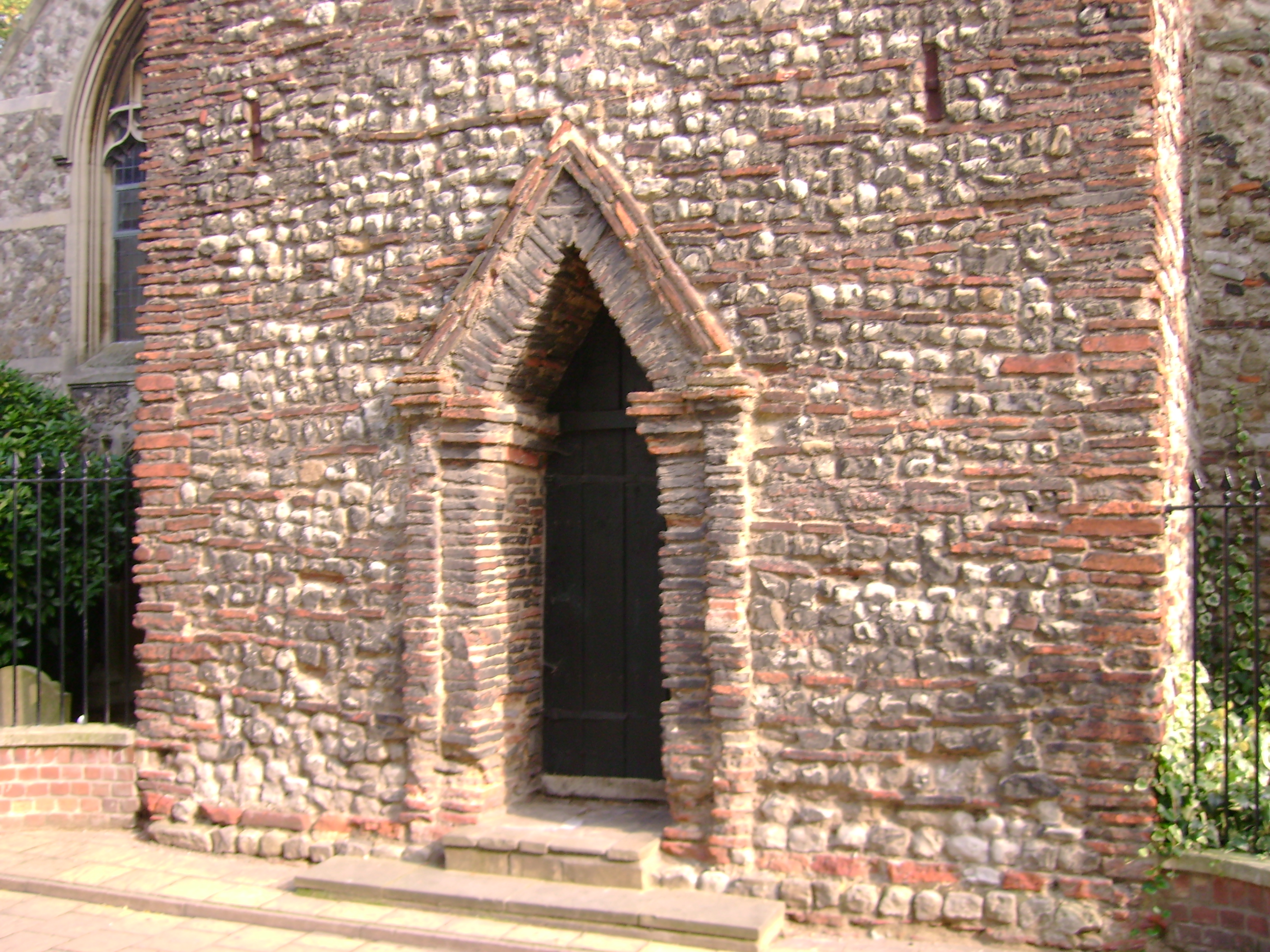
Angelsächsischer Dreiecksbogen, Holy Trinity Church in Colchester

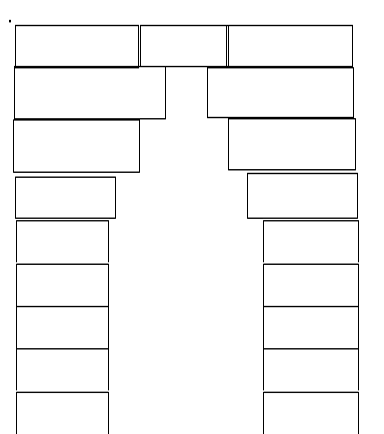
Kragbogen

Vor der Erfindung des echten Bogens verwendete man Kragbögen. Damit konnten nur geringe Weiten überspannt werden. Die Stabilität wurde durch seitliche Auflasten erreicht.

### Echter Bogen

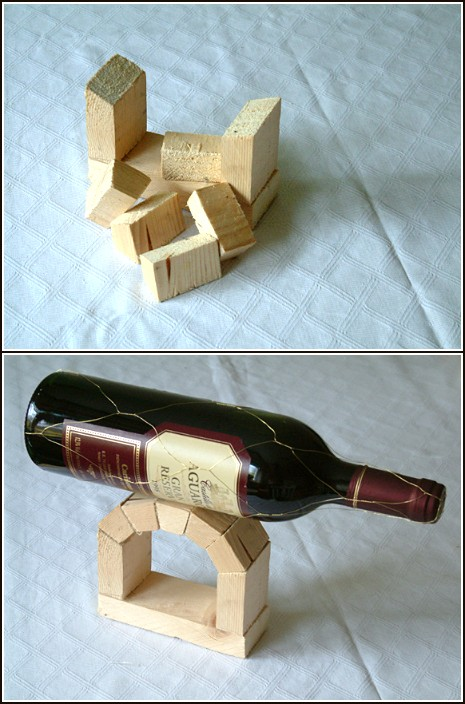
Durch die breiten Bausteine stellt sich eine Stützlinie ein, die gerade noch innerhalb des Bogens liegt. Bei einem filigraneren oder größeren Bogen oder einer größeren Belastung wäre dies nicht mehr möglich.

Lockeres Mauerwerk besitzt überhaupt keine Zugfestigkeit. Auch Mörtel ändert daran wenig. Seine Aufgabe ist es, die Auflage der Steine zu verbessern, nicht aber, die Steine zu verkleben. Hingegen ist die Druckfestigkeit außerordentlich hoch. Bei Zement liegt sie bei ca. 50 MN/m², ca. 10-fach höher als die Zugfestigkeit.
Balken und Kragbogen setzen Materialien voraus, die unter Zug belastbar sind. Erst eine Bogenkonstruktion nutzt die hohe Druckbelastbarkeit mineralischer Baustoffe wie Naturstein, Beton und Ziegelstein.
Die Steine in den beiden Bildern rechts sind keilförmig angeschrägt und lassen sich zu einem Bogen zusammenfügen. Nur die beiden „Pfosten“ sind gegen seitliches Verschieben gesichert. Die Bogensteine selber sind nicht verklebt und können daher keine Zugkräfte aufnehmen. Die auf diese Weise lose aneinanderliegenden Steine vermögen dennoch hohe Belastungen als Druckspannungen aufzunehmen, die – im Gegensatz zu einem Kragbogen – ein Vielfaches des Eigengewichts betragen. Ein Bogen leitet die vertikal wirkenden Kräfte des zu tragenden Gewichtes um in horizontal wirkende Schubkräfte, die durch zusätzliche Konstruktionen abgefangen werden müssen. Allein beim Parabelbogen stehen das nach innen ziehende Eigengewicht den Bogenmaterials und die nach außen treibenden Schubkräfte an jeder Stelle im Gleichgewicht zueinander.

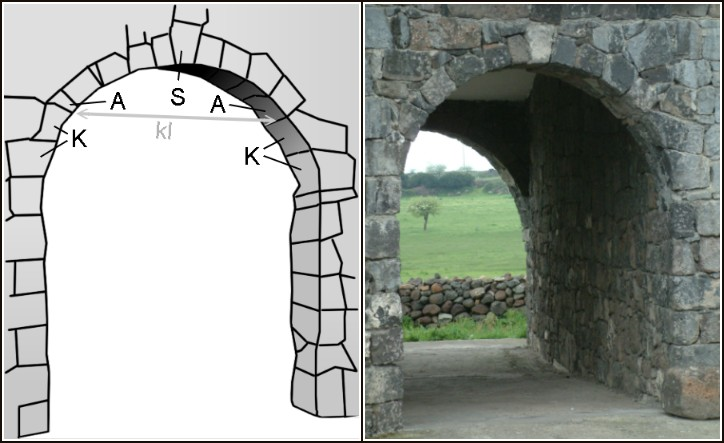
Elemente eines Bogens: Kämpfer, Anfänger, Schlussstein bzw. Scheitel und Kämpferlinie (kl)

Schematische Darstellung eines Bogens:
1: Schlussstein, Scheitel^{[a]}
2: Bogenstirn/Bogenhaupt (hier: an einem Keilstein)
3: Bogenrücken (hier: an einem Keilstein)
4: Kämpfer oder Widerlager
> der Stein darüber wird als Anfänger bezeichnet, seltener auch als Kämpferstein oder Gewölbefuß
> die Linie dazwischen (nicht eingezeichnet) wird als Kämpferlinie^{[b]} bezeichnet
5: Bogenlaibung
6: Stichhöhe
7: Spannweite/Lichte Weite
8: Stützmauerwerk
^{a} Scheitelhöhe (nicht eingezeichnet): Abstand des Scheitels vom Boden
^{b} Kämpferhöhe (nicht eingezeichnet): Abstand der Kämpferlinie vom Boden

Die angeschrägten Bogensteine heißen Keilsteine. Der mittlere Stein im Bogen wird Schlussstein (S, siehe Bild rechts) genannt und ist häufig dekorativ herausgearbeitet.
Der Kämpfer (K) ist zugleich der obere Abschluss des Widerlagers und die Basis des Bogens. Dieser Übergangsbereich muss sorgfältig gearbeitet sein, damit die Druckkräfte des Bogens abgeleitet werden können. Die Steine oberhalb der Kämpferlinie (kl) liegen beim Errichten des Bogens nicht mehr durch ihr eigenes Gewicht auf dem Widerlager auf. Sie müssen beim Bau durch ein Lehrgerüst abgestützt werden, um nicht herabzufallen. Oberhalb der Kämpferlinie beginnt der eigentliche Bogen.
Die ersten Steine, die auf dem Kämpfer aufliegen, bezeichnet man als Anfänger (A). Die Bogenlaibung ist die Innenfläche des Bogens (in der Abbildung dunkelgrau schattiert), die Vorderfront die Bogenstirn. Die obere Fläche des Bogens, der Bogenrücken, trägt die nach oben aufgeschichteten Steine. Als Bogenscheitel bezeichnet man den höchsten Punkt der Bogenlaibung.

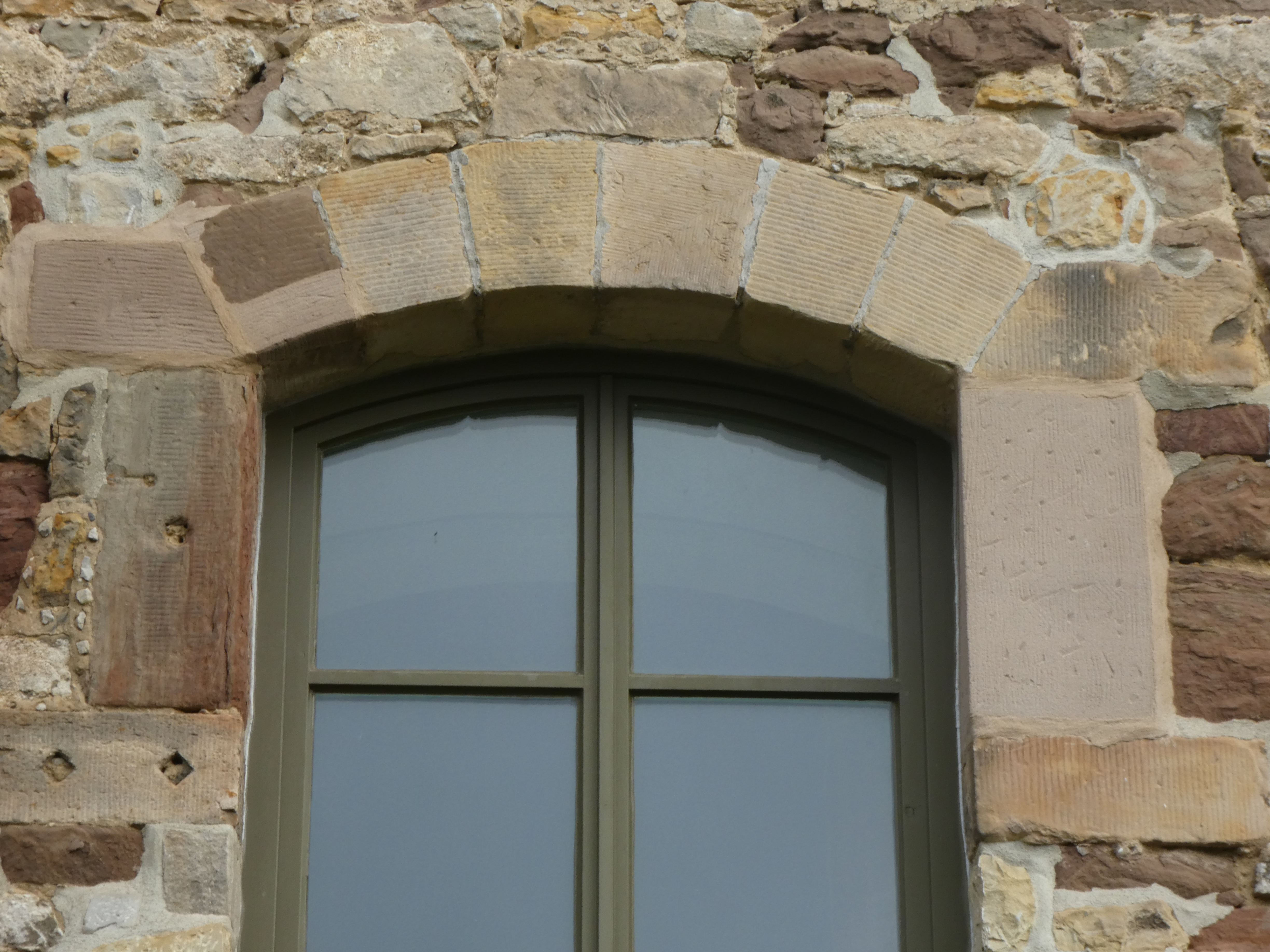
Segmentbogen mit Scheitelfuge

Ein gemauerter Bogen soll möglichst aus einer ungeraden Anzahl von Keilsteinen bestehen, damit der Schlussstein mittig sitzt, obwohl es statisch nicht unbedingt nötig ist. Da dies handwerkliche und gestalterische Tradition ist, sind Bögen ohne mittigen Schlussstein äußerst selten – es entsteht dann eine Schlussfuge.
Ein gestelzter Bogen steht mit seinen Enden auf mehr oder weniger hohen, oder mehreren senkrechten Anfängern, die auch als Bogenstelzung bezeichnet werden. In der Regel sind Bogenstelzungen symmetrisch angeordnet. Eher selten sind unsymmetrische oder einhüftige Stelzungen.
Ein sich nach unten öffnender Bogen, der die Kräfte gleichmäßig als Druckspannung aufnimmt, kann als Umkehrung einer frei hängenden Kette aufgefasst werden, in der ausschließlich Zugkräfte herrschen. Die Ideallinie eines unbelasteten Bogens ist deshalb eine Katenoide. Dennoch kommt ein Halbkreisbogen einer Brücke der Idealstruktur recht nahe, da der Bogen durch die seitlichen Brückenrampen am Anfang und Ende mehr Masse zu tragen hat als die Mitte.
Während sich die altgriechischen Stein-Monumentalbauten aus Tradition an Holzkonstruktionen orientierten, setzten die Römer durchgängig Halbrundbogen als tragende Strukturen ein (s. u.).

## Bogenformen – Überblick
Im Laufe der Jahrhunderte wurden verschiedenste Arten von Bögen entwickelt, mit entsprechenden Vor- und Nachteilen.

### Giebelbogen

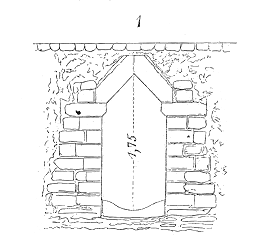
Giebelbogen über einer Fensteröffnung

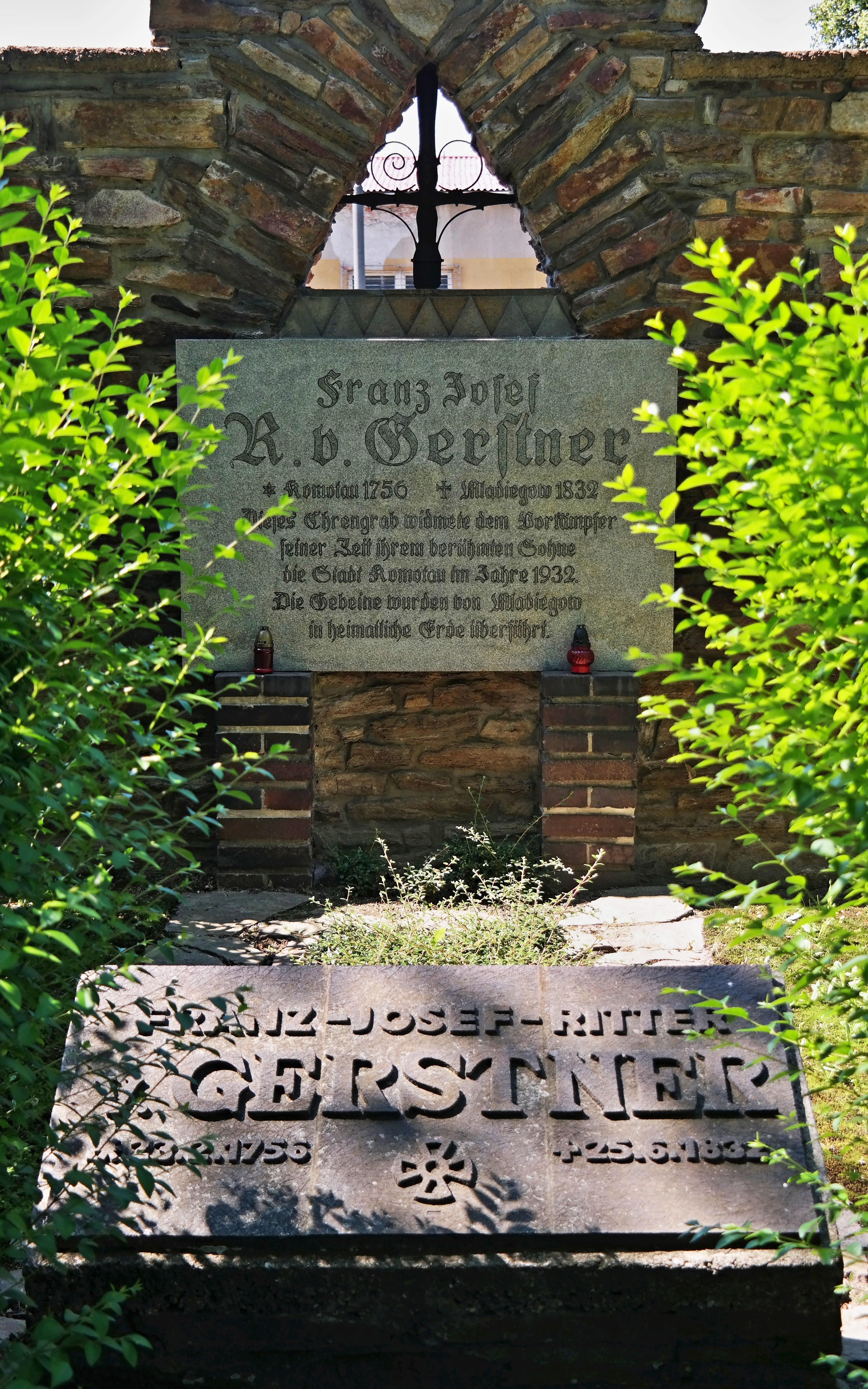
Giebelbogen hinter Gerstners Grab

Der Giebelbogen, auch Dreiecksbogen genannt (franz. Arc en mitre), ist eine Bogenkonstruktion aus zwei schräg, in Giebelform, aneinandergelegten Steinen oder Steinreihen. Er wird insofern von zwei Geraden gebildet, erfüllt aber konstruktiv die Voraussetzungen eines Bogens.

### Rundbogen oder Halbkreisbogen

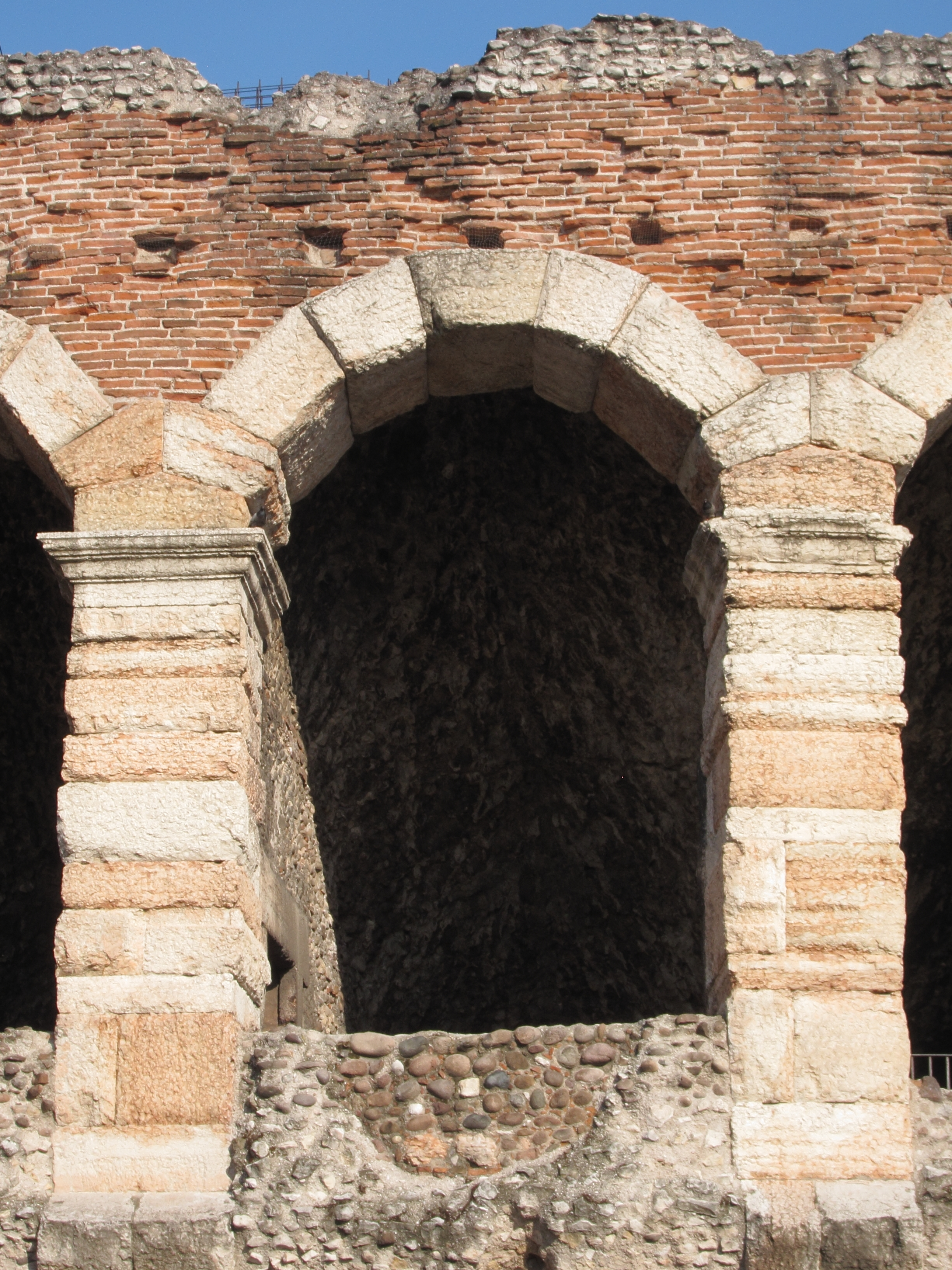
Rundbogen der Arena in Verona

Beim Kreisbogen, auch Rundbogen genannt, ist die Bogenlinie kreisförmig und nimmt den kompletten Halbkreis (180 Grad) ein, das bedeutet, die untersten beiden Fugen liegen horizontal. Die Höhe des Bogens (Scheitelhöhe) beträgt damit immer genau die halbe Spannweite.
Der Halbkreisbogen war lange Zeit die dominierende Technik des Bogenbaus. Sie wurde von den Römern perfektioniert und vielfältig angewendet, was bis in die Zeit der Romanik wirkte.

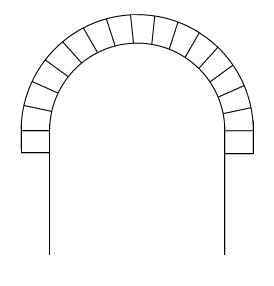
Rundbogen

zu einer Konstruktionsanleitung des Bogens siehe weiter unten

### Spitzbogen oder Gotischer Bogen

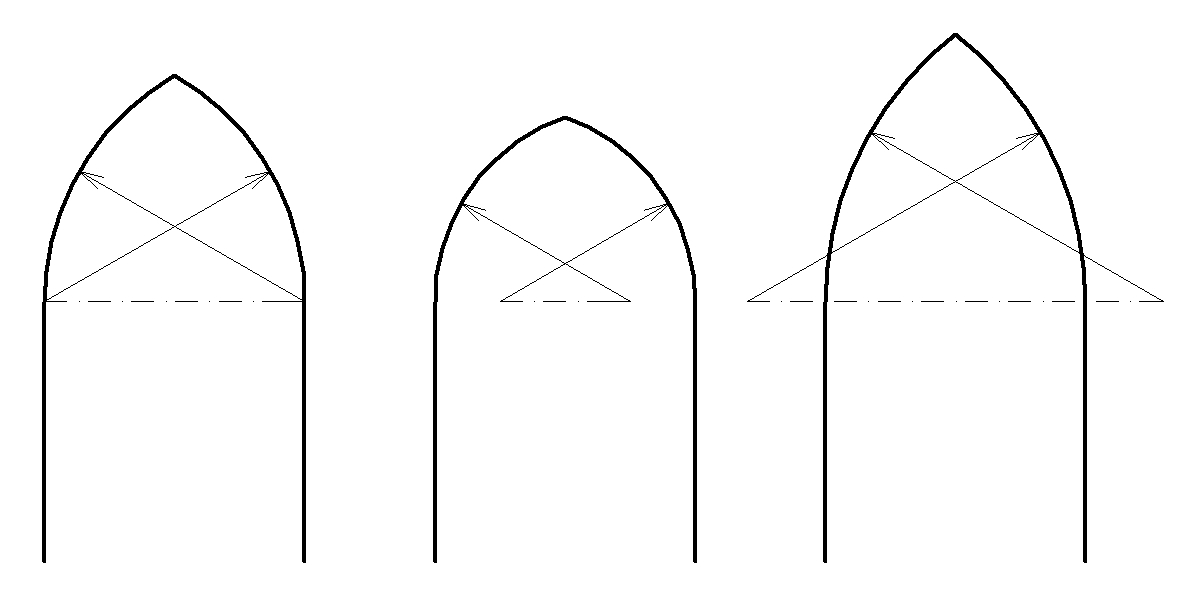
Normaler, gedrückter, überhöhter
Spitzbogen

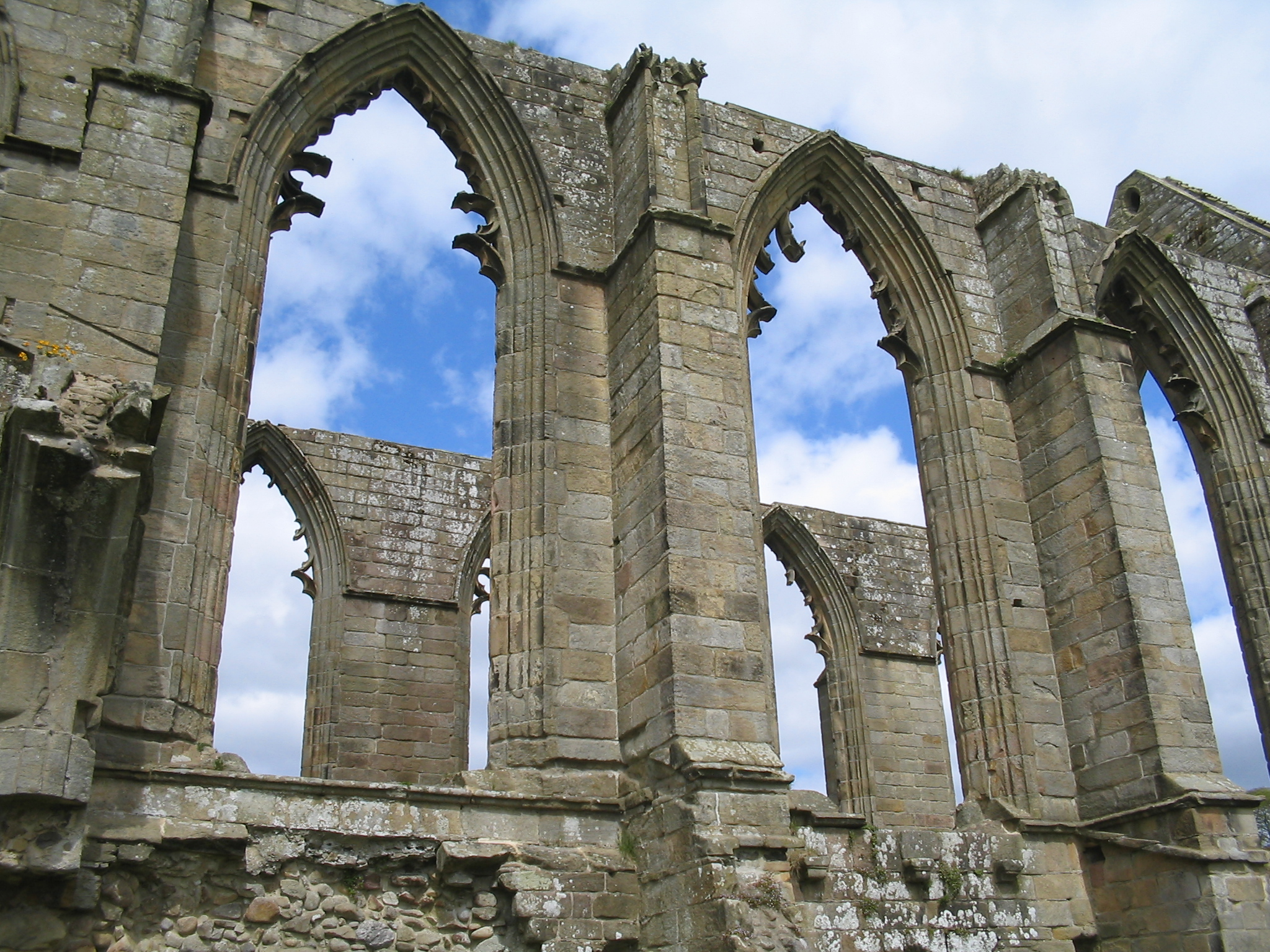
Seitenwand mit Spitzbogen, Bolton Abbey

Der Spitzbogen ist ein aus zwei Kreisen konstruierter Bogen mit Spitze. Er gilt in der Architektur als ein zentrales Element der Gotik.
Erste Spitzbögen fanden sich bereits in der Burgundischen Romanik. In der gotischen Sakralarchitektur (Basilika Saint-Denis) wurden sie seit der ersten Hälfte des 12. Jahrhunderts verwendet. Von Frankreich aus verbreitete sich diese Bogenform um 1200 nach Deutschland, wurde bis in das frühe 16. Jahrhundert hinein benutzt und Jahrhunderte später, in der Neugotik, wieder aufgegriffen.
Den gotischen Bogen gibt es auch als gedrückten Spitzbogen und als überhöhten Spitzbogen, letzterer heißt auch Lanzettbogen.
zu Konstruktionsanleitungen verschiedener gotischer Bögen siehe weiter unten

### Tudorbogen

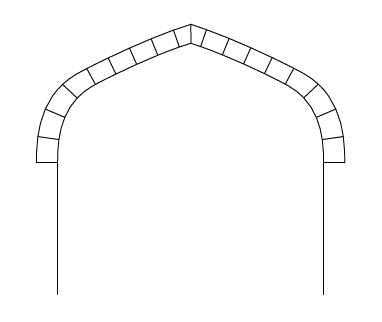
Tudorbogen

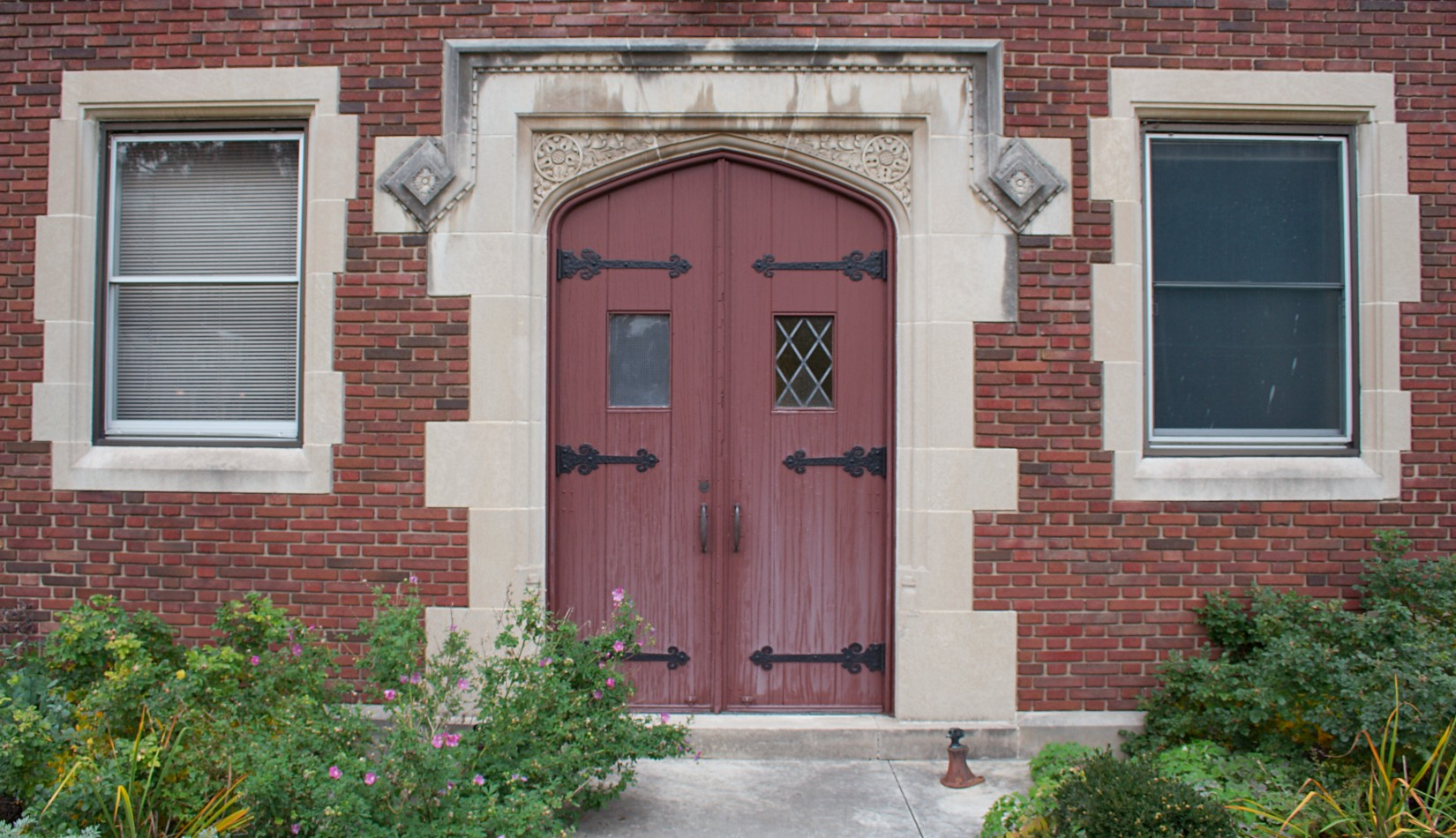
Tudorbogen an Francis Stuyvesant Peabody’s Tudor Gothic mansion in Oak Brook (Illinois)

Als Tudorbogen bezeichnet man in der Baukunst einen für den Tudorstil (die letzte Periode des gotischen Stils in England, 1485 bis 1603) charakteristischen gedrückten Spitzbogen. Er besteht aus vier Kreisbogen mit je zwei verschieden großen Radien und fand vor allem in England Verbreitung, weshalb er auch englischer Spitzbogen oder normannischer Bogen genannt wird.
zu einer Konstruktionsanleitung des Bogens siehe weiter unten

### Kielbogen

Kielbogen

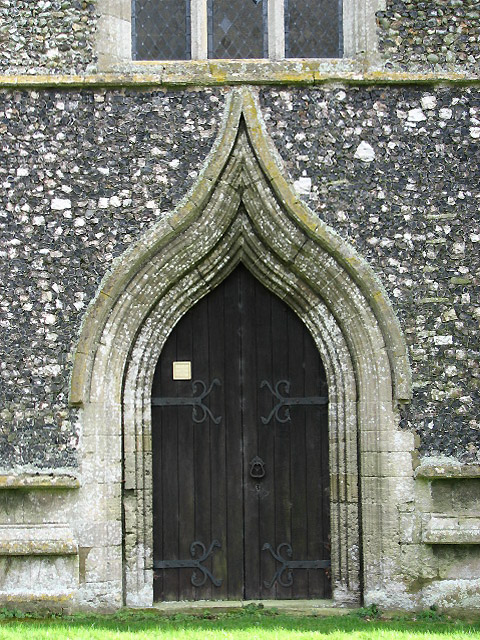
Kielbogen an der St Nicholas’ Church in Ashill, Norfolk, England, 14. Jh.

Ein Bogen, dessen Kante wie das Profil eines auf dem Rücken liegenden Schiffes mit Kiel aussieht, wird Kielbogen genannt. Andere Bezeichnungen dafür sind Eselsrücken – abgeleitet von der Rückenform eines Esels – und Sattelbogen, Schottischer Bogen oder Akkolade. Er hat seinen Ursprung in Indien, wo er bereits seit dem 3. Jahrhundert v. Chr. Verwendung fand. In Europa ist er erst ab dem 13./14. Jahrhundert in der Spätgotik in Gebrauch.
zu einer Konstruktionsanleitung des Bogens siehe weiter unten

### Vorhangbogen

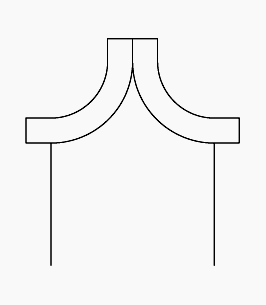
Einfacher Vorhangbogen

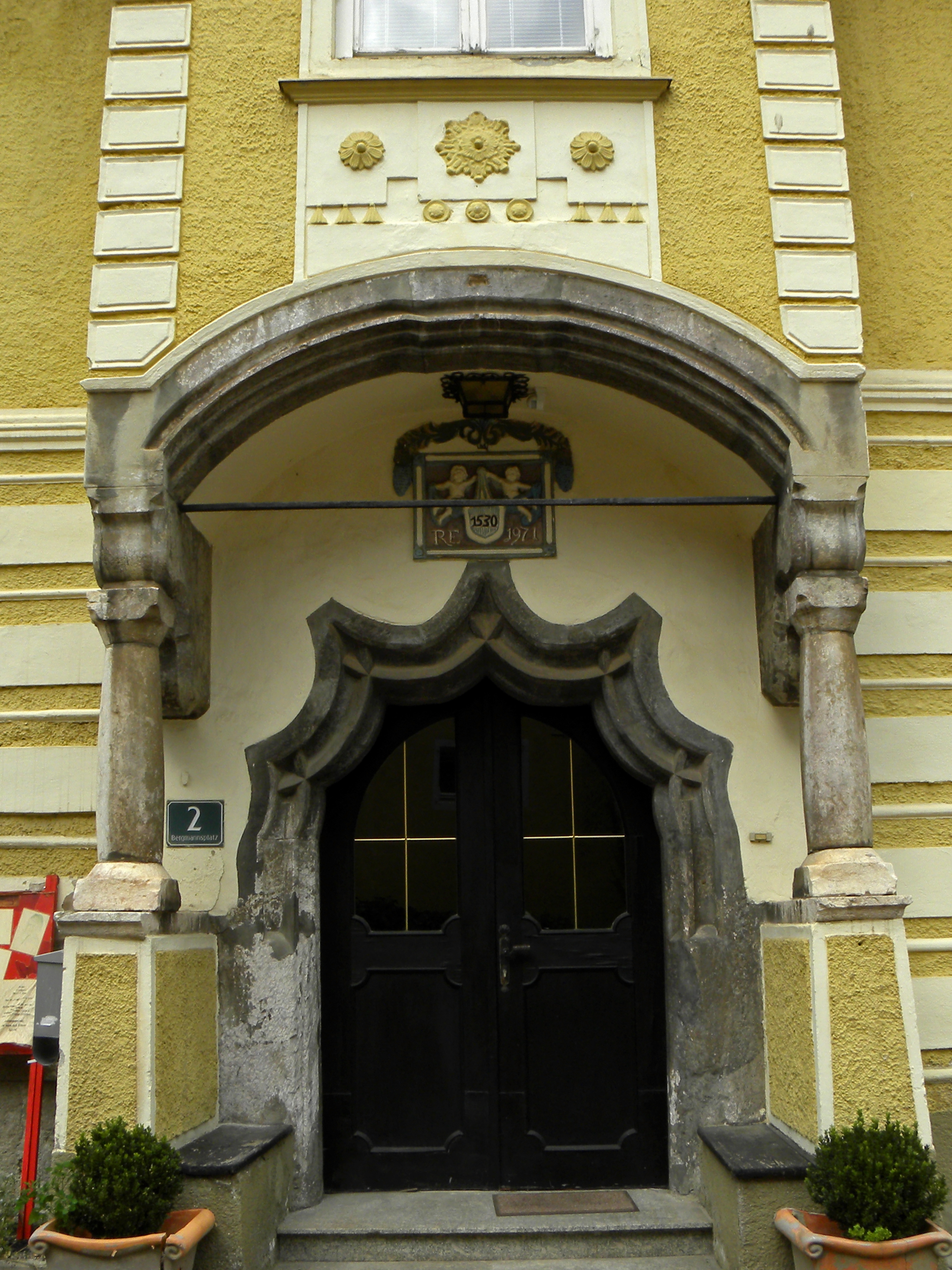
Spätgotisches Hauptportal Büchsenmacherhaus Eisenerz

Der Vorhangbogen ist ein Bogen, der von zwei oder mehr konvexen Bogenlinien begrenzt wird. Im Fall von zwei Bogenlinien heißt er auch Einfacher Vorhangbogen oder Konkaver Spitzbogen.

### Zackenbogen

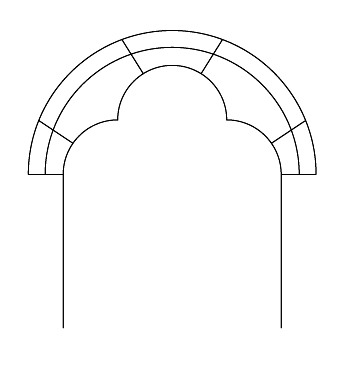
Kleeblattbogen

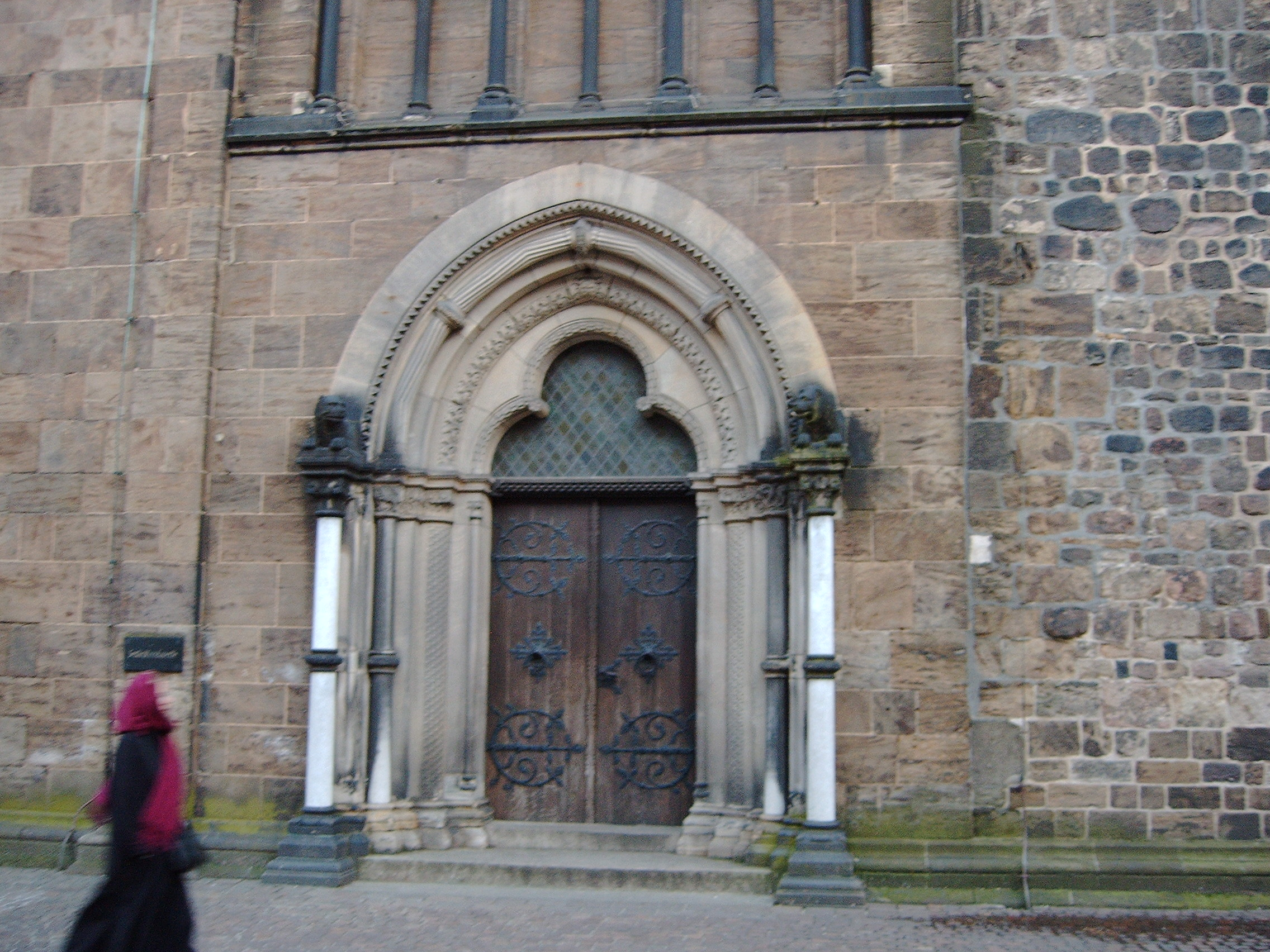
Kleeblattbogen (Neo-romanogotischer Eingang der Liebfrauenkirche, Bremen)

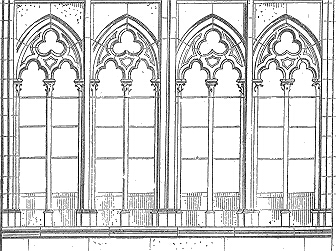
Dreipassbogen

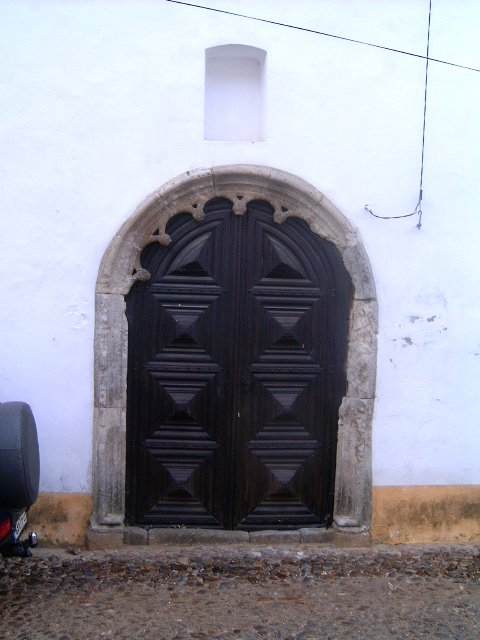
Zackenbogen (Seitentür der Misericordia-Kirche in Sardoal, Portugal)

Der Zackenbogen ist eine Bogenform, dessen Laibung aus Pässen und Nasen besteht. Die einfachste Form eines Zackenbogens ist der Kleeblattbogen oder auch Dreipassbogen. Der Kleeblattbogen setzt sich aus drei Kreisbogen zusammen, wobei der mittlere Kreisbogen größer sein kann. Es gibt auch spitze Kleeblattbogen, bei denen der mittlere Bogen ein Spitzbogen ist.
Besteht ein Zackenbogen aus mehr als drei Bogen, so ist dies der eigentliche Zackenbogen, der auch Vielpassbogen oder Fächerbogen genannt wird.

### Korbbogen

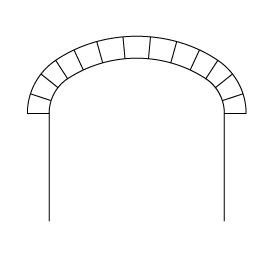
Korbbogen

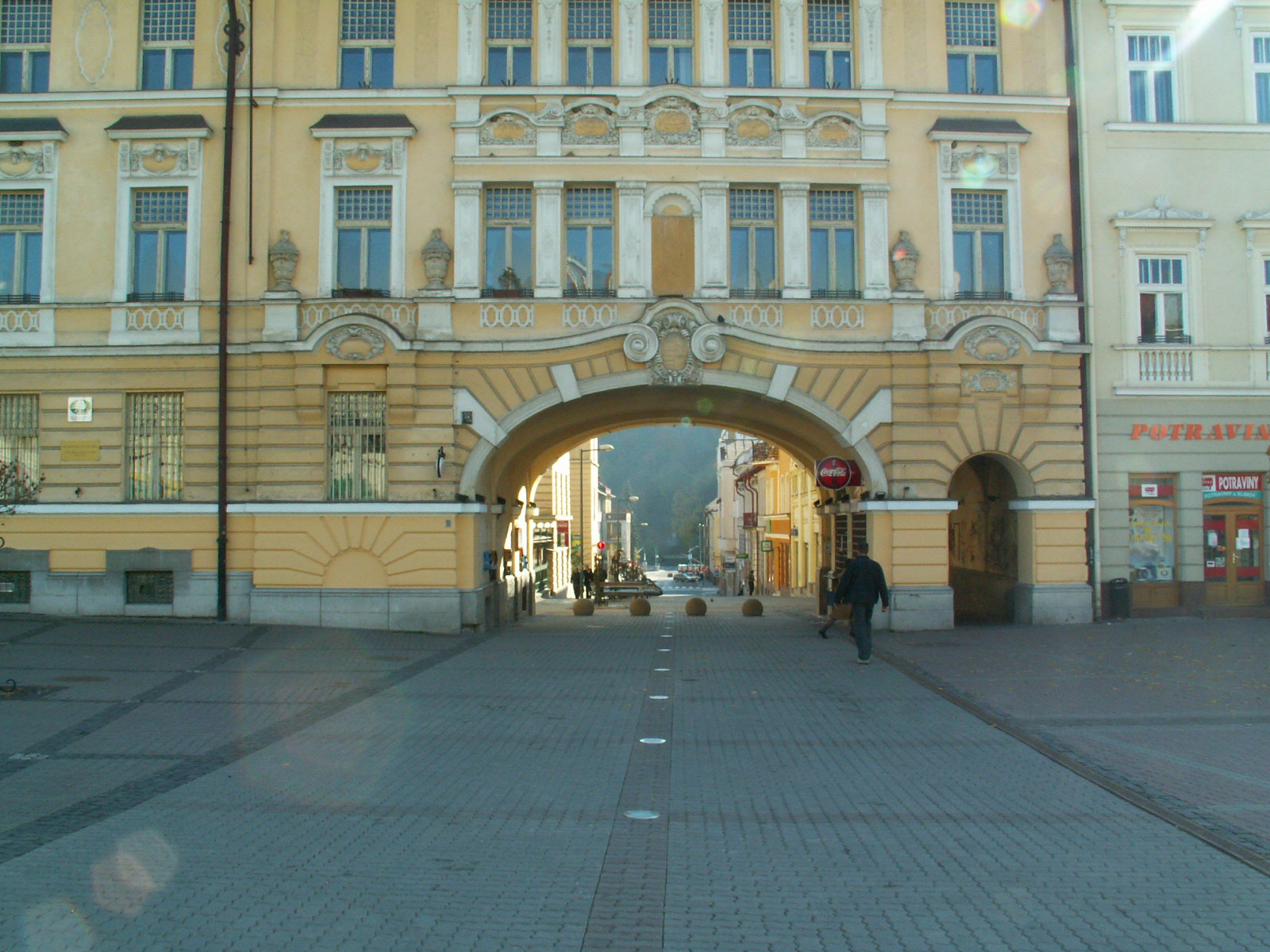
Korbbogen einer Durchfahrt in Banska Bystrica

Der Korbbogen (auch: gedrückter Bogen, Korbhenkelbogen, Ratebogen) vereinigt Eigenschaften des Halbkreisbogens und des Segmentbogens; wie bei dem erstgenannten gehen die Senkrechten bruchlos in den Bogen über. Der Höhenbedarf wird dadurch vermindert, dass der Krümmungsradius von den Kämpfern zum Scheitel hin zunimmt, die Krümmung vom Scheitel zu den Widerlagern. Üblicherweise wurden solche Bögen aus Segmenten mit bestimmten Radien und Mittelpunkten konstruiert, der Radius kann aber auch kontinuierlich zu- und wieder abnehmen. Bogen mit drei oder fünf Mittelpunkten sind die Regel.
Eine spezielle Form des Korbbogens ist im frühen 20. Jahrhundert der Fischerbogen.

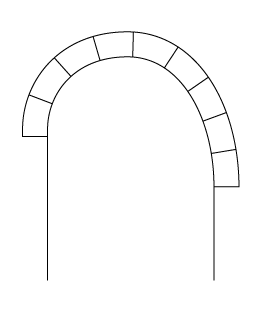
Einhüftiger Korbbogen, Schwanenhals

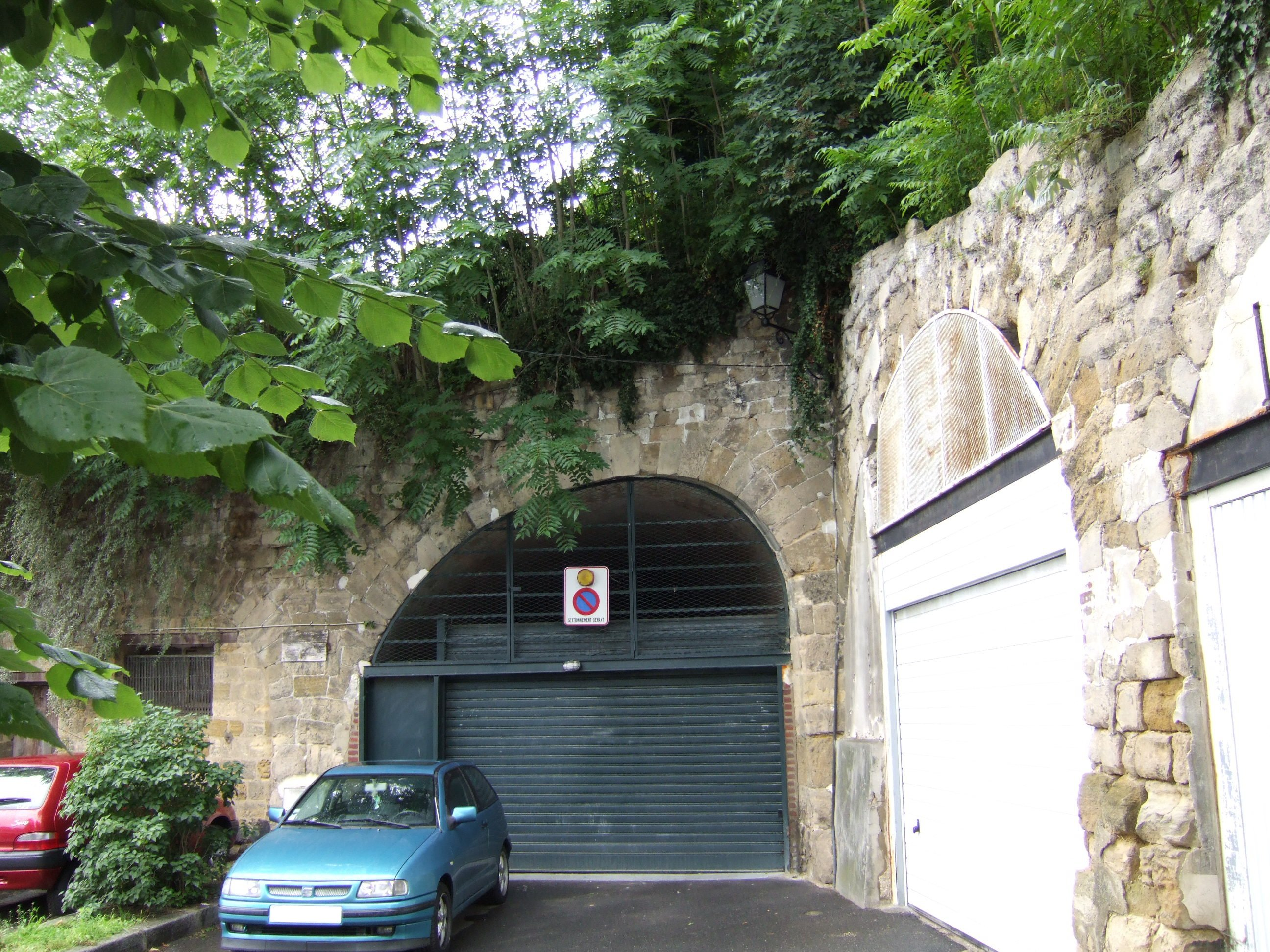
Einhüftiger Korbbogen (in Pontoise)

Eine Sonderform des Korbbogens ist der einhüftige Korbbogen, auch Schwanenhals, steigender Bogen, fallender Bogen, strebender Bogen, geschwungener Bogen, Hornbogen, Spannbogen oder Hüftbogen genannt, bei dem die Kämpferpunkte in unterschiedlicher Höhe liegen. Dieser Bogentyp ist oft im Strebewerk gotischer Kirchen zu finden. Auch für die tragende Unterkonstruktion von Treppen wird der einhüftige Korbbogen verwendet.
zu einer Konstruktionsanleitung des Bogens siehe weiter unten

### Segmentbogen

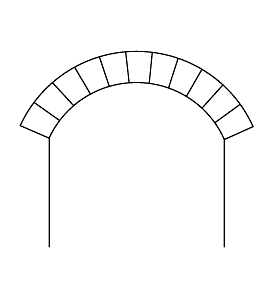
Segmentbogen

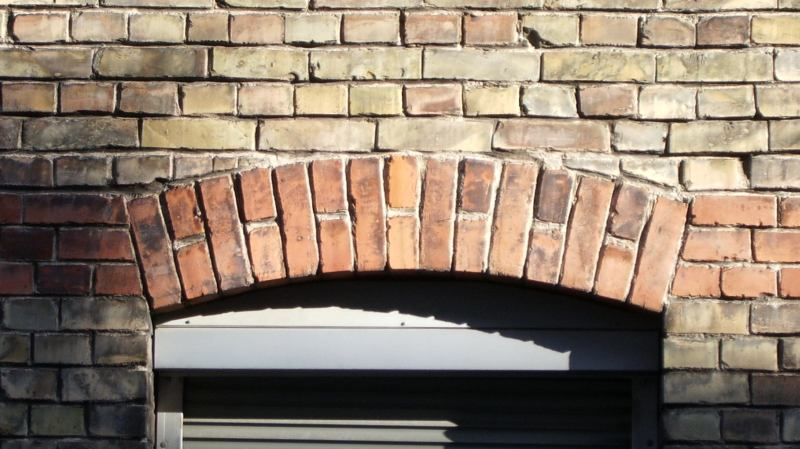
Segmentbogen aus Ziegel über einem Fenster

Ein Segmentbogen (auch Flachbogen, Stichbogen, Kreisteilbogen, Teilzirkelbogen) ist ein Kreisbogen, der keinen vollen Halbkreis beschreibt, sondern ein Kreissegment mit einem Winkel kleiner 180°. Der Segmentbogen ist damit flacher als ein Halbkreisbogen. Nachteilig ist allerdings der größere Seitenschub, den der Segmentbogen ausübt. Die flache Bauweise mit Segmentbogen ist besonders vorteilhaft für weit gespannte Bogenbrücken, bei denen der Seitenschub in das angrenzende Erdreich eingeleitet wird und die damit deutlich flacher gebaut werden können als Brücken mit Halbkreisbogen.
zu einer Konstruktionsanleitung des Bogens siehe weiter unten

### Elliptischer Bogen

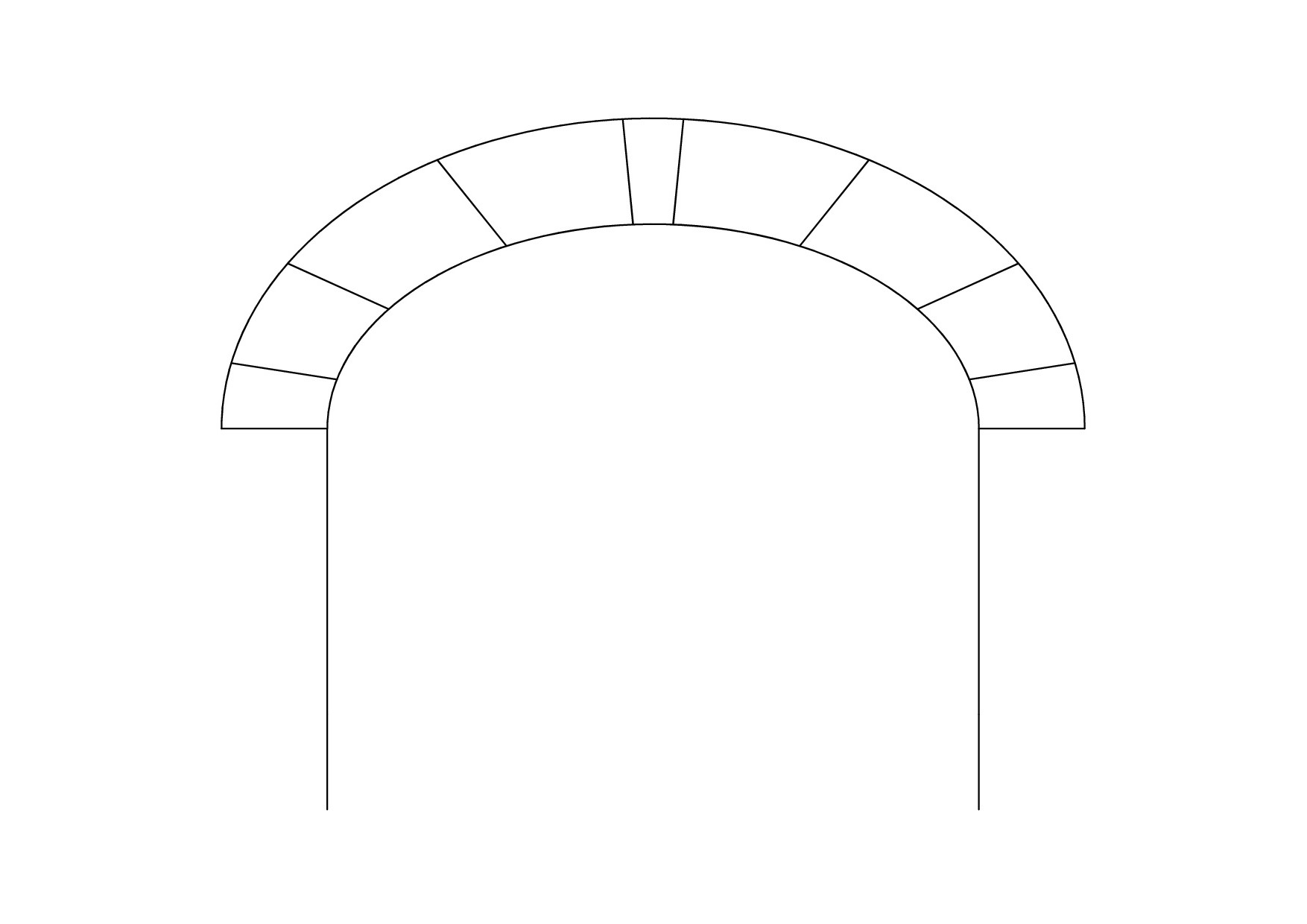
Elliptischer Bogen

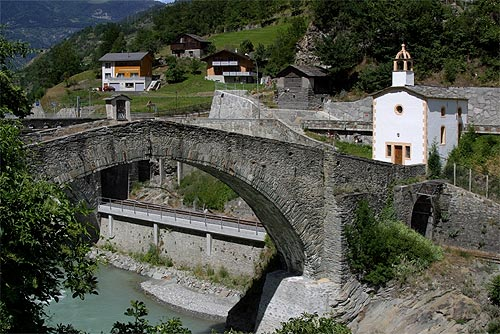
Ritibrücke in Neubrück (Stalden) von 1599

Formen: stehender-, steigender-, hochgestellter Ellipsenbogen. Der Bogenverlauf folgt der Ellipse. Beide Brennpunkte liegen auf der Kämpferlinie.

### Katenoide

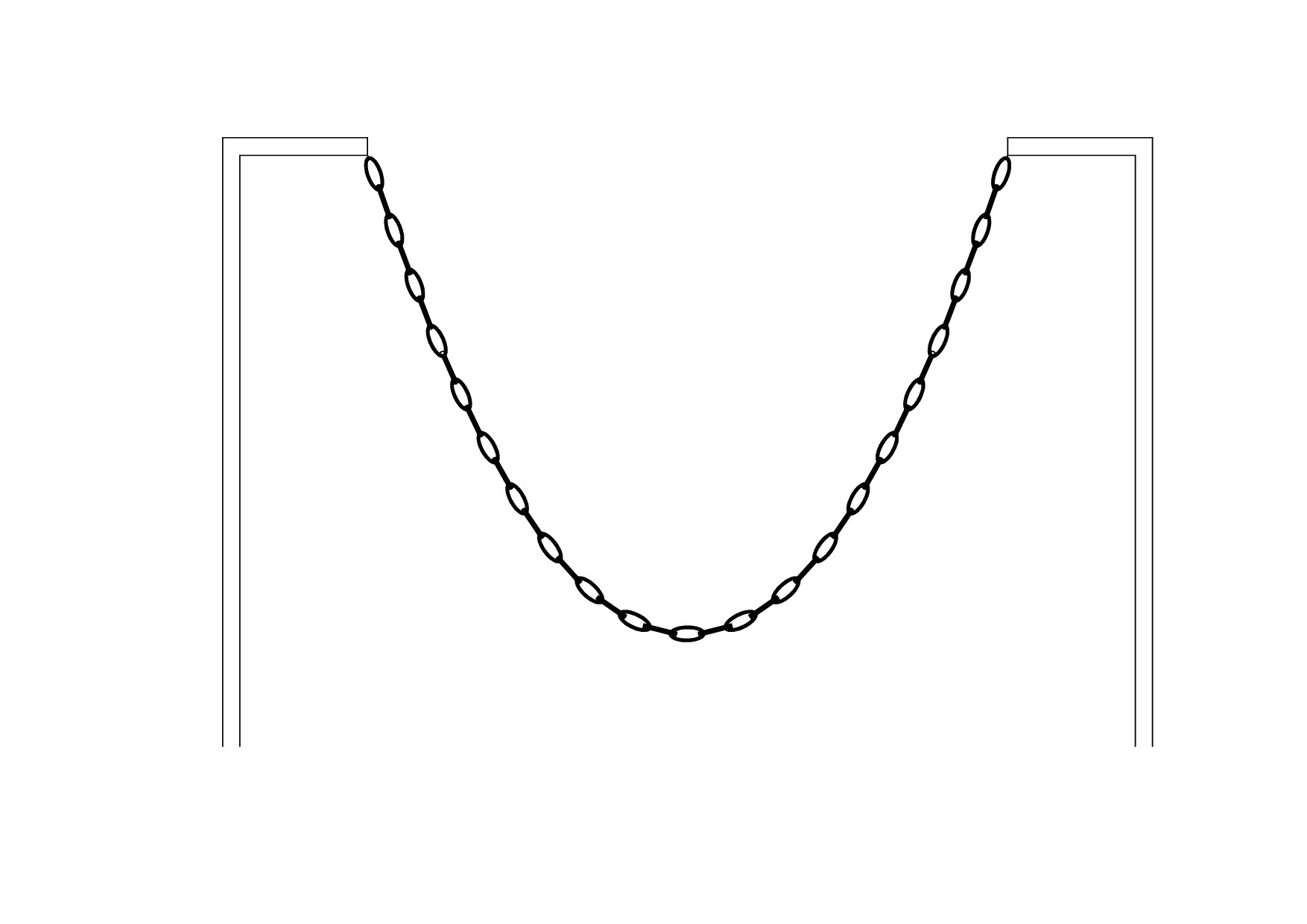
Kettenlinie

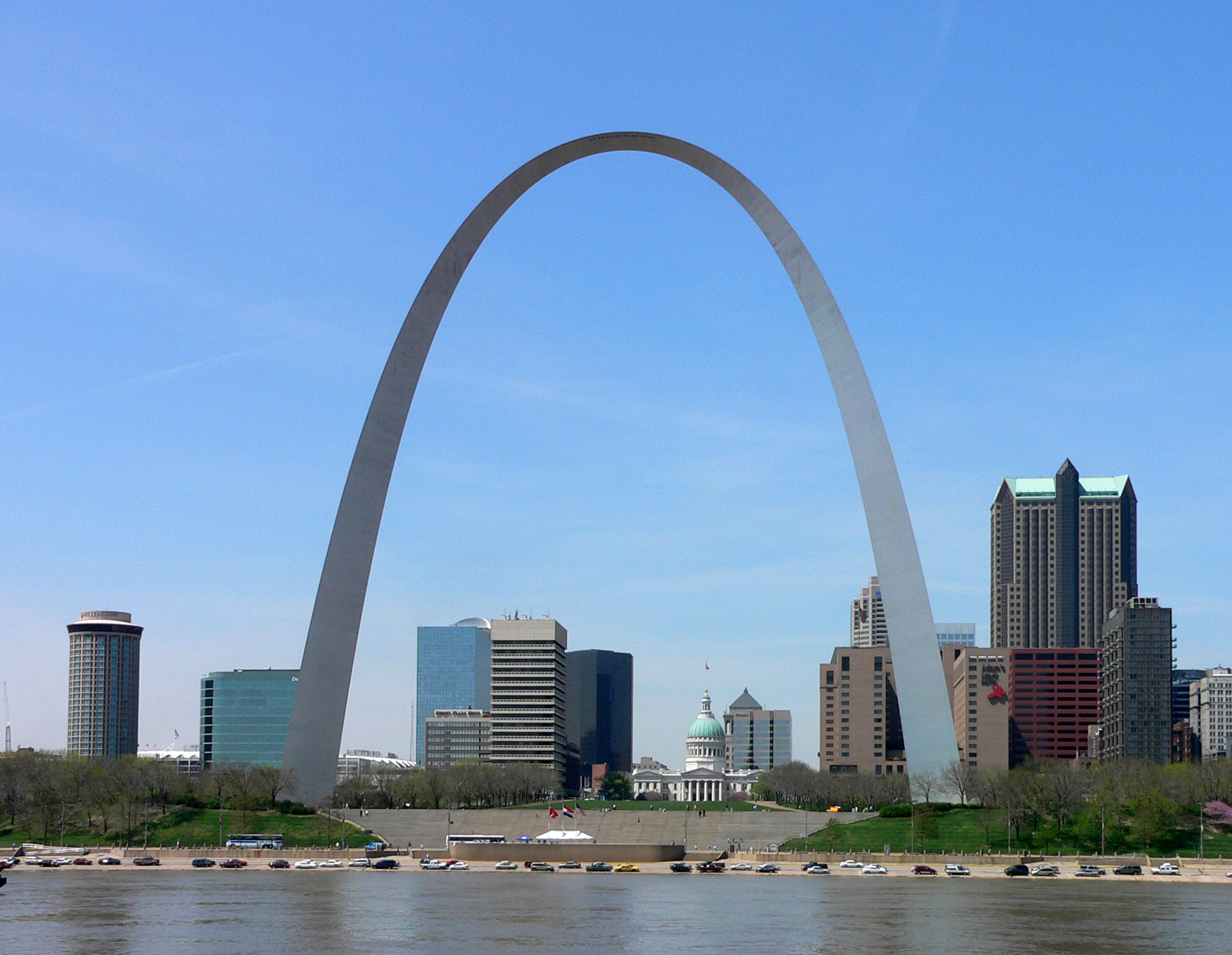
Gateway Arch in St. Louis

Die Katenoide (Kettenlinie, Kettenkurve, Seilkurve) ist das mathematische Idealmodell eines Bogens mit gleichmäßiger Massenverteilung und ohne zusätzliche Krafteinwirkung. Freistehende Bögen dieser Form können sehr schlank ausgeführt werden. Ein Beispiel, jedoch mit ungleicher Massenverteilung, ist der Gateway Arch in St. Louis.

### Parabelbogen

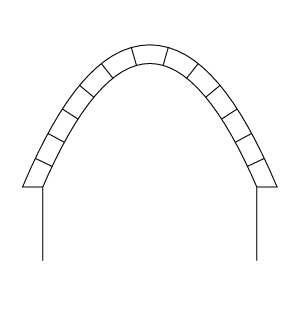
Parabelbogen

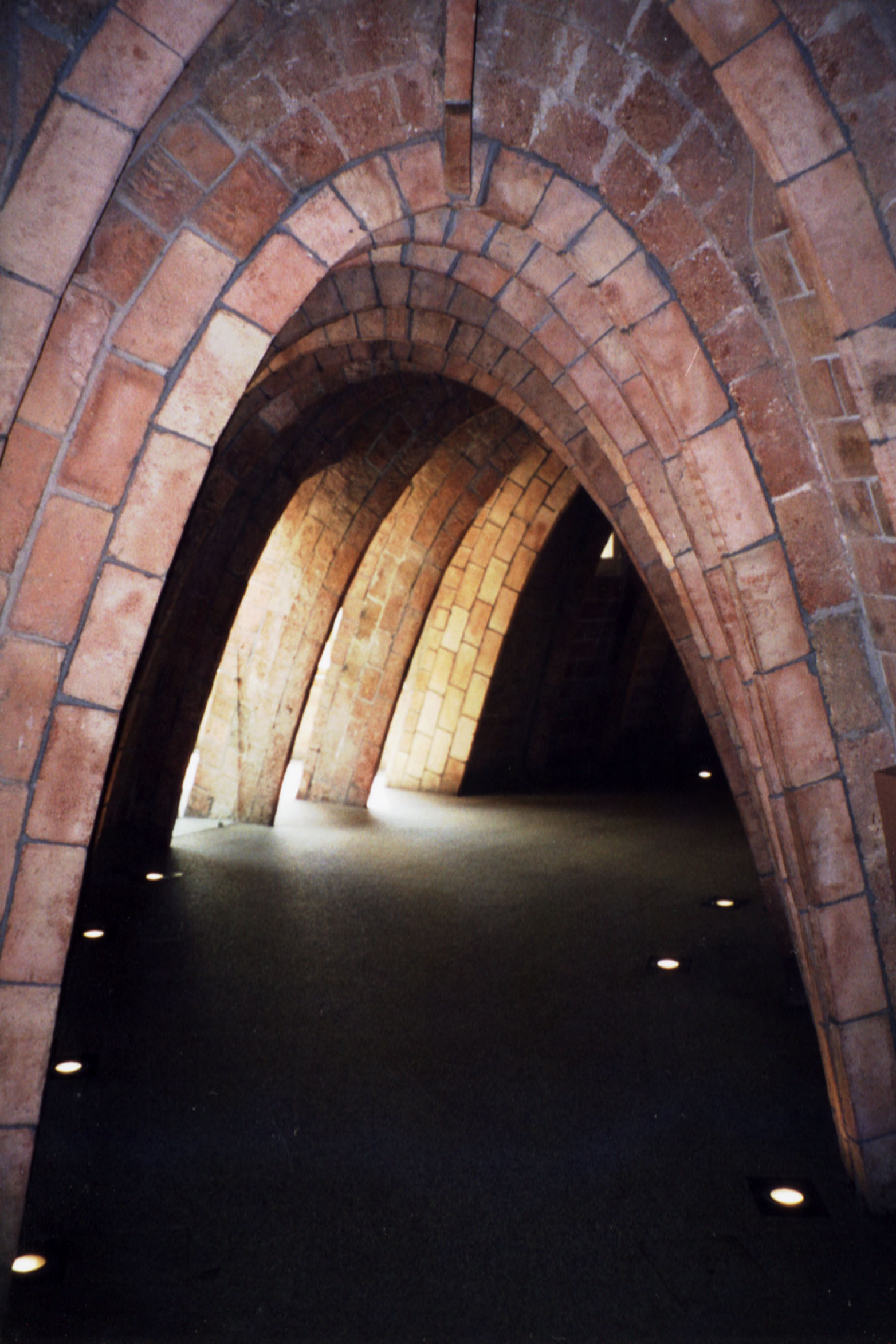
Parabelbogen in der Casa Milà in Barcelona

Aufgrund der geringen Abweichung von einer Katenoide werden Bögen manchmal auch als Parabel ausgeführt. Wenn der Bogen eine Last trägt, wie im Beispielbild links, flacht die Ideallinie ab. Sie ist dann weder eine Katenoide noch eine Parabel, sondern nähert sich einem Halbkreis an.
zu einer Konstruktionsanleitung des Bogens siehe weiter unten

### Hufeisenbogen

Hufeisenbogen

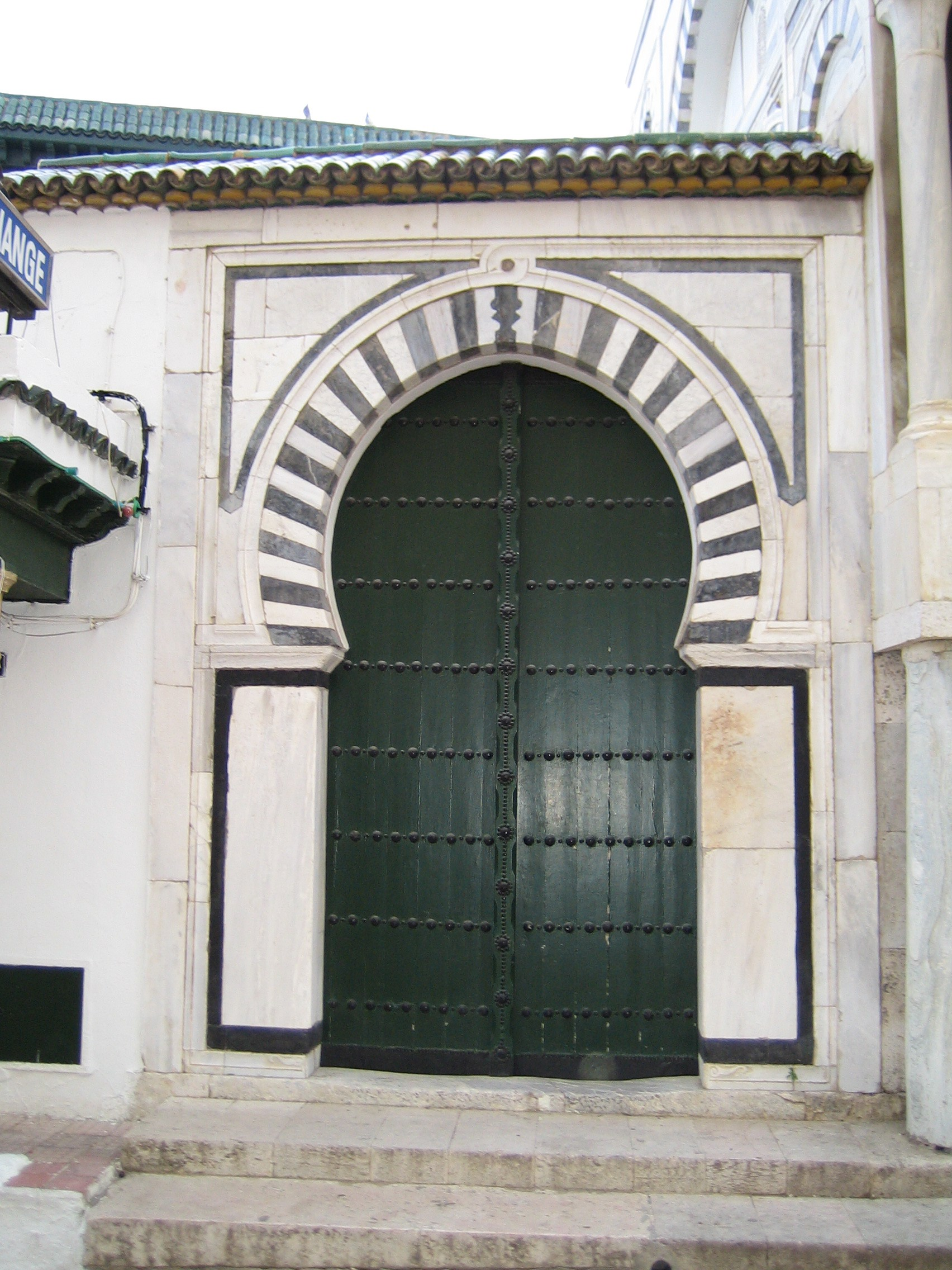
Hufeisenbogen

Hufeisenbogen haben ihren Namen von der hufeisenähnlichen Form. Die Bogenlänge beträgt zwischen 2/3 und 3/4 eines Kreisumfanges. Dieser Bogen ist in der islamischen Architektur vorherrschend und wird deshalb auch maurischer Bogen oder arabischer Bogen genannt. Allerdings verwendeten die Westgoten bereits den Hufeisenbogen in ihren Kirchenbauten (frühestes Beispiel: San Juan de Baños, geweiht 661, also bevor der Islam auf der iberischen Halbinsel Einzug hielt). Er kann als Rundbogen oder Spitzbogen ausgeführt sein.
Eine andere Spur führt nach Indien, wo die buddhistischen Chaitya-Fenster der Zeit um Christi Geburt und später die von ihnen abgeleiteten kudus und chandrasalas in Hufeisenform gestaltet sind (siehe auch die Schlüssellochfenster von Nachna). Der Hufeisenbogen fand in jüngerer Zeit auch im Jugendstil Verwendung.
zu einer Konstruktionsanleitung des Bogens siehe weiter unten

### Karniesbogen

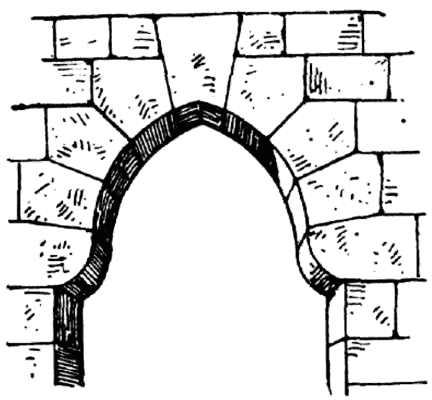
Karniesbogen

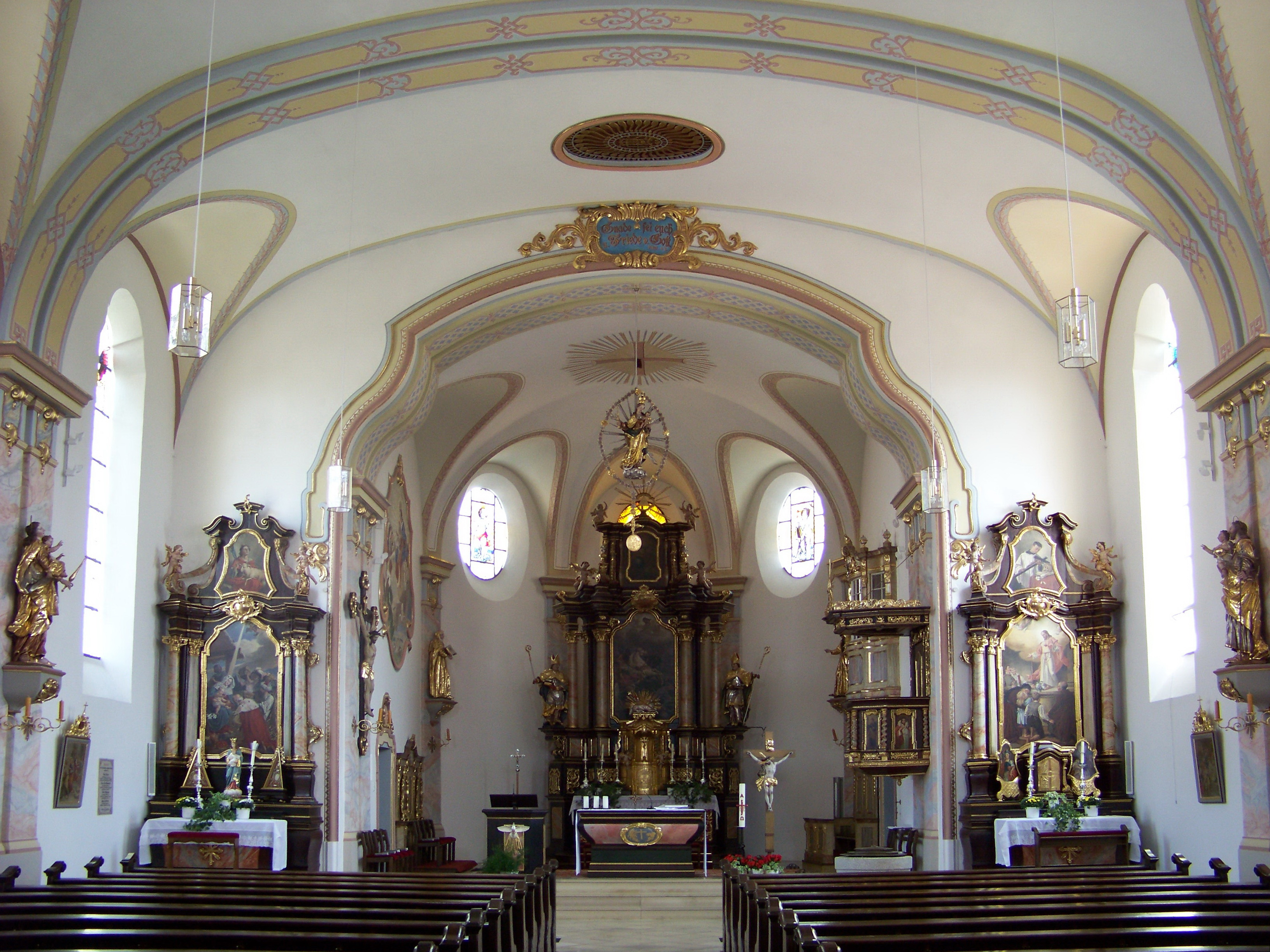
Karniesbogen, St. Pauli Bekehrung in Hailing-Leiblfing

Beim Karniesbogen setzen über der Kämpferlinie zwei Kragsteine mit konvex geschwungenem Profil an, an die sich der konkav geschwungene Bogen anschließt, so dass in der Verbindung der beiden Elemente eine S-förmige Linie entsteht.
Karnies bezeichnet allgemein ein S-förmiges, also konkav-konvex profiliertes Bauelement.
zu einer Konstruktionsanleitung des Bogens siehe weiter unten

### Schulterbogen

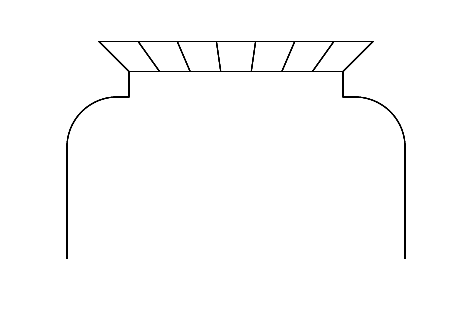
Schulterbogen

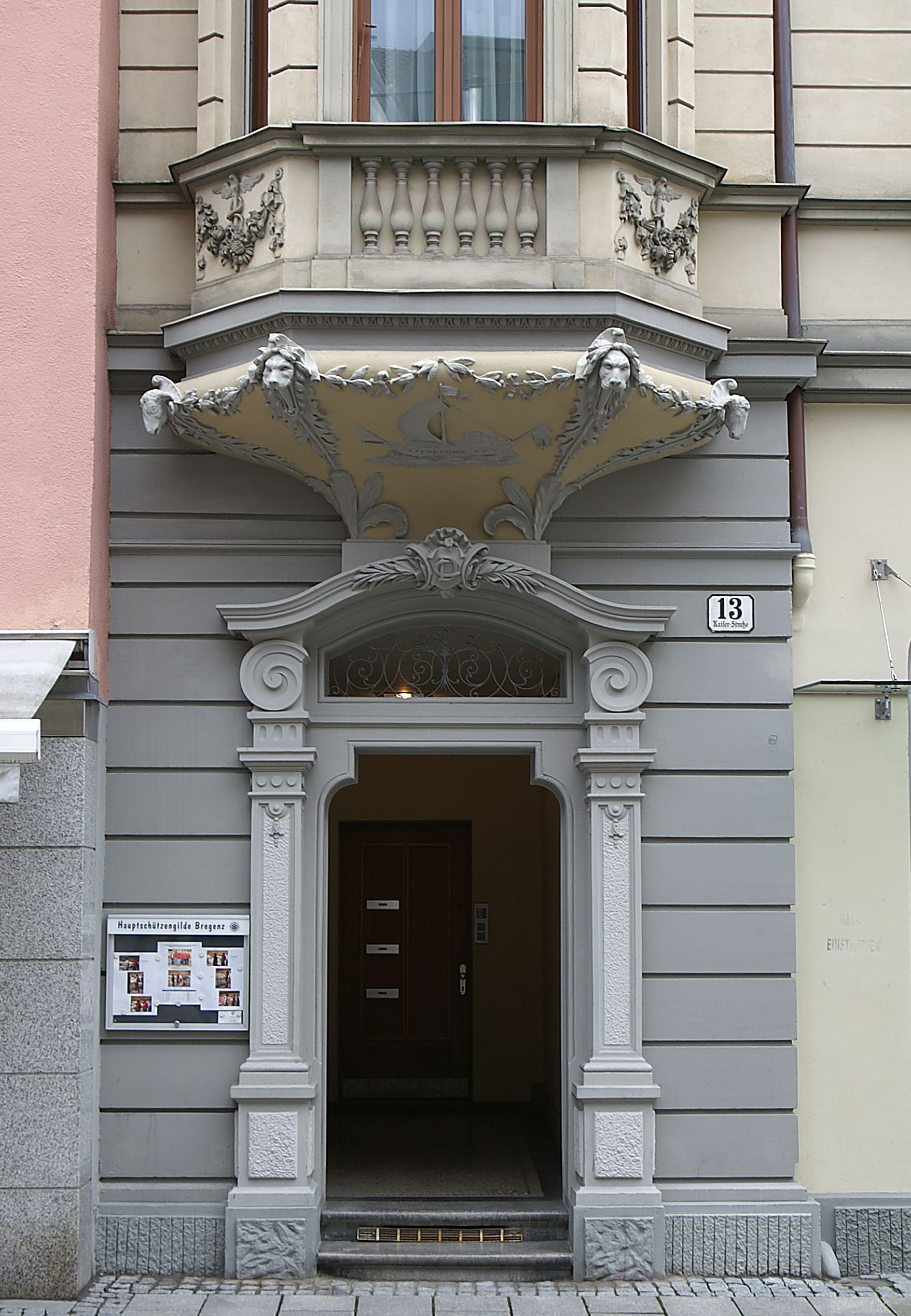
Schulterbogen über Portal, darüber Kämpferfenster und eine Variation des Vorhangbogens

Der Schulterbogen ist eigentlich ein Scheitrechter Bogen, dessen Sturzstützweite durch darunterliegende Kragsteine oder auch Konsolsteine verkürzt wurde. Andere Bezeichnungen sind daher Konsolbogen und Kragsturzbogen, auch die Bezeichnungen Bursabogen findet man.

### Scheitrechter Bogen

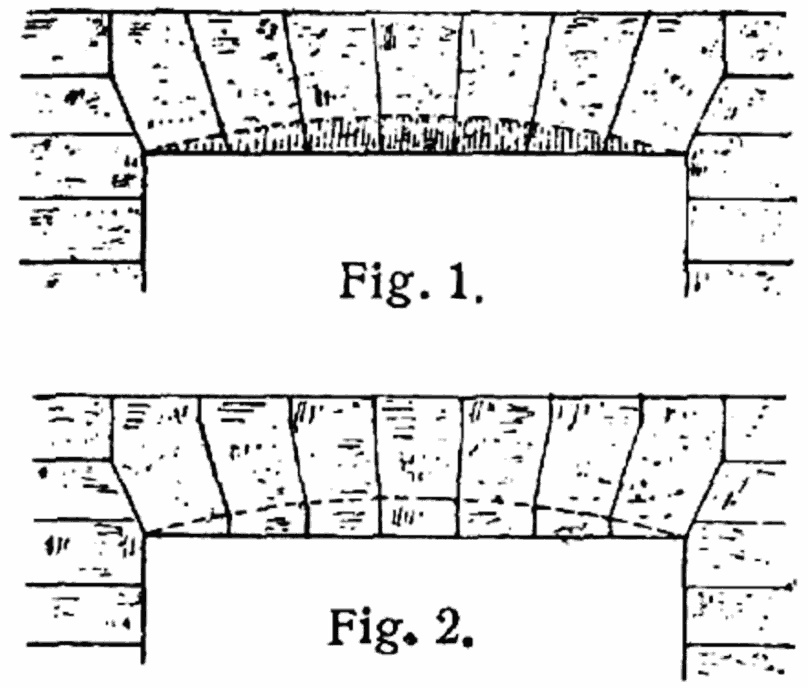
Scheitrechter Bogen

Ein Scheitrechter Bogen, auch Horizontalbogen genannt, ist ein Bogen, der so ausgeführt ist, dass die Unterseite der überspannten Öffnung einem geraden Türsturz gleicht. Konstruktiv ist der Horizontalbogen in Wirklichkeit ein lastverteilender Segmentbogen, dessen Keilsteine so zugearbeitet werden, dass sich eine waagerechte Unterkante ergibt.
Scheitrechte Bogen erlauben keine großen Spannweiten. Man findet sie häufig über Fenstern und Türen. Scheitrechte Bogen dienen auch als Entlastungsbogen über einem Fenstersturz aus Werkstein. Heute findet man viele unechte scheitrechte Bögen an neuen Bauwerken, die aber keine tragenden Bogenkonstruktionen sind, sondern in dahinterliegenden Stahlbetonstützen verankert sind. Oft sind sie leicht zu erkennen, weil die Steine nicht radial angeordnet sind oder weil der mittlere Schlussstein keine schrägen Seitenkanten aufweist oder gar verkehrt herum eingebaut wurde.

Scheitrechter Bogen
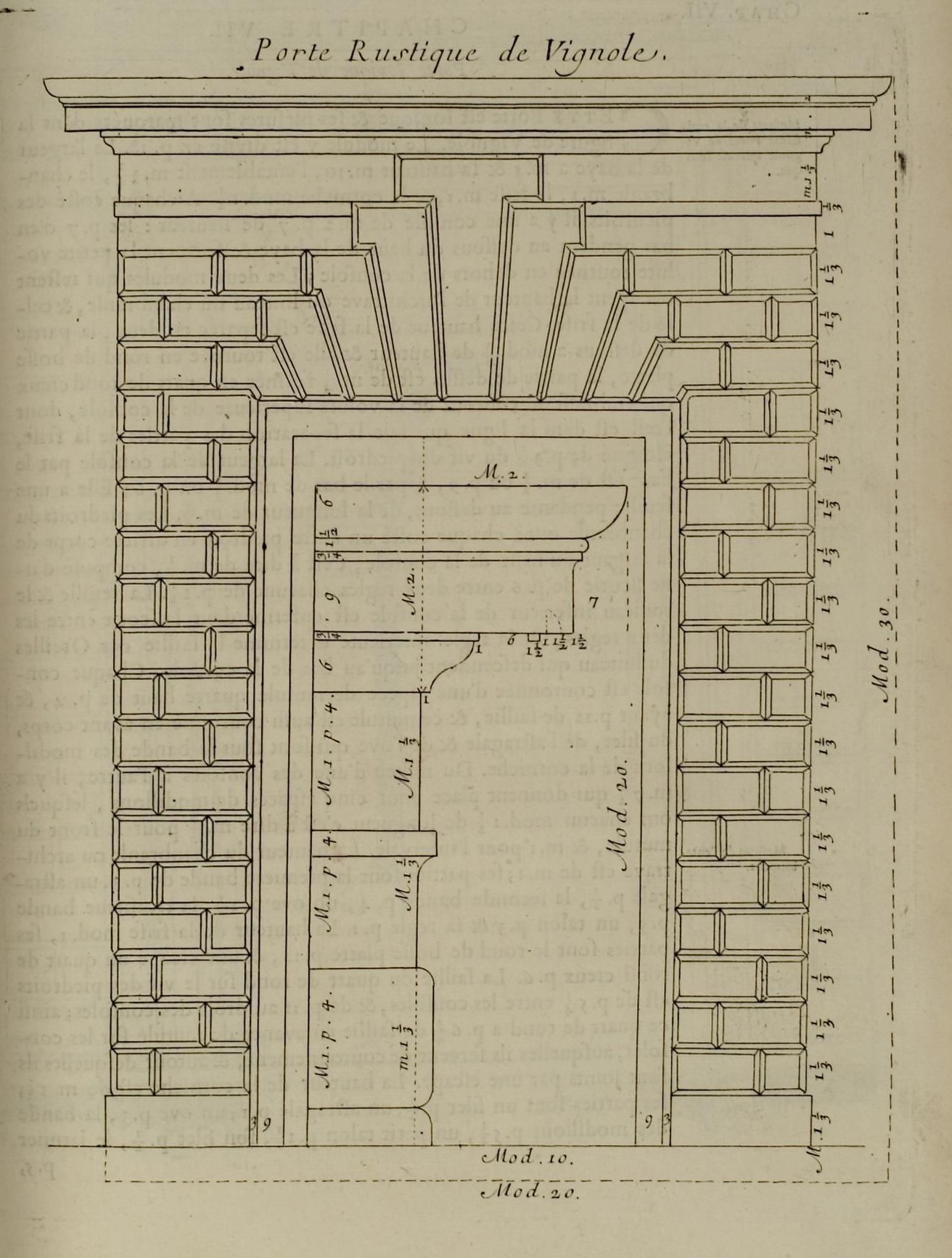
Portal mit scheitrechtem Bogen (François Blondel, 1698)
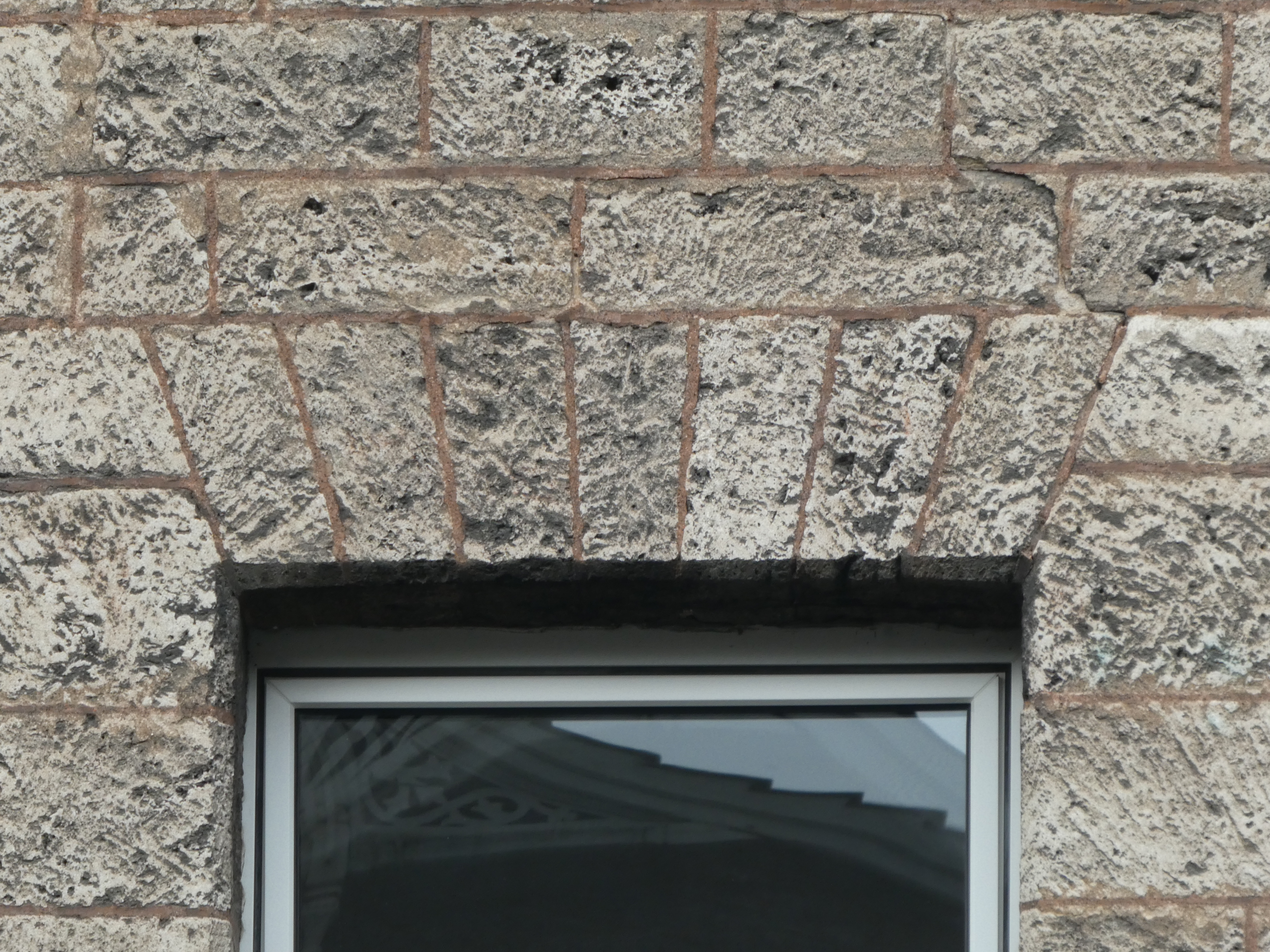
Scheitrechter Bogen am Fenster eines Wohnhauses, erbaut 1879 (Göttingen, Obere Karspüle 38)
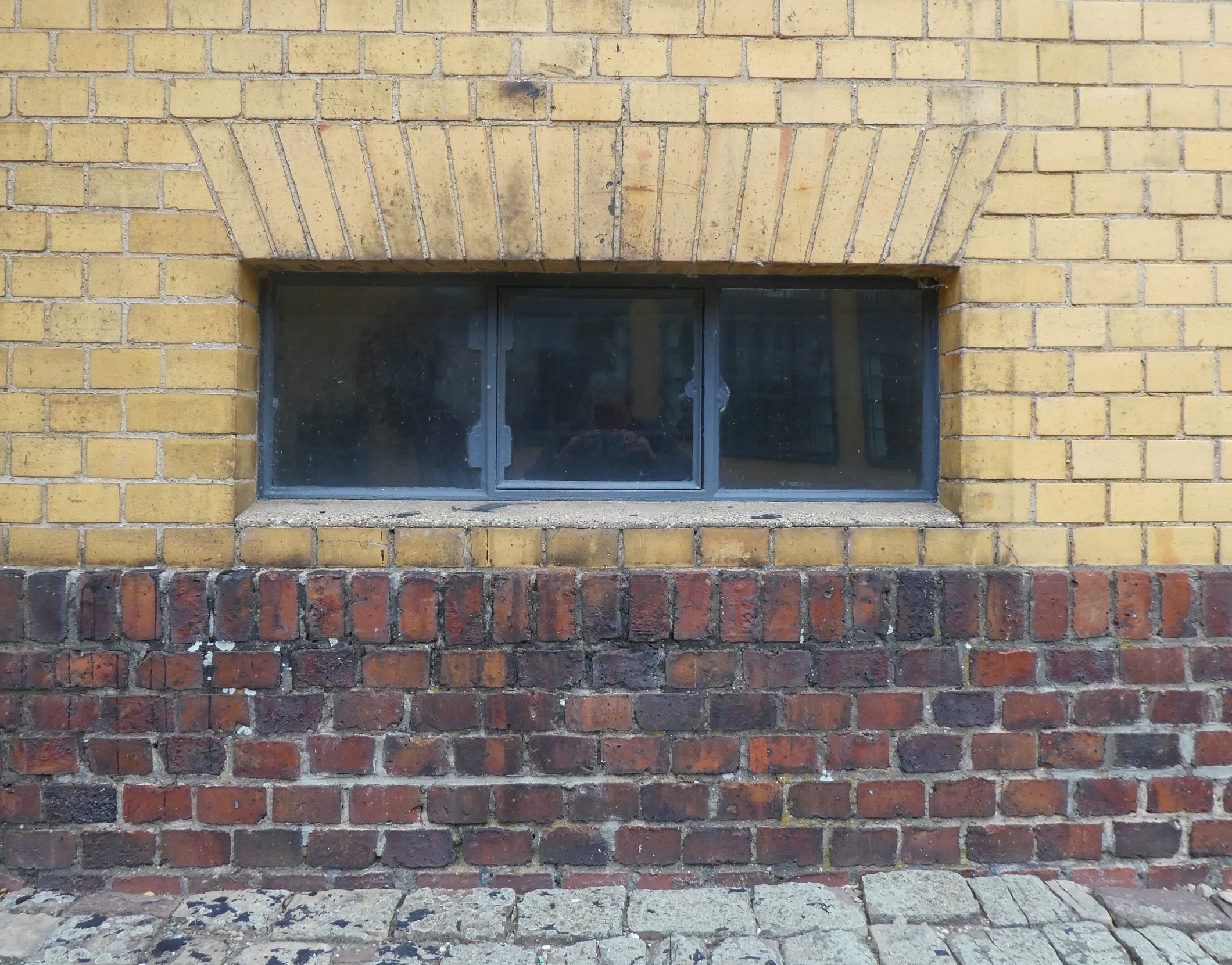
Scheitrechter Bogen aus Ziegelformsteinen (Fagus-Werk Alfeld), Baubeginn 1911
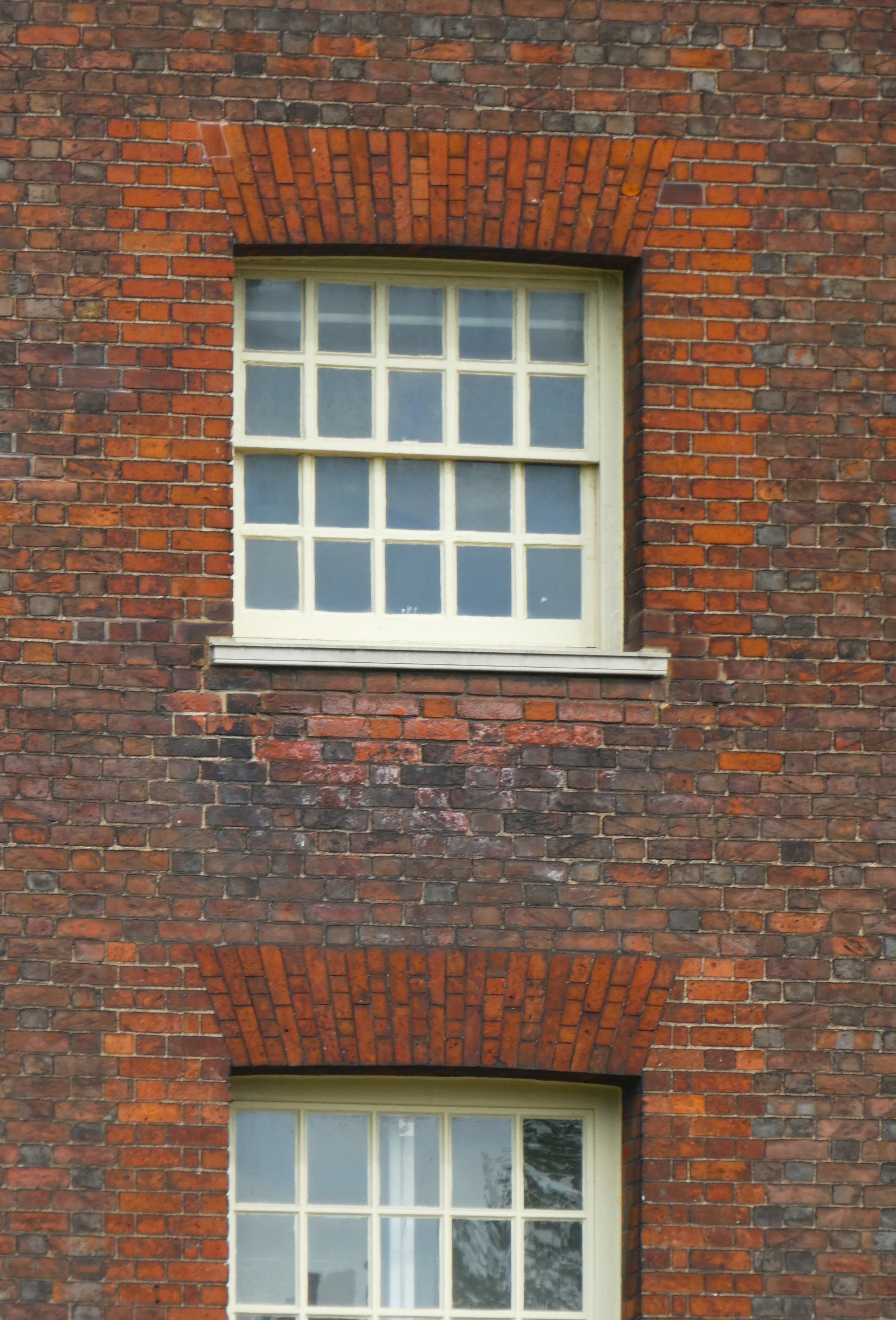
Scheitrechte Bögen in Ziegelmauerwerk, 18. Jahrhundert (Old Royal Naval College, London-Greenwich)
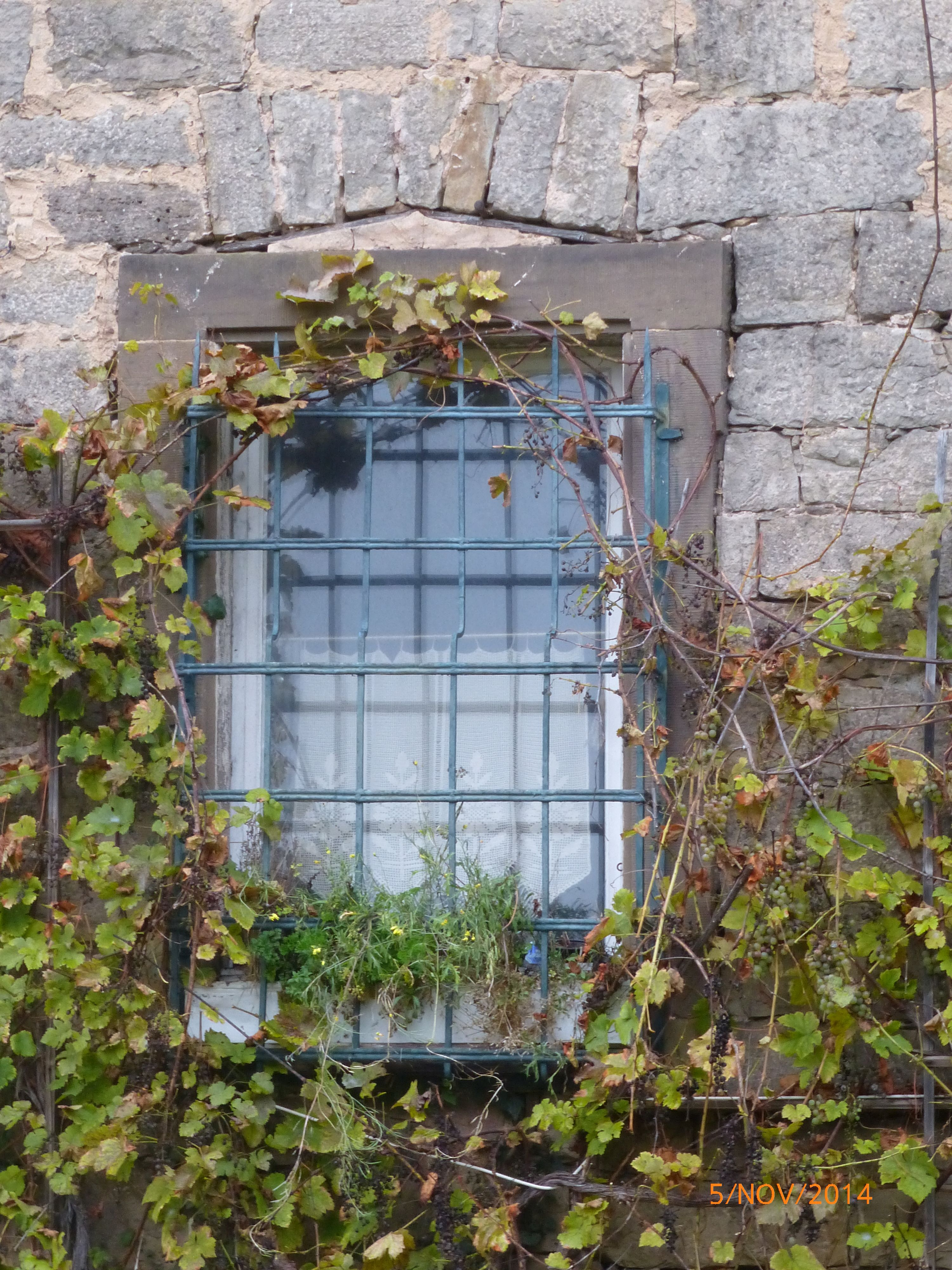
Scheitrechter Bogen, hier als Entlastungsbogen mit verbliebenen Lehrgerüsthölzern, 1764–1767  (Bad Kissingen, Obere Saline)
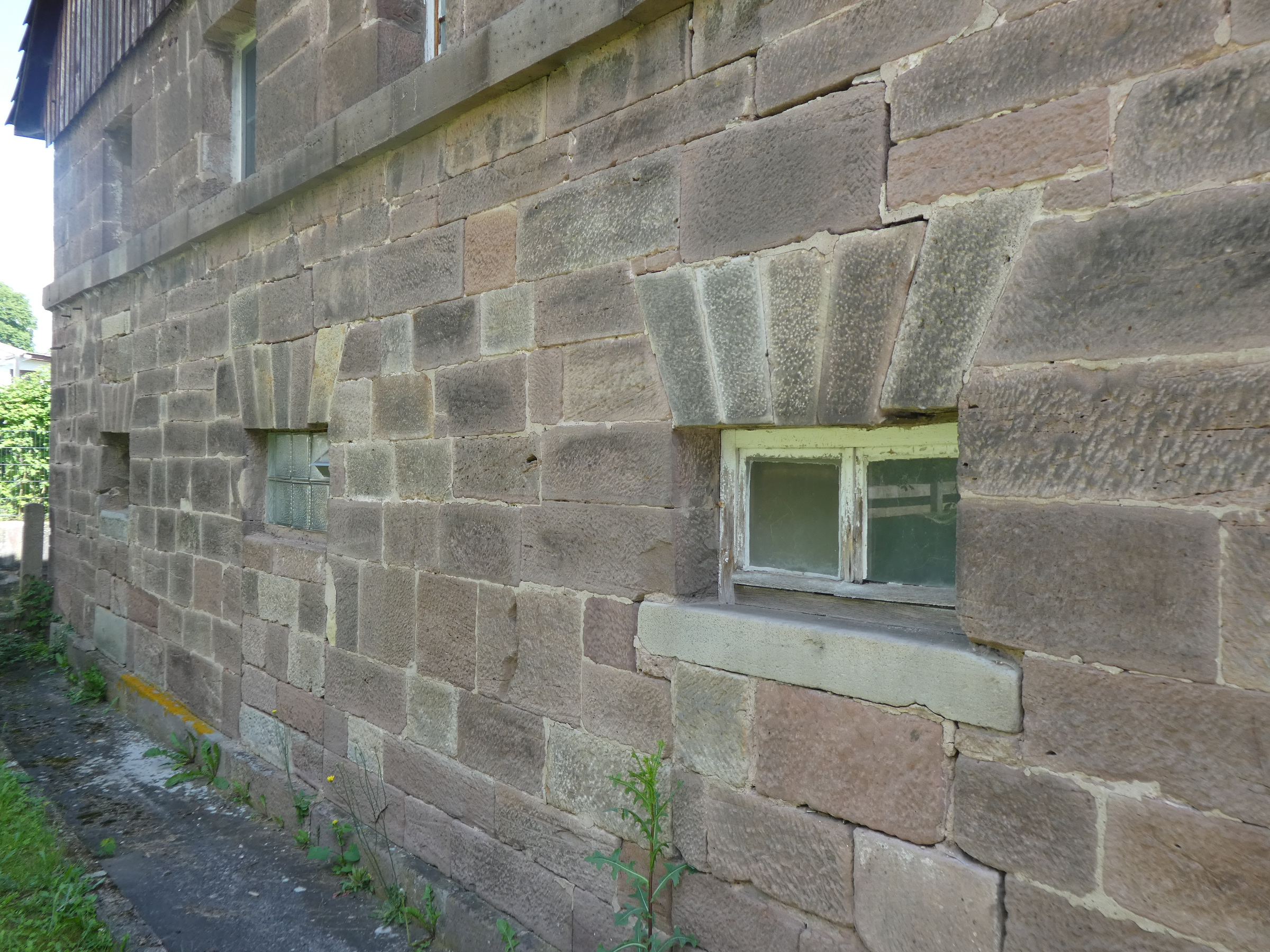
Schadhafte scheitrechte Bögen mit nachgebenden Keilsteinen, 19. Jahrhundert (Ermschwerd)

### Gestelzter Bogen

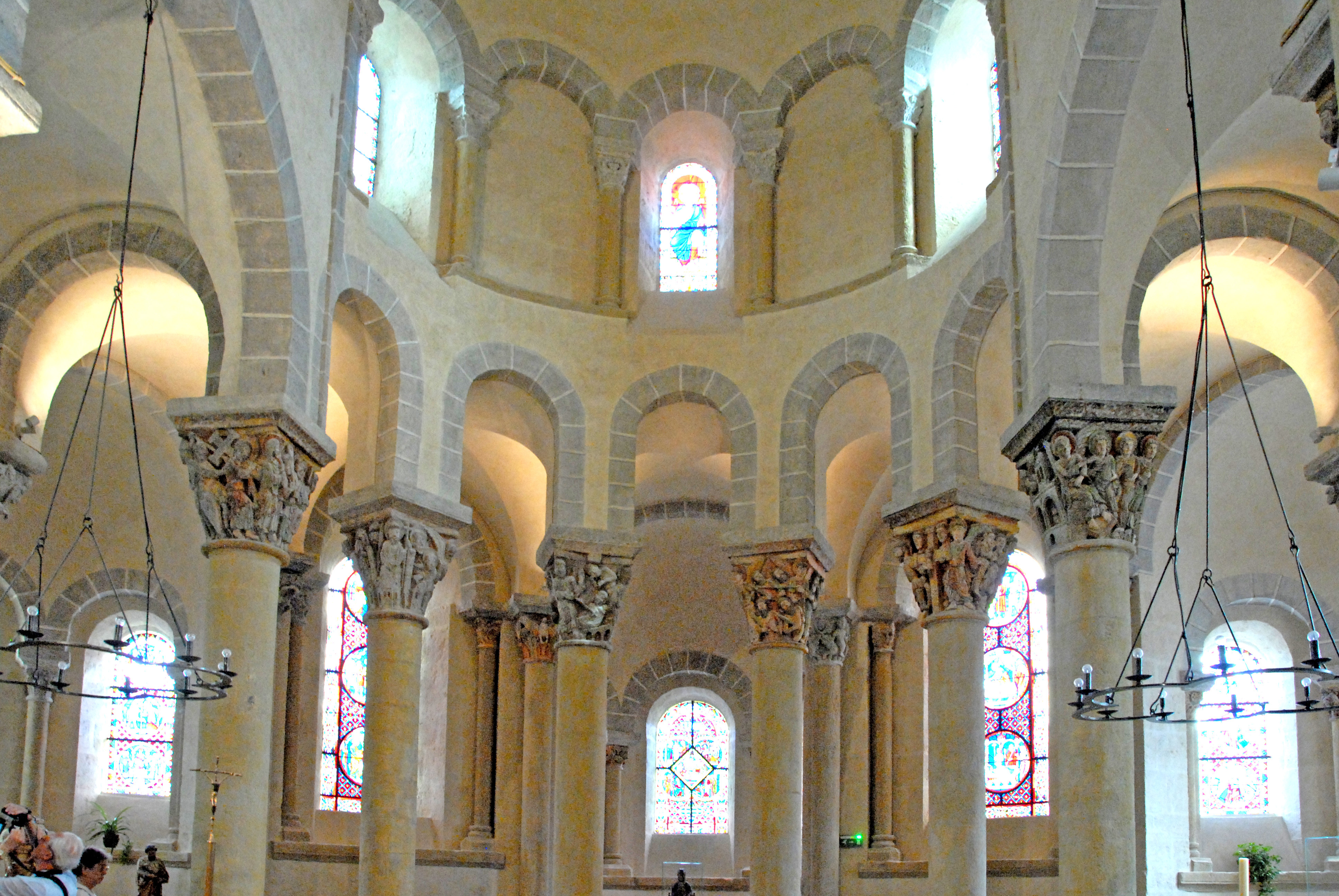
Gestelzte Bögen, Chorapsis und Umgang, St-Nectaire

Der Gestelzte Rund- oder Spitzbogen hat an beiden Bogenschenkeln über der Kämpferlinie einen geraden Anlauf.
Die Rundbogenvariante ist häufig in romanischen Chorapsiden zu finden, bei den den Chor umschließenden Arkaden, die sich in den Chorumgang öffnen.

Gestelzter Bogen
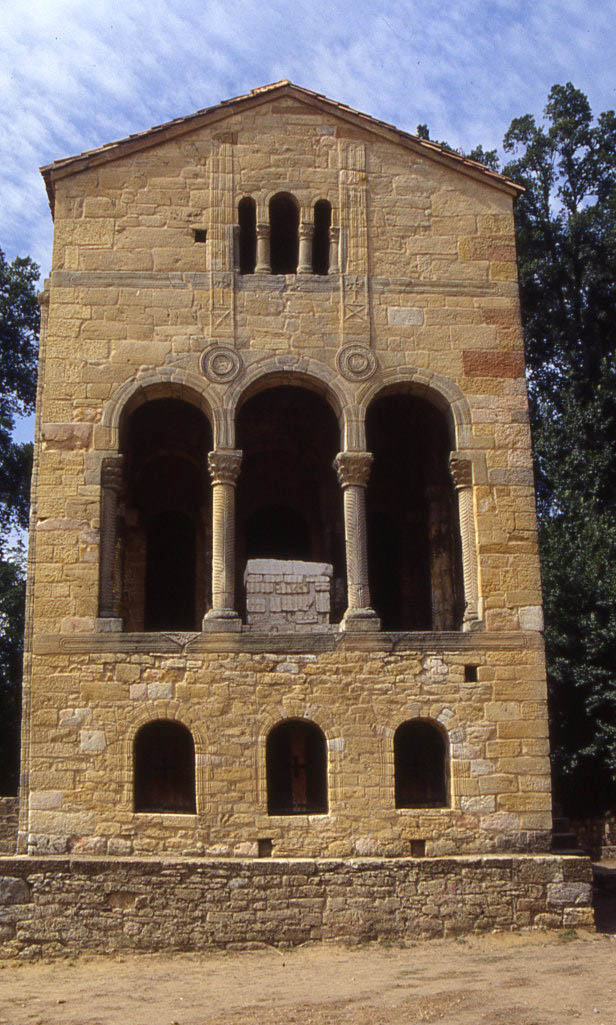
Gestelzte Bögen (Santa Maria des Naranco, Spanien)
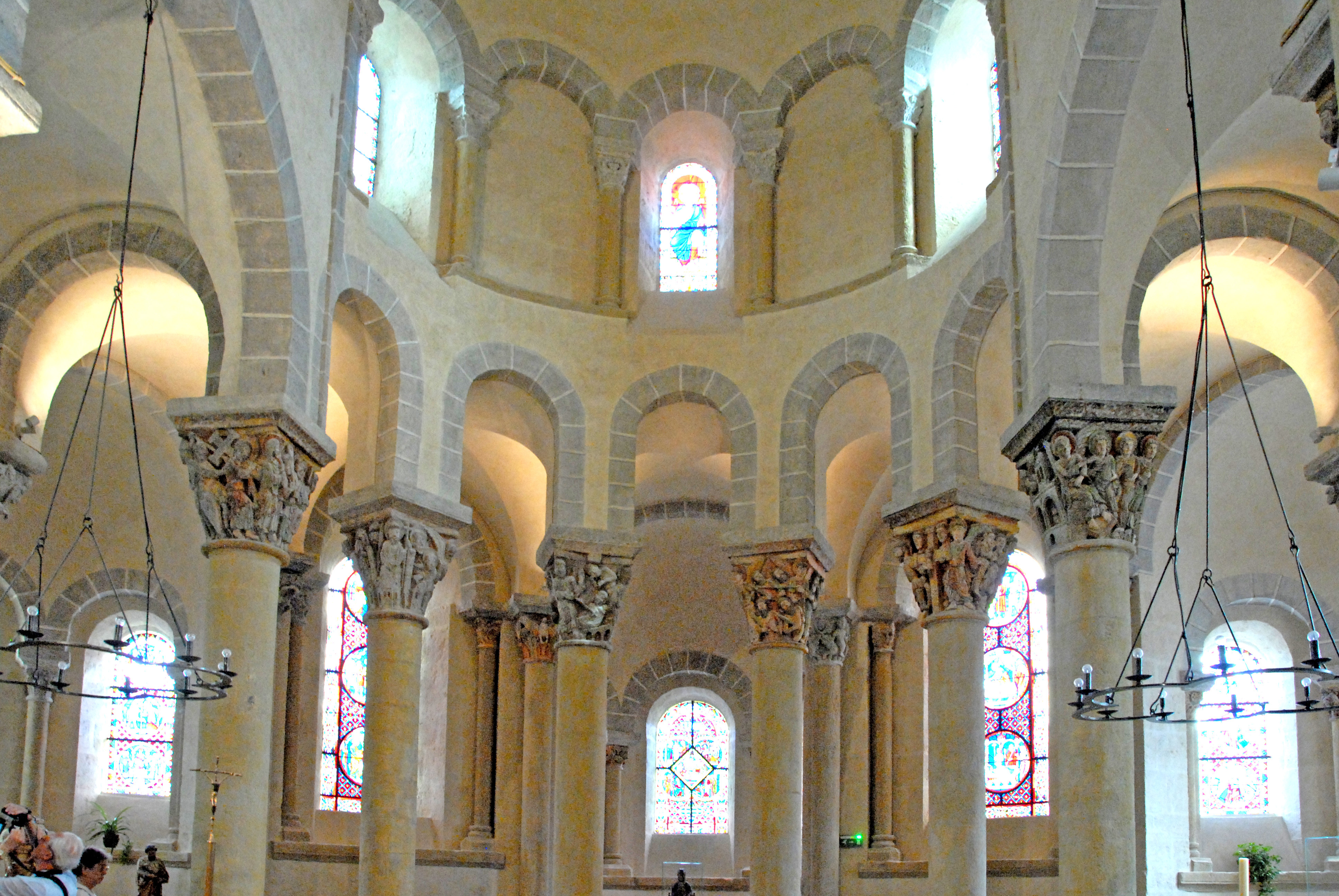
Gestelzte Bögen (Chorapsis und Umgang; St-Nectaire, Frankreich)

## Serliana

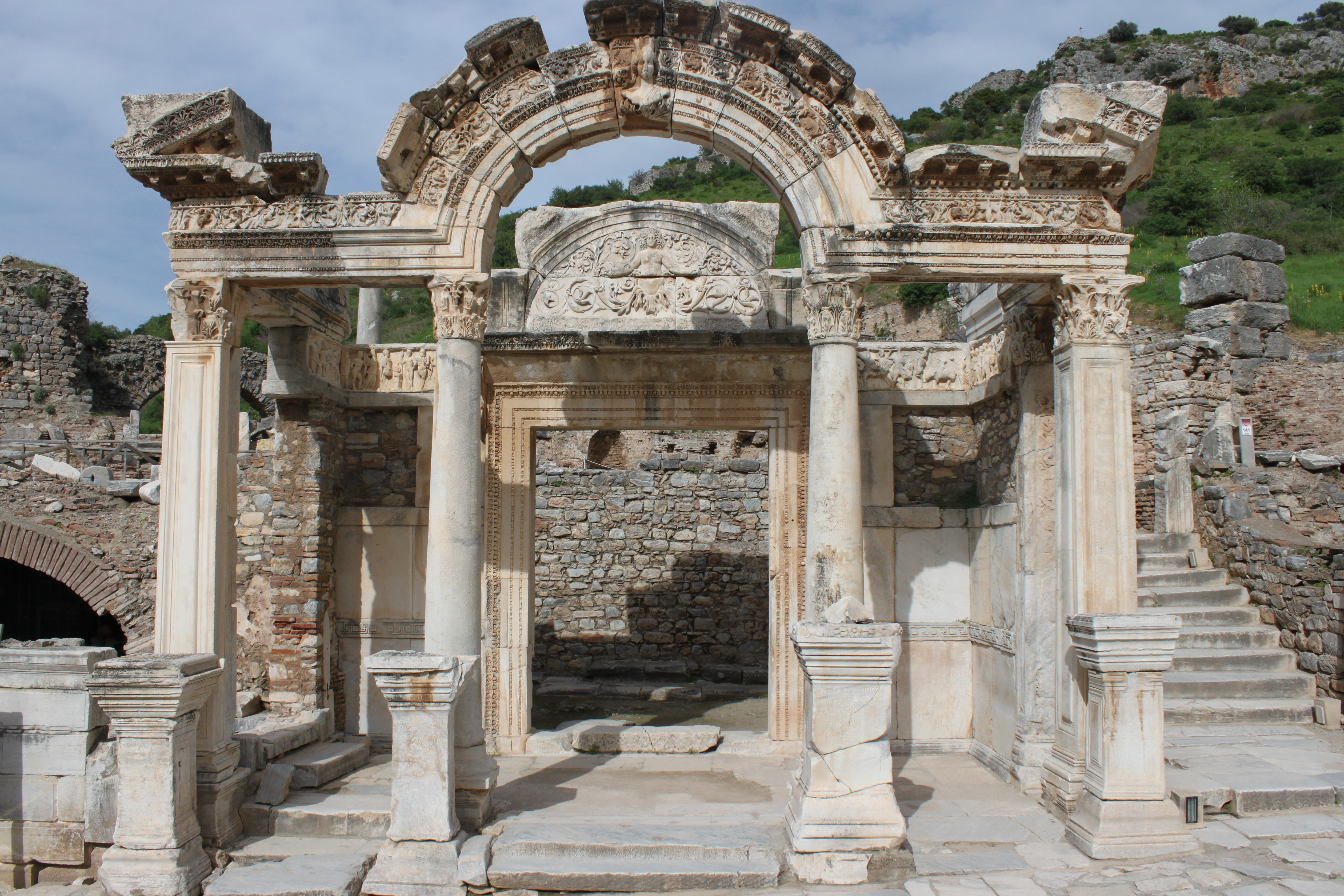
Syrischer Bogen am Hadrianstempel Ephesos

Die Serliana (auch Venezianisches Fenster, Palladio-Motiv, Syrischer Bogen) ist ein klassischer Rundbogen bei überwölbten Portal- oder Fensteröffnungen, der durch die seitlichen, schmaleren Rechtecköffnungen ein charakteristisches Erscheinungsbild erhält.

## Einsatz von Bögen

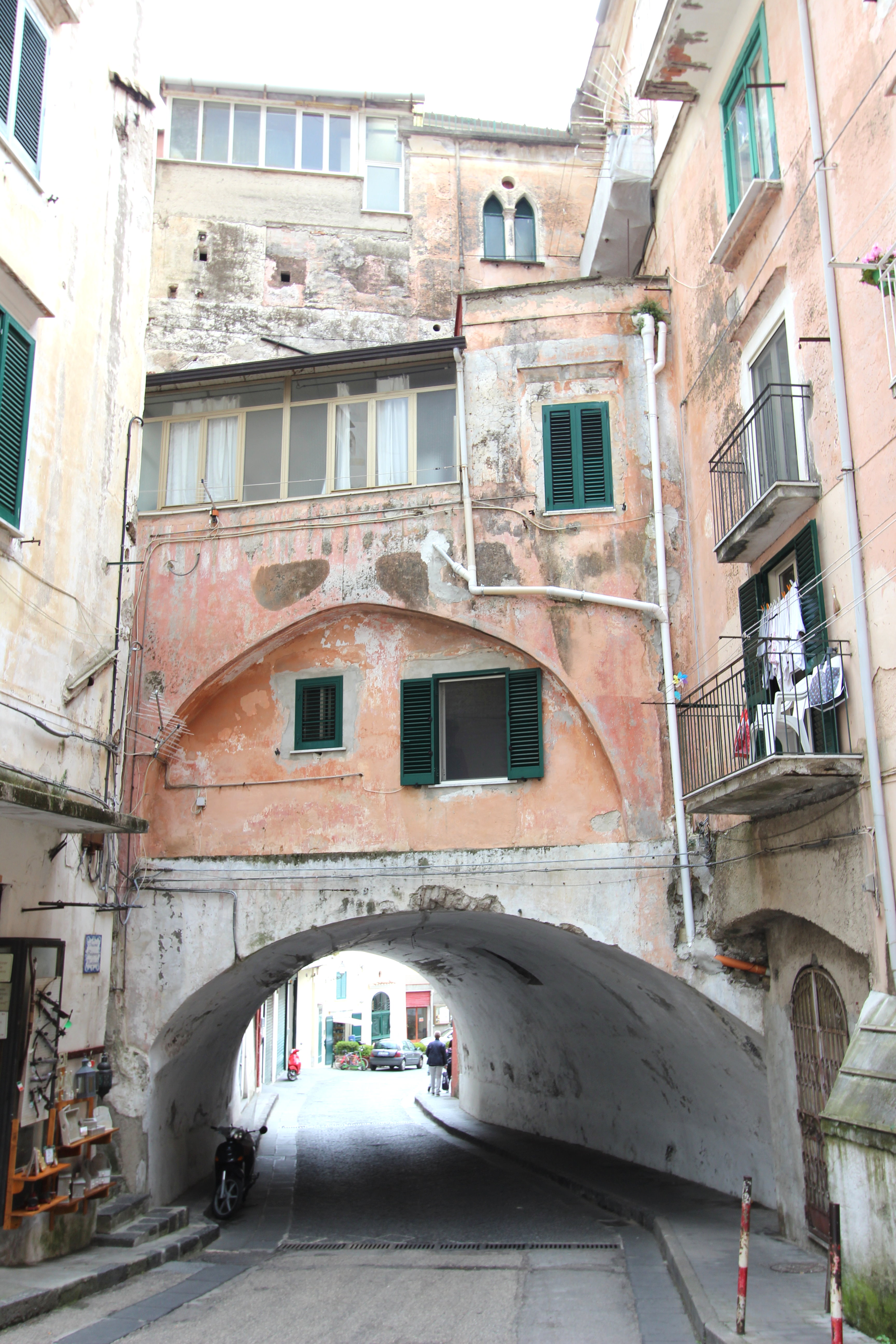
Diverse Bogenkonstruktionen (Amalfi, Via Cardinale Marino del Giudice 10)

### Bögen bei Gewölben
- Gurtbogen: Stützt Tonnengewölbe oder trennt einzelne Felder eines Kreuzgewölbes ab und verbindet die tragenden Pfeiler.
- Schildbogen
- Scheidbogen
- Chorbogen: ist ein Bogen zwischen Chor und Langhaus oder zwischen Chor und Vierung. Dieser Bogen wird auch Triumphbogen genannt.

### Arkaden

Arkaden
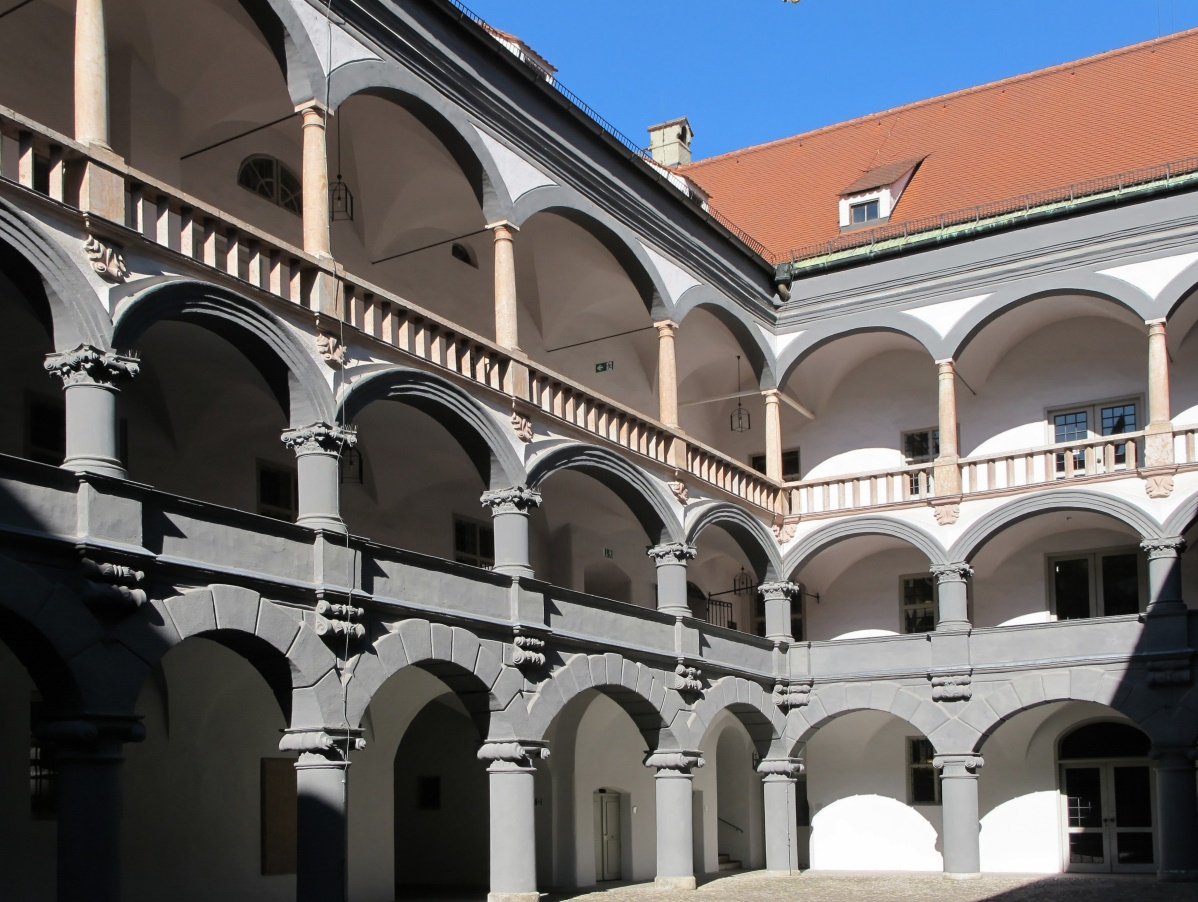
Arkaden in der Alten Münze, München
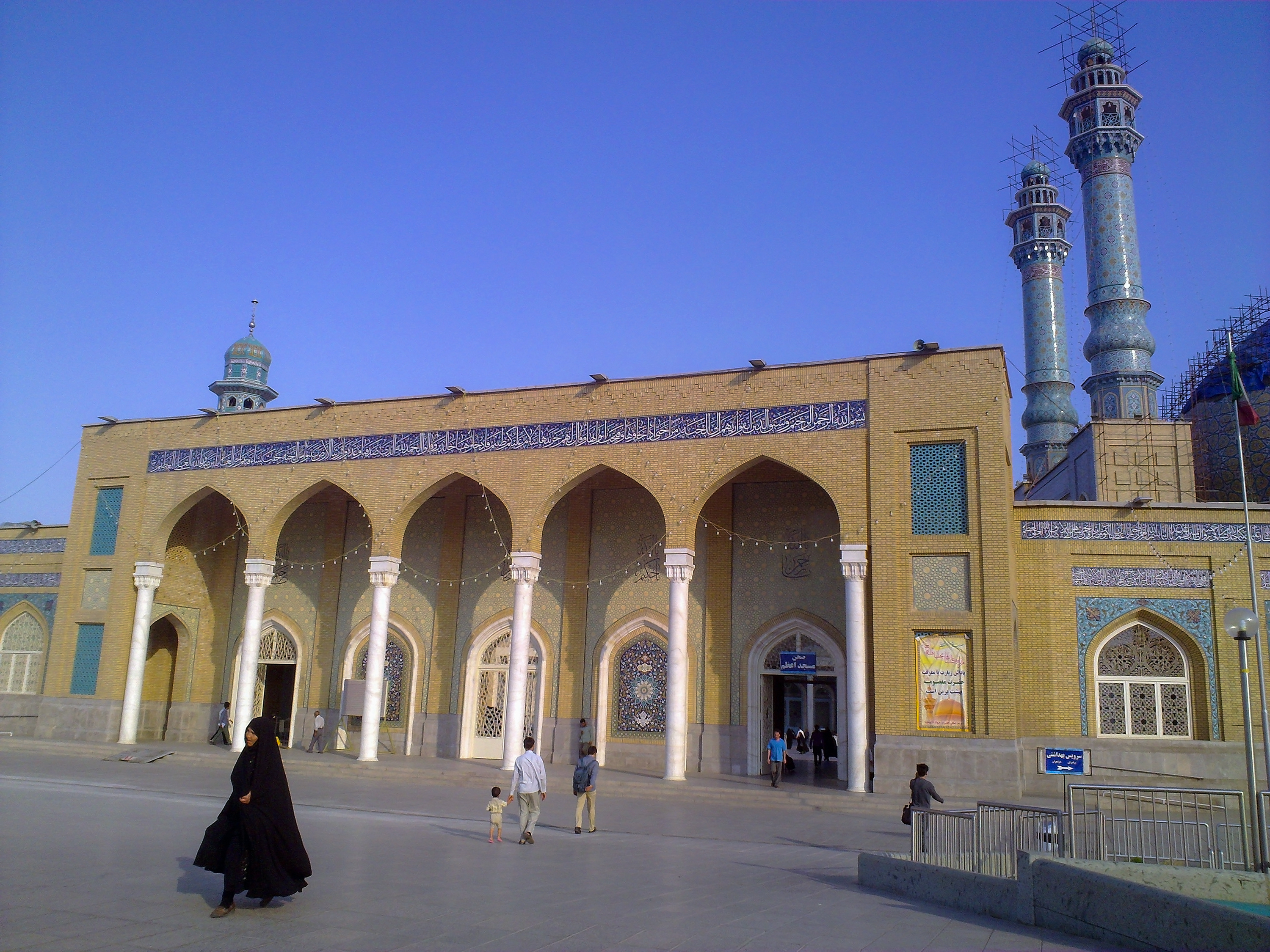
Arkaden vor dem Schrein der Fatima Masuma

- Arkaden
- Arkaden in der Alten Münze, München
- Arkaden vor dem Schrein der Fatima Masuma

### Mauerbogen, Fenster-, Tür- oder Torbogen
Ein Mauerbogen überspannt als Fensterbogen, Türbogen oder Torbogen eine Öffnung im Mauerwerk und trägt die Last des darüberliegenden Mauerwerks (siehe auch Archivolte)

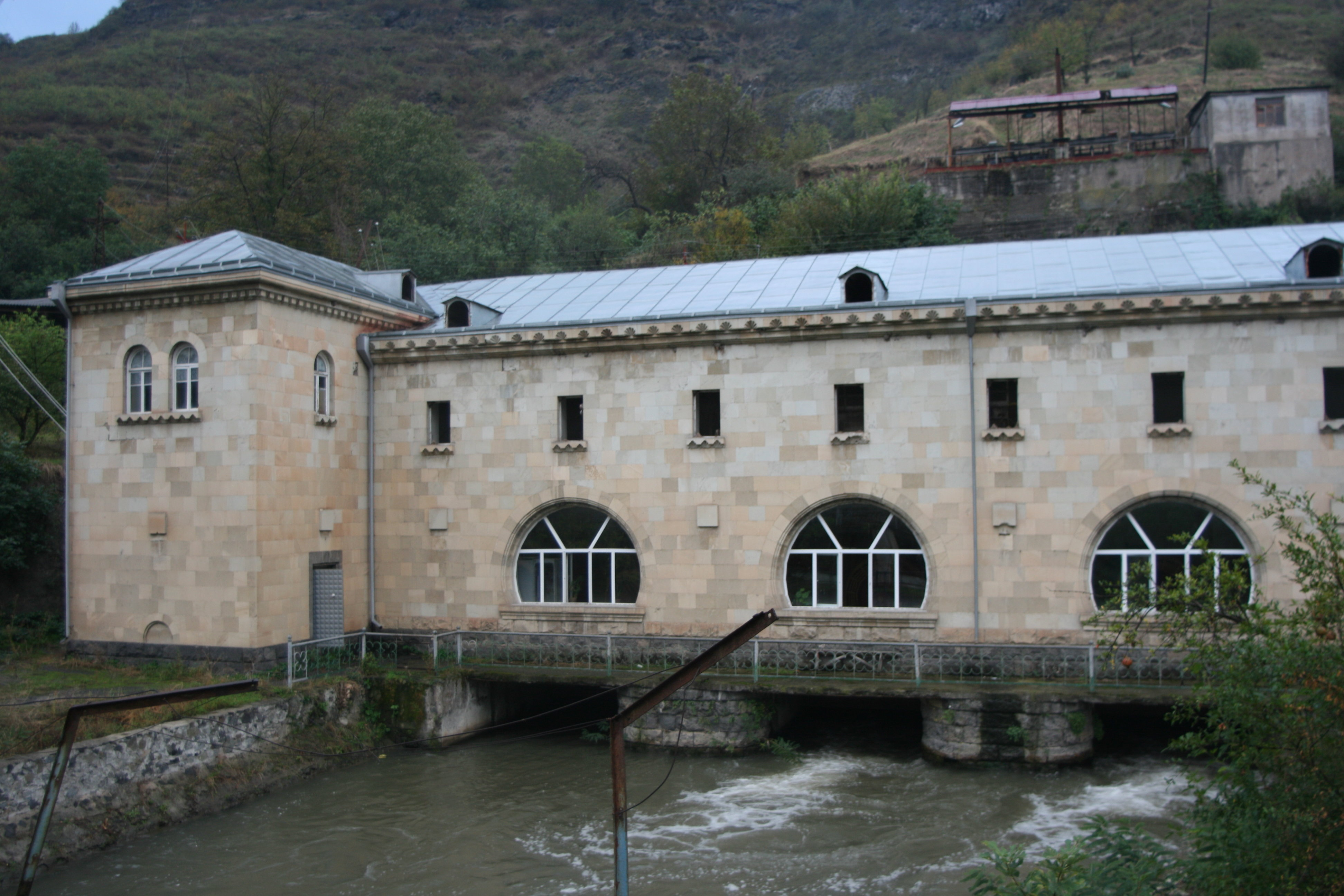
Fensterbögen in Armenien
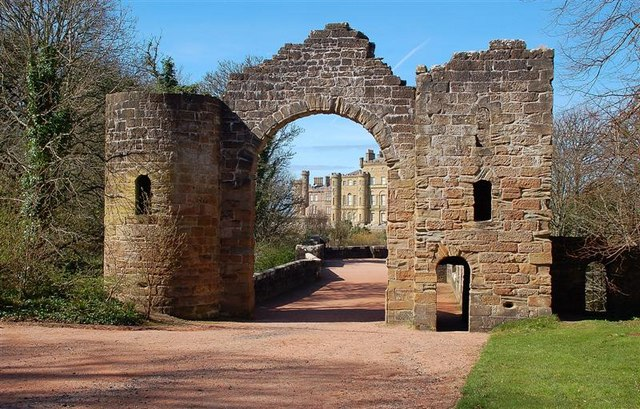
Torbogen, Culzean Castle
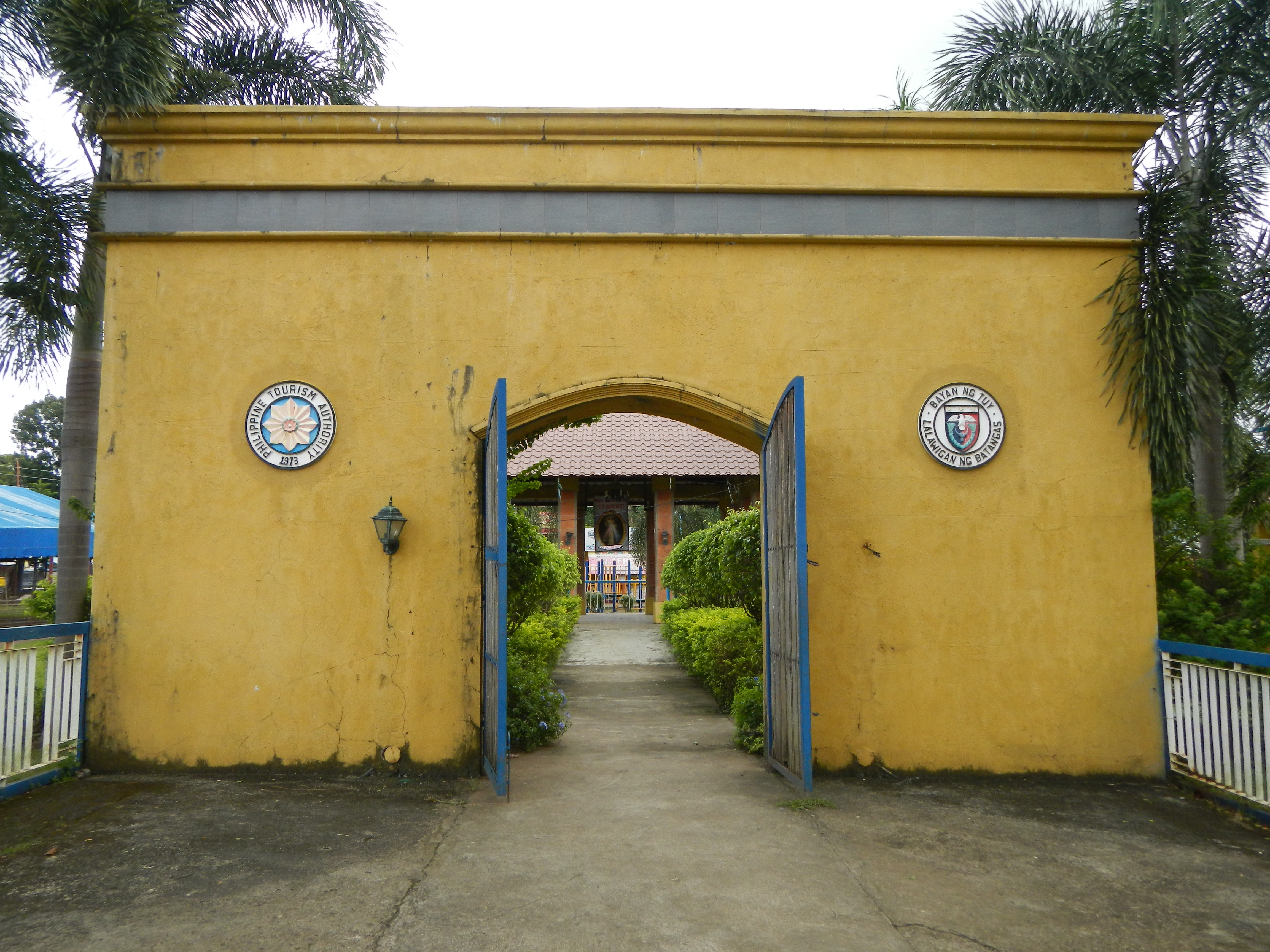
Torbogen auf den Philippinen

### Entlastungs- oder Überfangbogen
Ein Entlastungs- oder Überfangbogen ist ein in der Mauer liegender, gemauerter, konstruktiver Bogen zur Lastabtragung über einer Maueröffnung, um die Kräfte seitlich auf andere Bereiche zu verteilen. Entlastungsbögen werden häufig aus Werkstein oder Backsteinen über empfindlichen Stürzen von Fenstern und Türen errichtet, wobei der verbleibende Zwischenraum zwischen Sturz und Entlastungsbogen nur lose vermauert ist. Manchmal werden Entlastungsbögen auch sichtbar zur Fassaden- oder Wandgliederung verwendet. Im Historismus kann er auch nur aufgeputzt sein, teilweise wird er durch einen Schlussstein verziert. Auch kleine, statisch unwirksame, über einer Wandöffnung vorgeblendete Bögen (meist stabförmig verziert) werden manchmal als Überfangbögen bezeichnet.

Entlastungsbögen
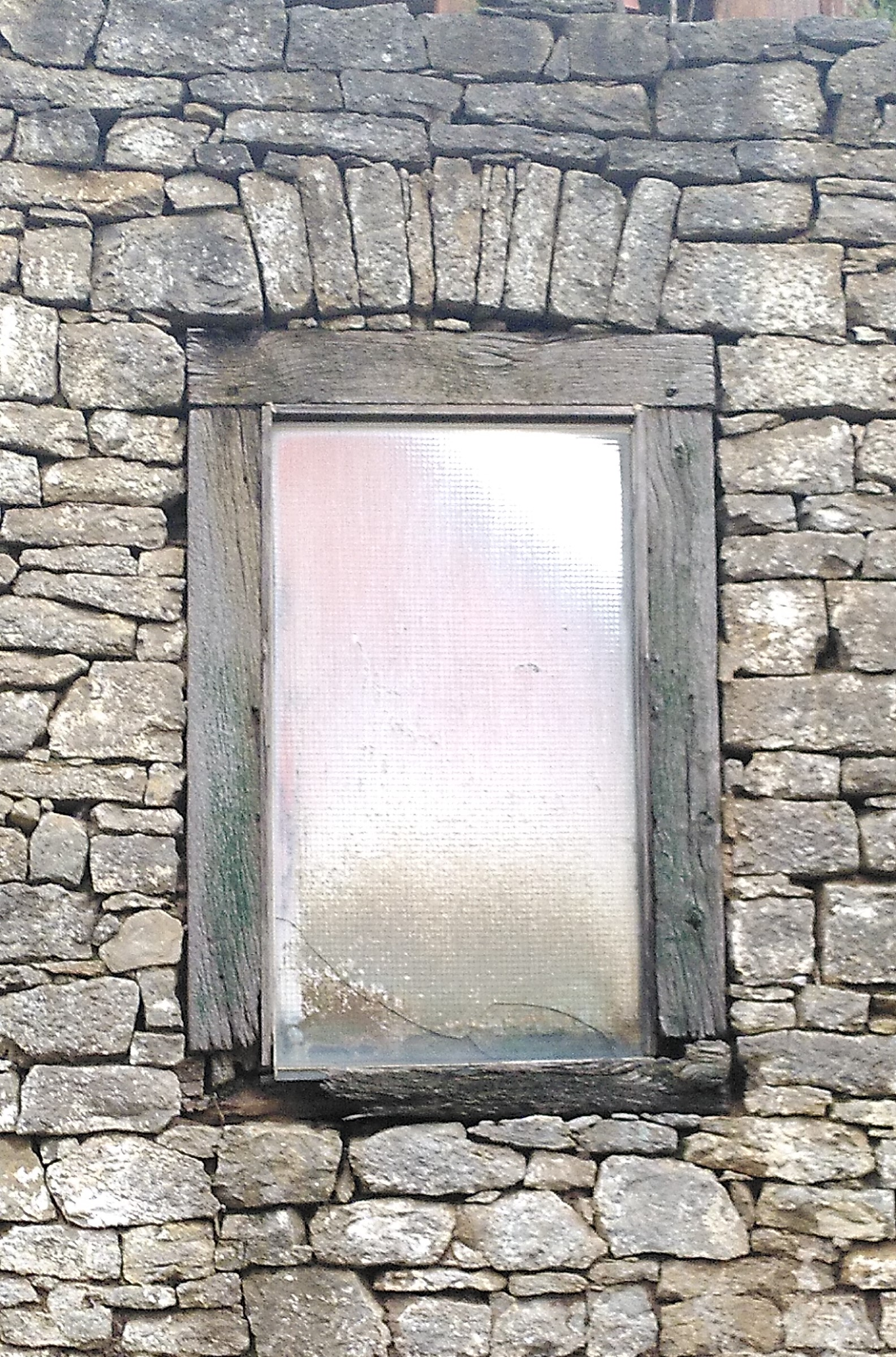
Entlastungsbogen über einer Blockrahmenzarge (Deppoldshausen)
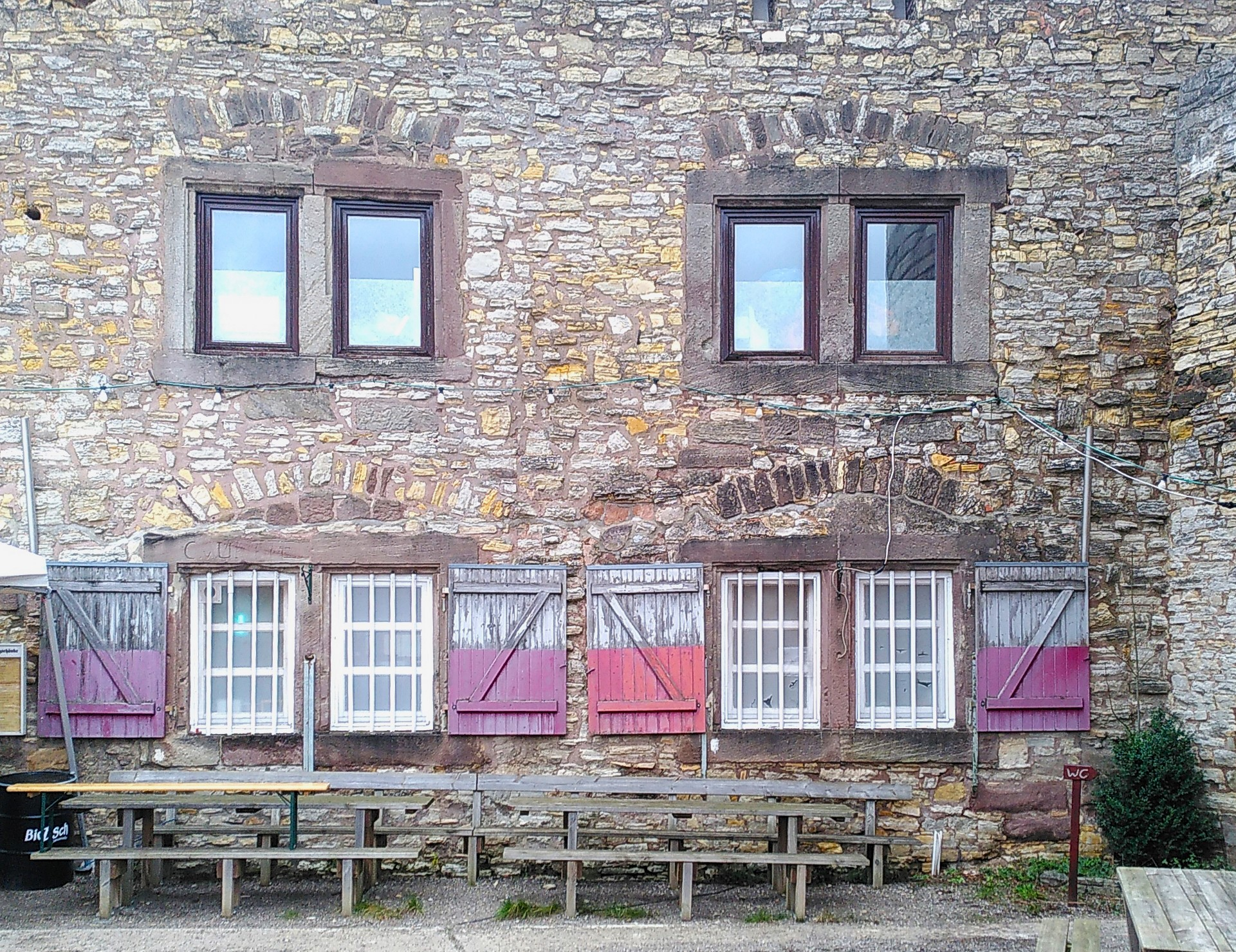
Vier Entlastungsbögen über Sandstein-Fensterrahmungen (Burg Plesse)
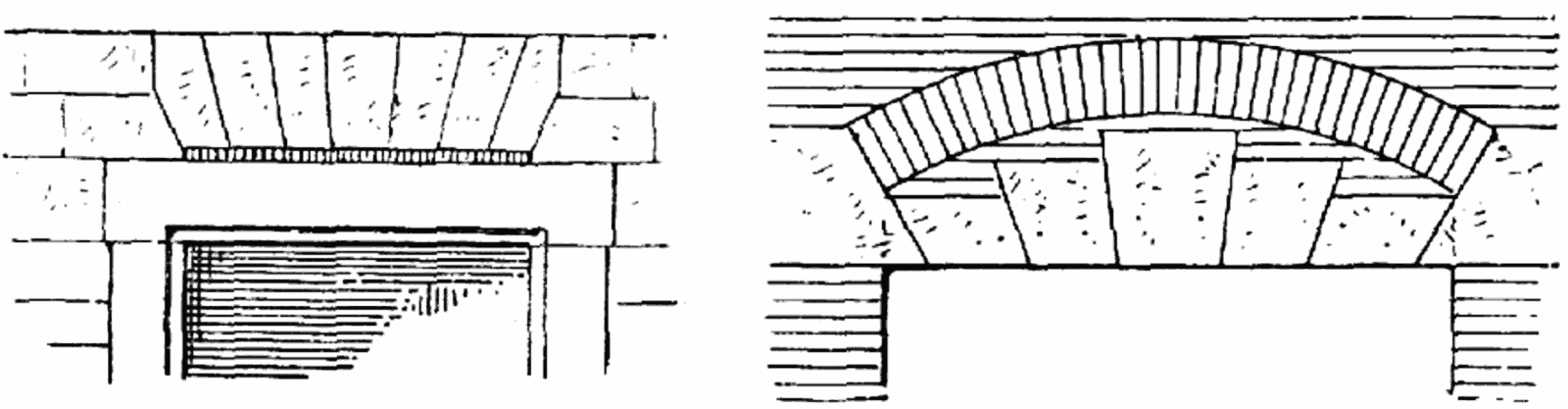
Entlastungsbögen im Lexikon der gesamten Technik (links: scheitrechter Entlastungsbogen)
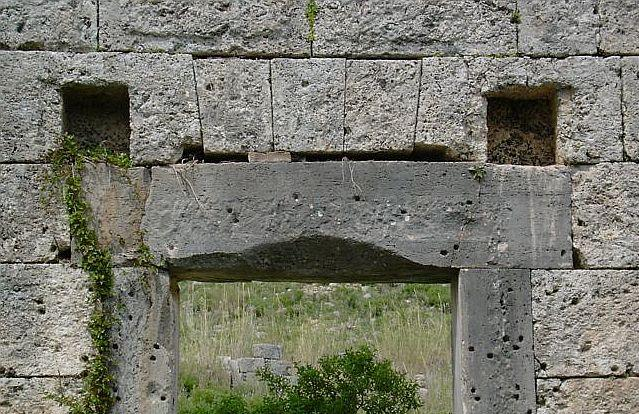
Scheitrechter Entlastungsbogen über einem Fenstersturz (antike Ruine in Perge)
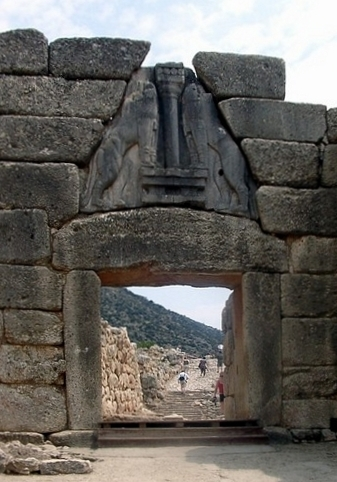
Falscher Entlastungsbogen, Löwentor (Mykene)

### Breschbogen
Von den Entlastungsbögen zu unterscheiden sind die ähnlich aussehenden Breschbögen im Festungsbau. Diese tragen die Mauer und sollen deren Einsturz bei einem Beschuss verhindern.

Breschbogen
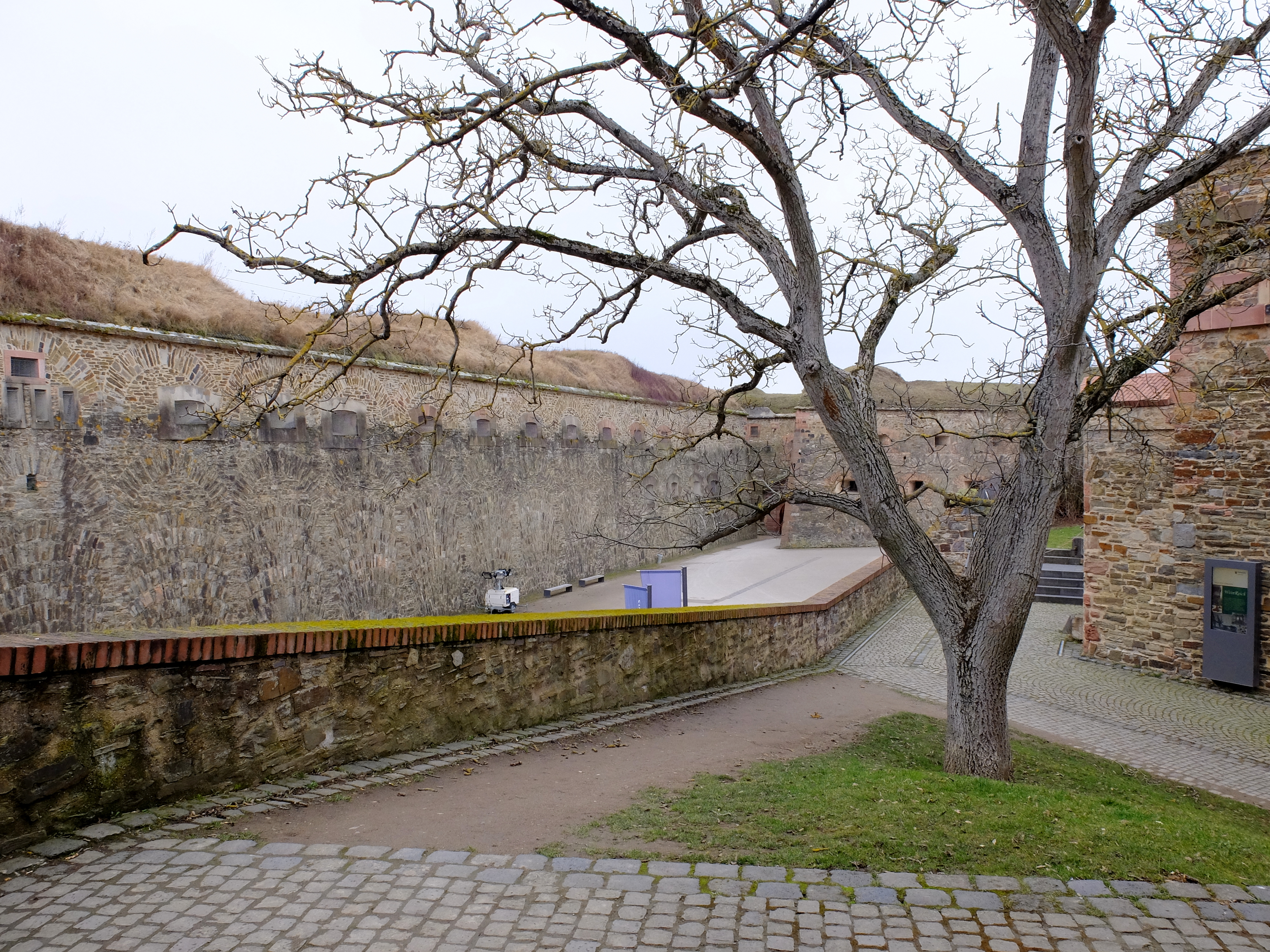
Breschbögen an der Festung Ehrenbreitstein, 1817–1828
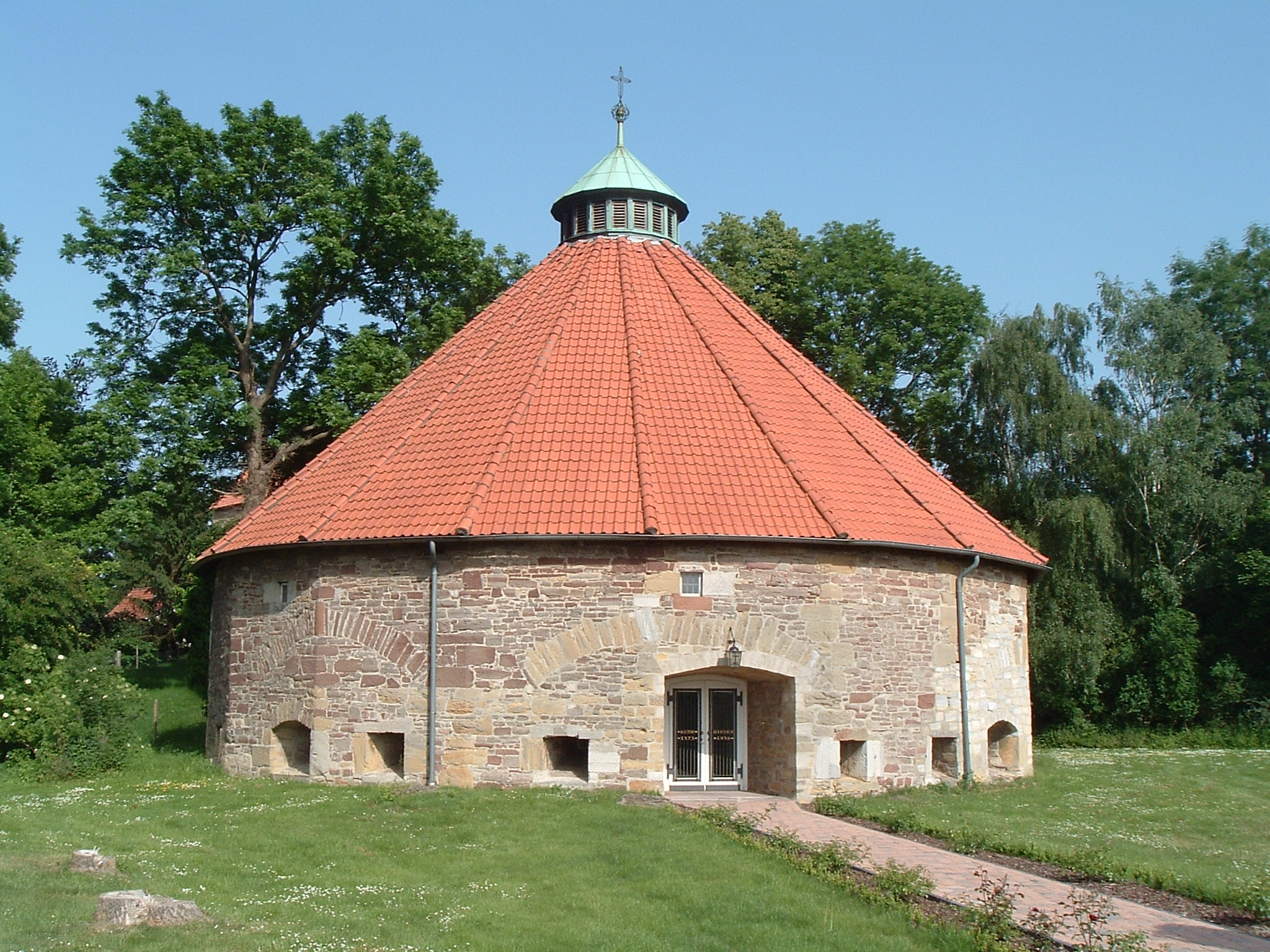
Breschbögen im Batterieturm von Burg Steinbrück, 1573 (sog. Kehrwiederturm, 1955–1956 umgenutzt zur Kirche)

### Schwibbogen
Der Schwibbogen (auch Schwiebbogen, Schwebebogen) ist ein waagrecht gespannter Bogen zur Übertragung des Horizontalschubs zwischen zwei Gebäuden oder Pfeilern.
Der Bogen ist in der Regel so übermauert, dass sich oben ein gerader Abschluss ergibt. Häufig findet sich der Schwibbogen in den engen Gassen mittelalterlicher Städte.
Eine konstruktive und gestalterische Sonderform des Schwibbogens ist der Scherenbogen.

Schwibbogen
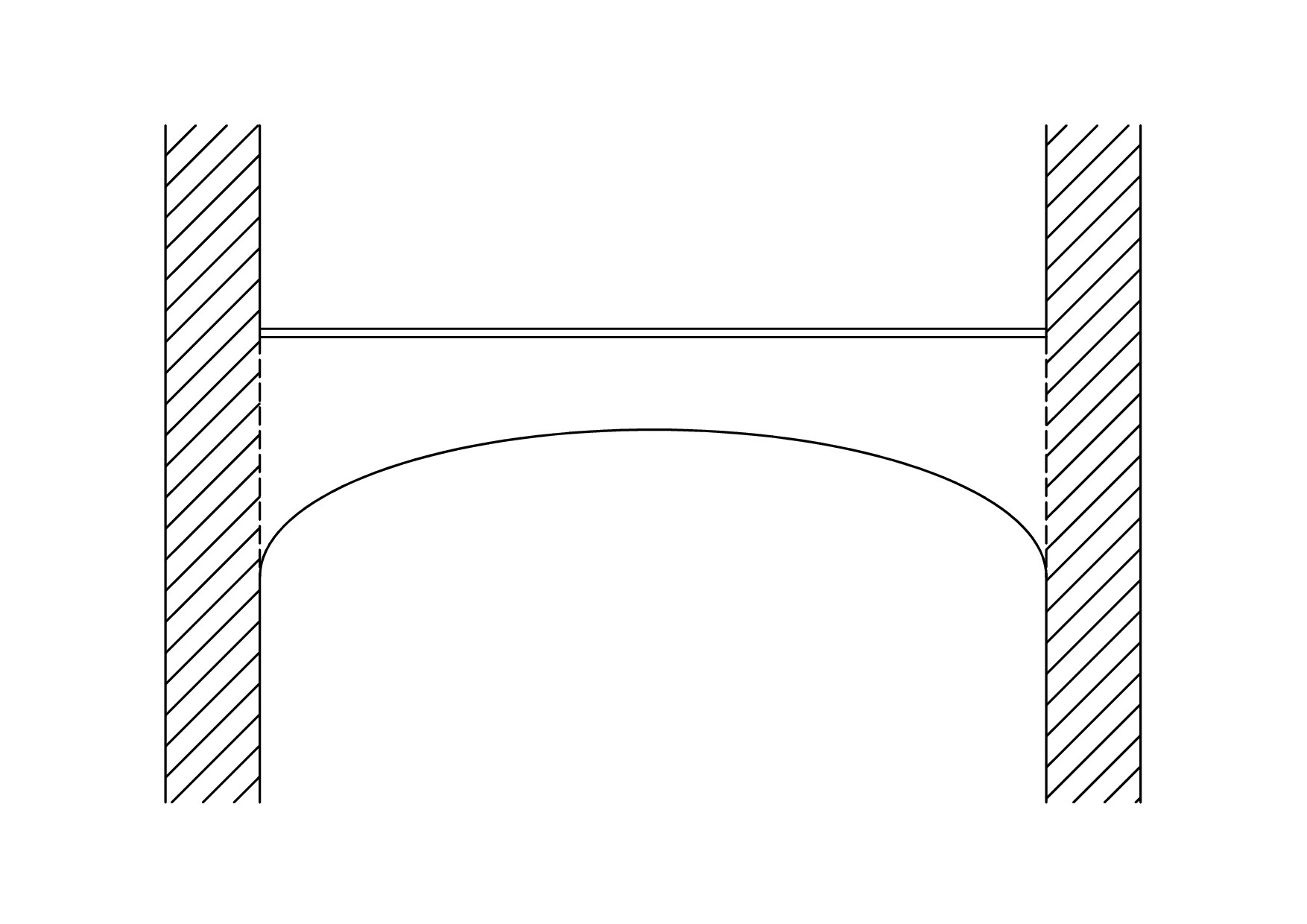
Schwibbogen
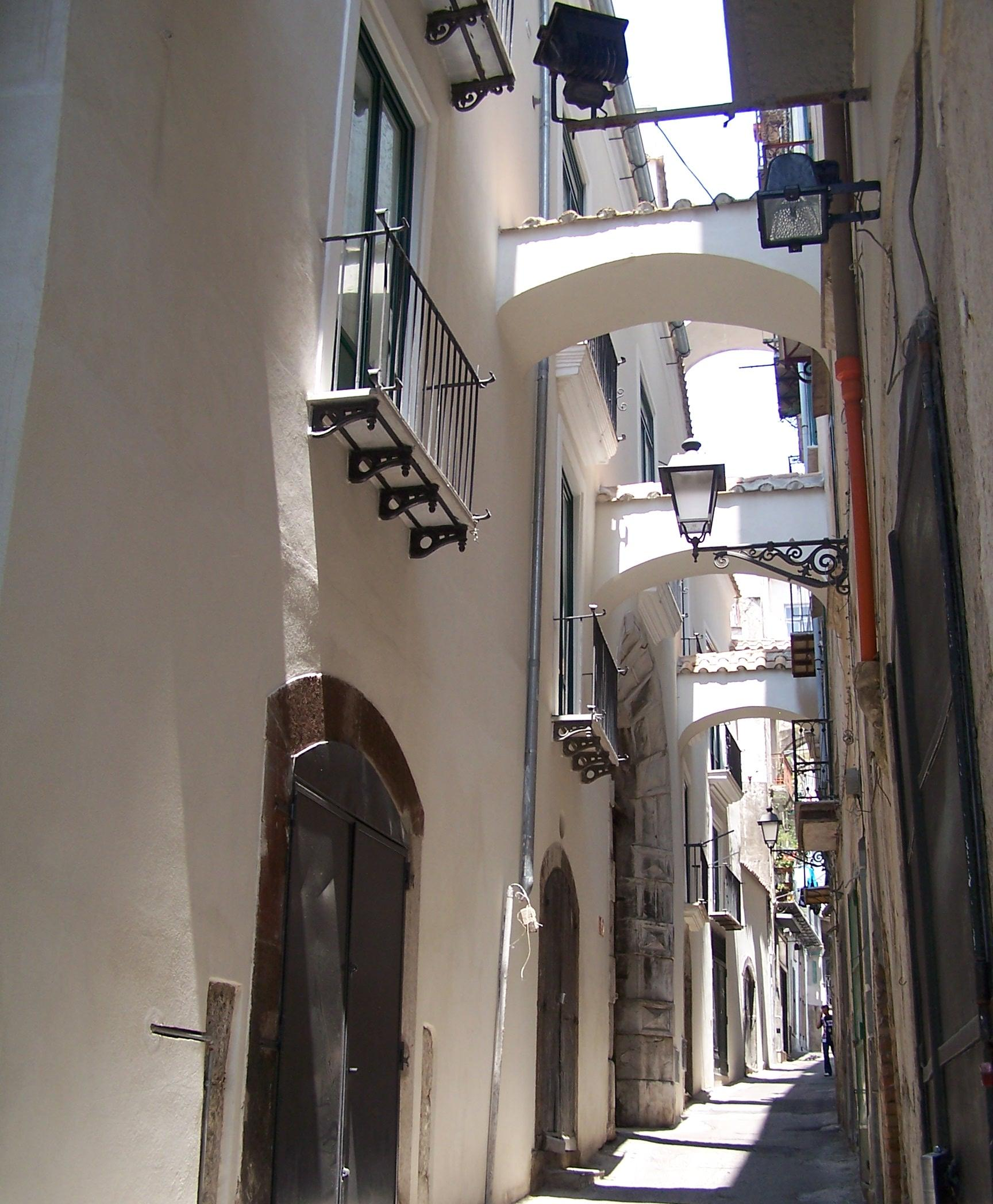
Schwibbögen in der Via Botteghelle in Salerno
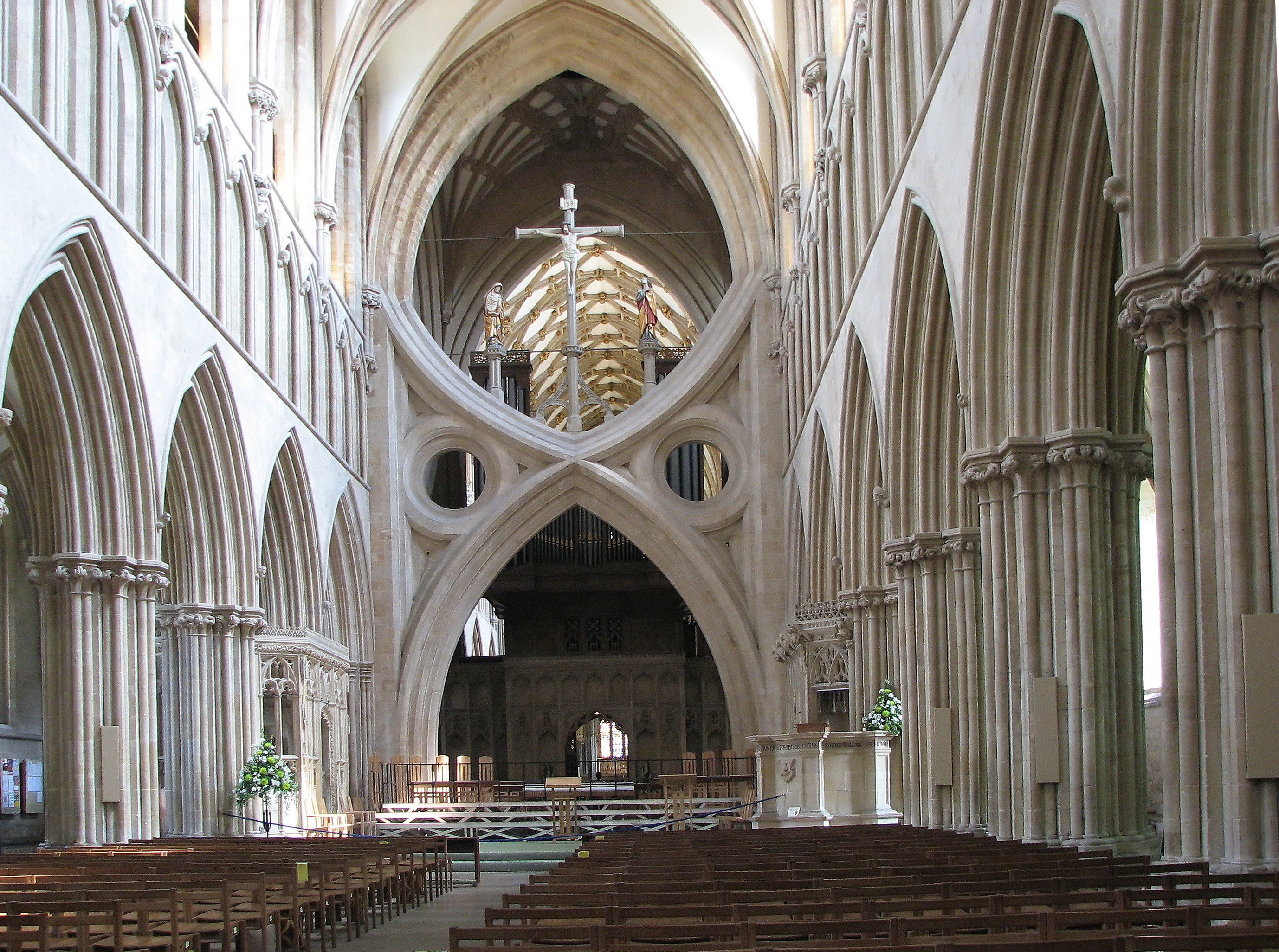
Scherenbogen in der Vierung der Kathedrale von Wells

### Strebebogen
Beim Strebebogen handelt es sich um einen asymmetrischen Bogen, der hoch aufragende Bauteile stützt. Er ist ein typisches Konstruktionsmerkmal an gotischen Basiliken als Teil des Strebewerkes.

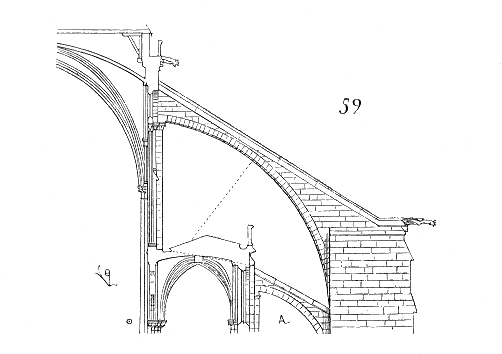
Strebebogen an Notre Dame in Paris
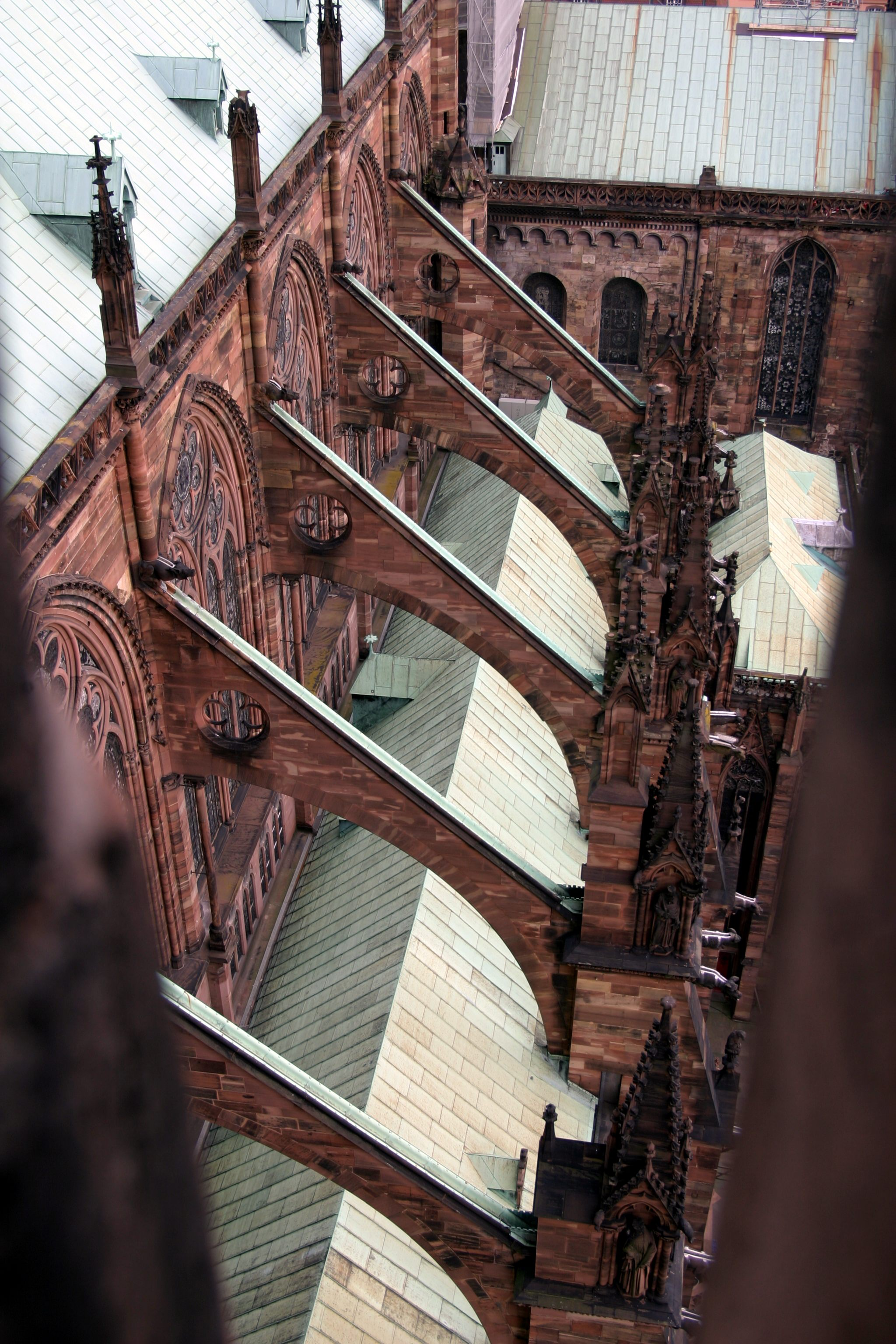
Strebebogen am Straßburger Münster

### Triumphbogen
Der Triumphbogen ist ein monumentales Denkmal, das in Form eines freistehenden Bogens errichtet wird. Auch der Chorbogen wird Triumphbogen genannt.

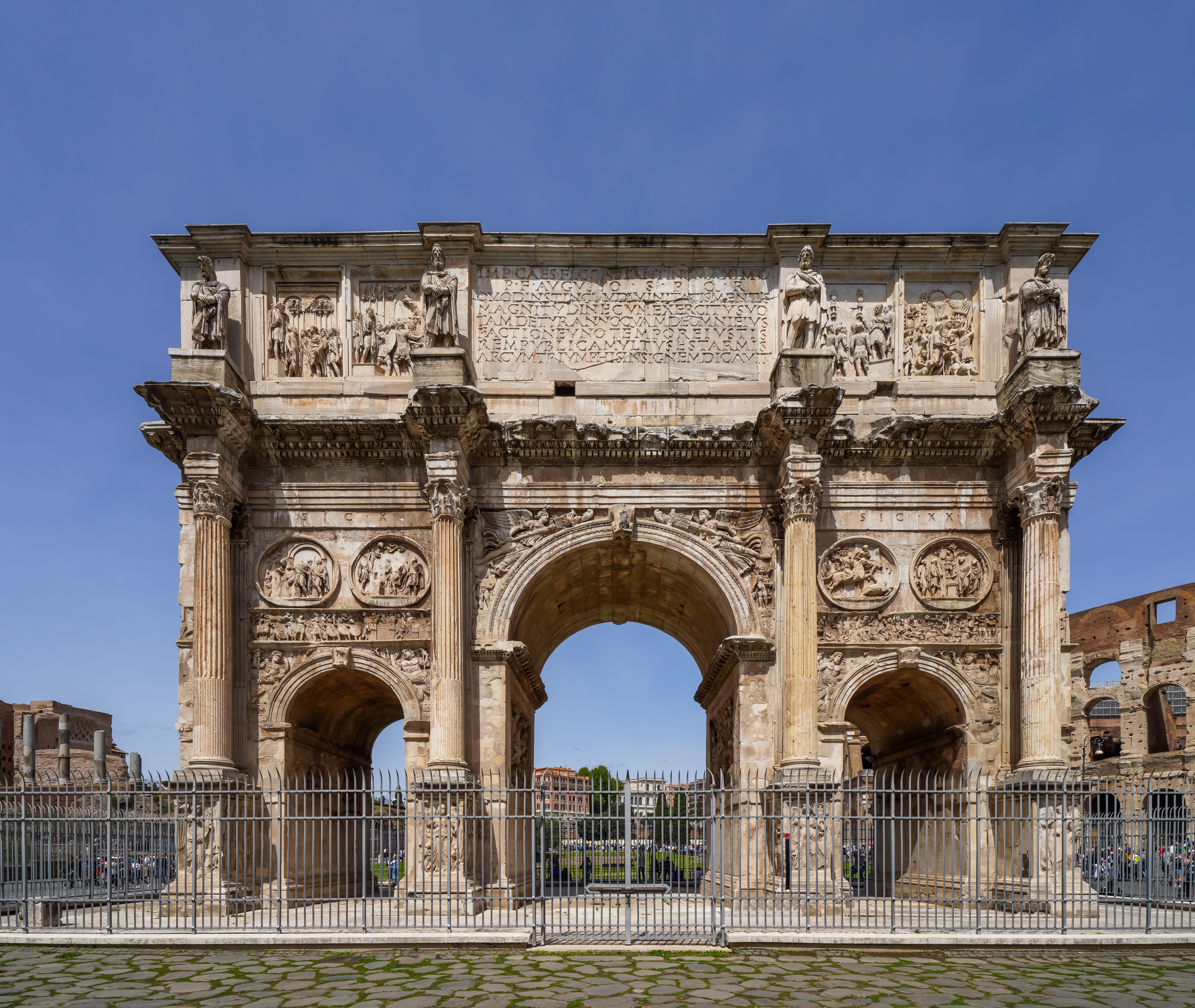
Konstantinsbogen in Rom
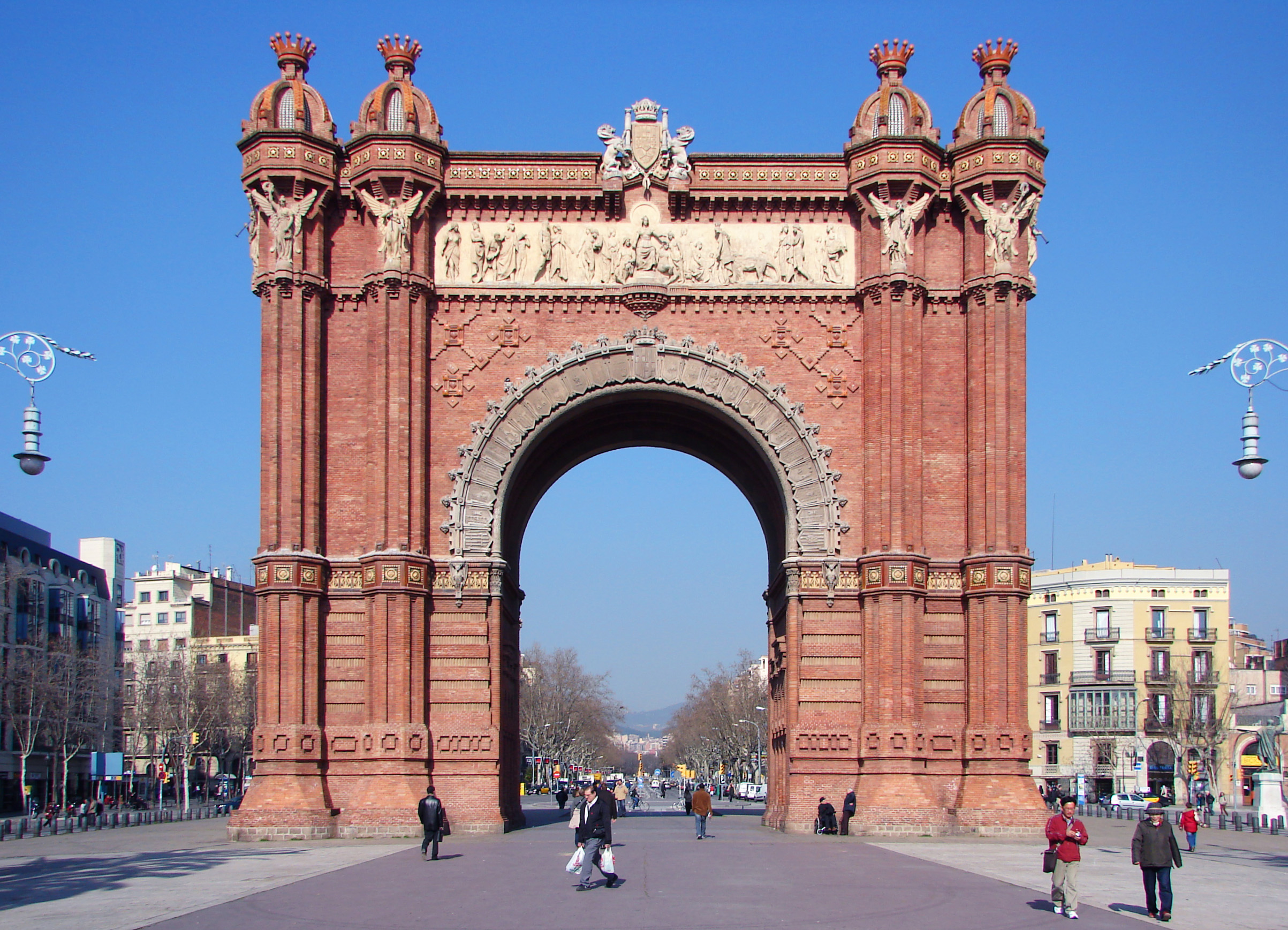
Arc de Triomf, Barcelona
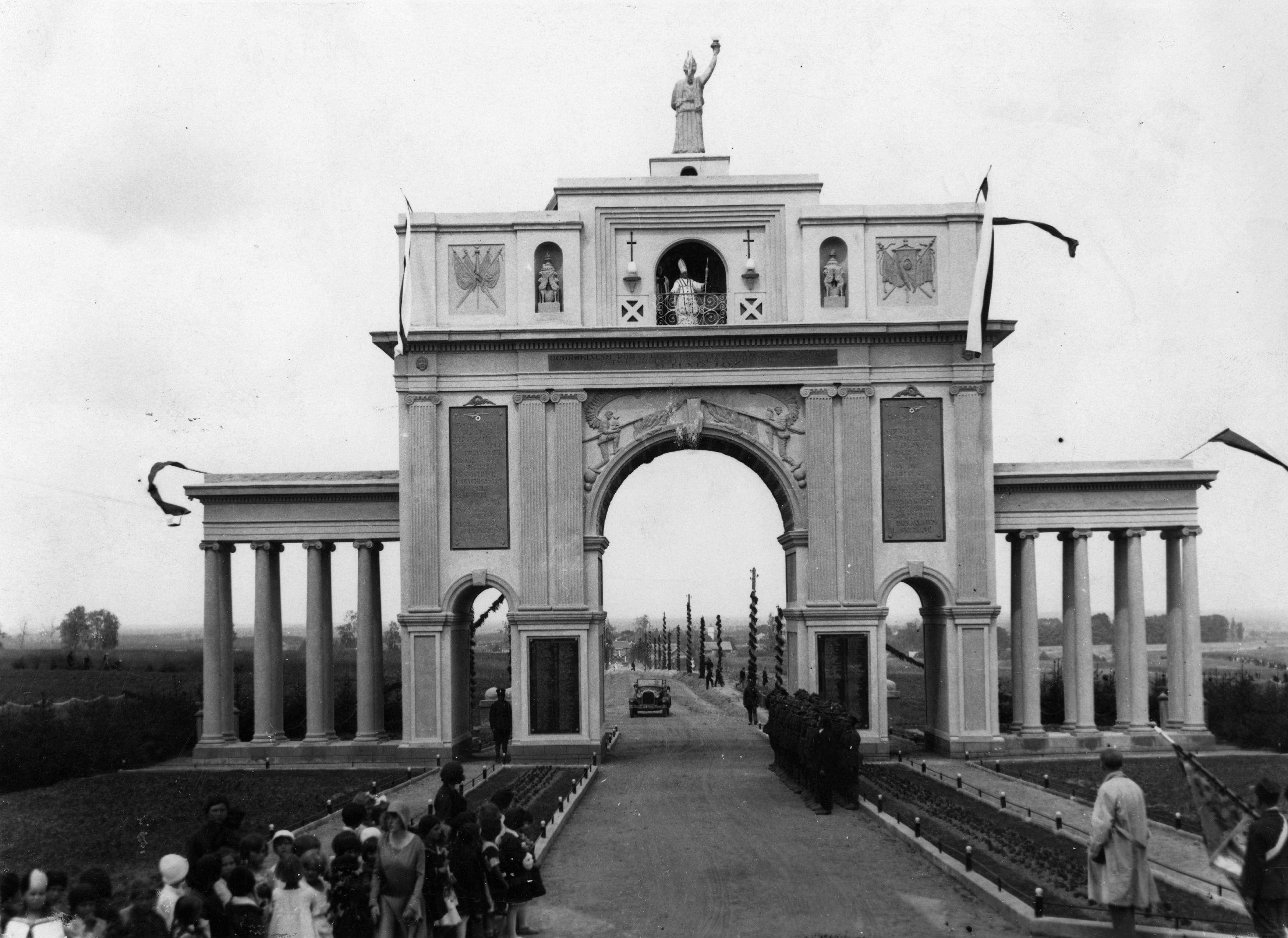
Triumphbogen in Maladsetschna, Belarus

### Brückenbogen
Ein Brückenbogen ist das tragende Element einer Bogenbrücke aus Stein. Wenn der Brückenbogen relativ breit ist, kann dies auch als Tonnengewölbe bezeichnet werden.

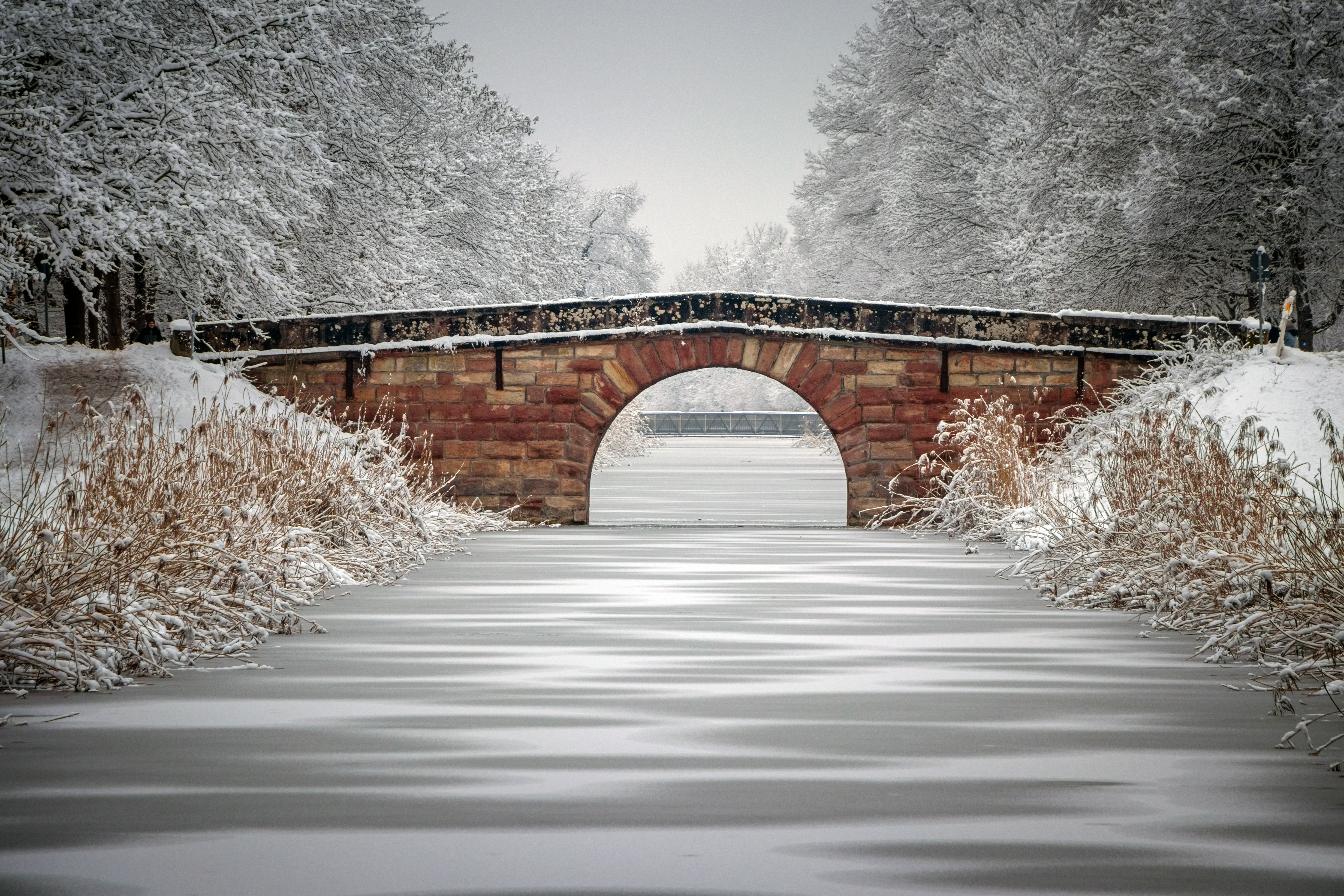
Brückenbogen der Bogenbrücke über den Ludwig-Donau-Main-Kanal bei Röthenbach
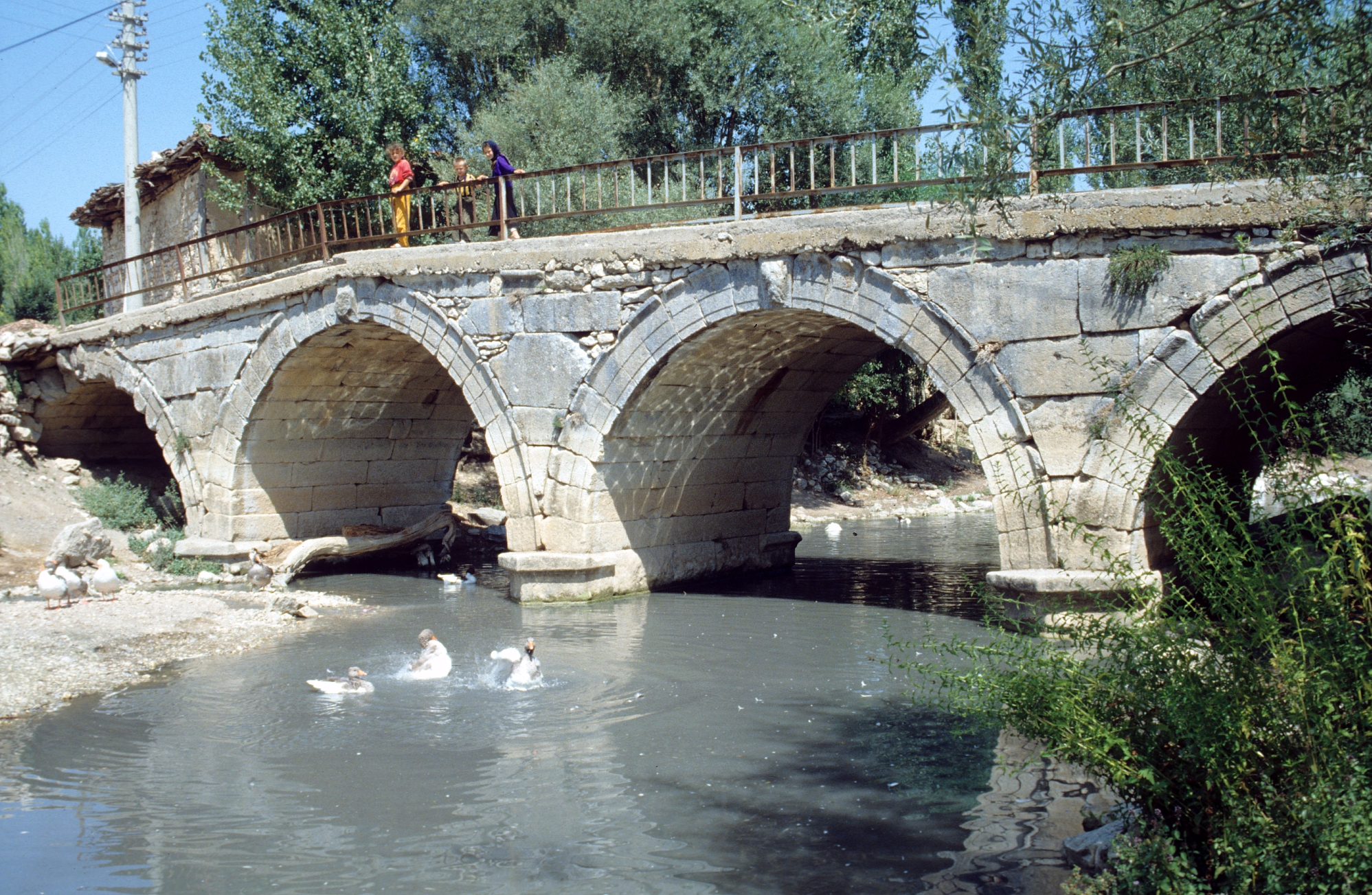
Brückenbögen der römischen Penkalasbrücke in Aizanoi (Türkei)
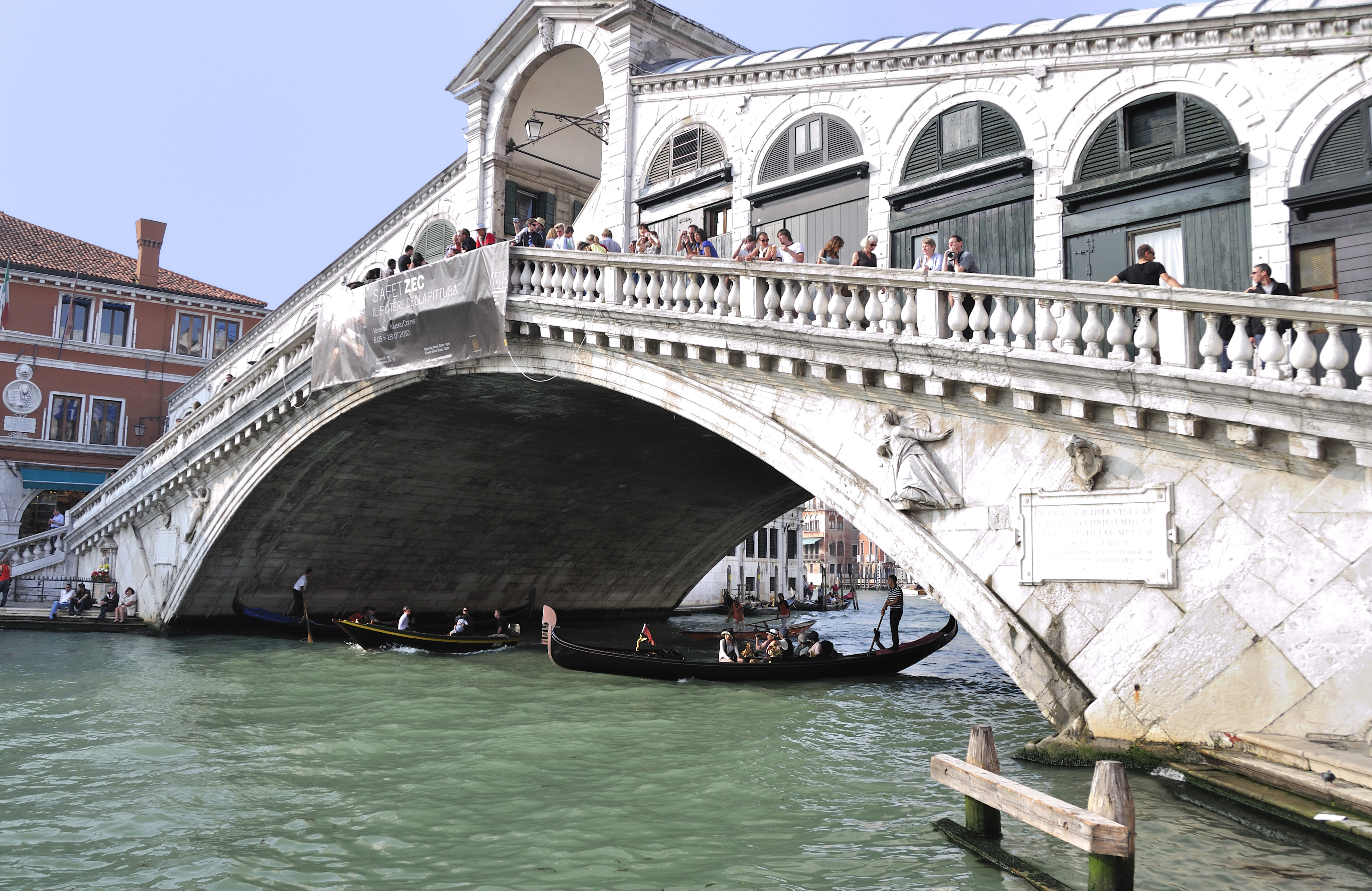
Brückenbogen der Rialtobrücke (Venedig)
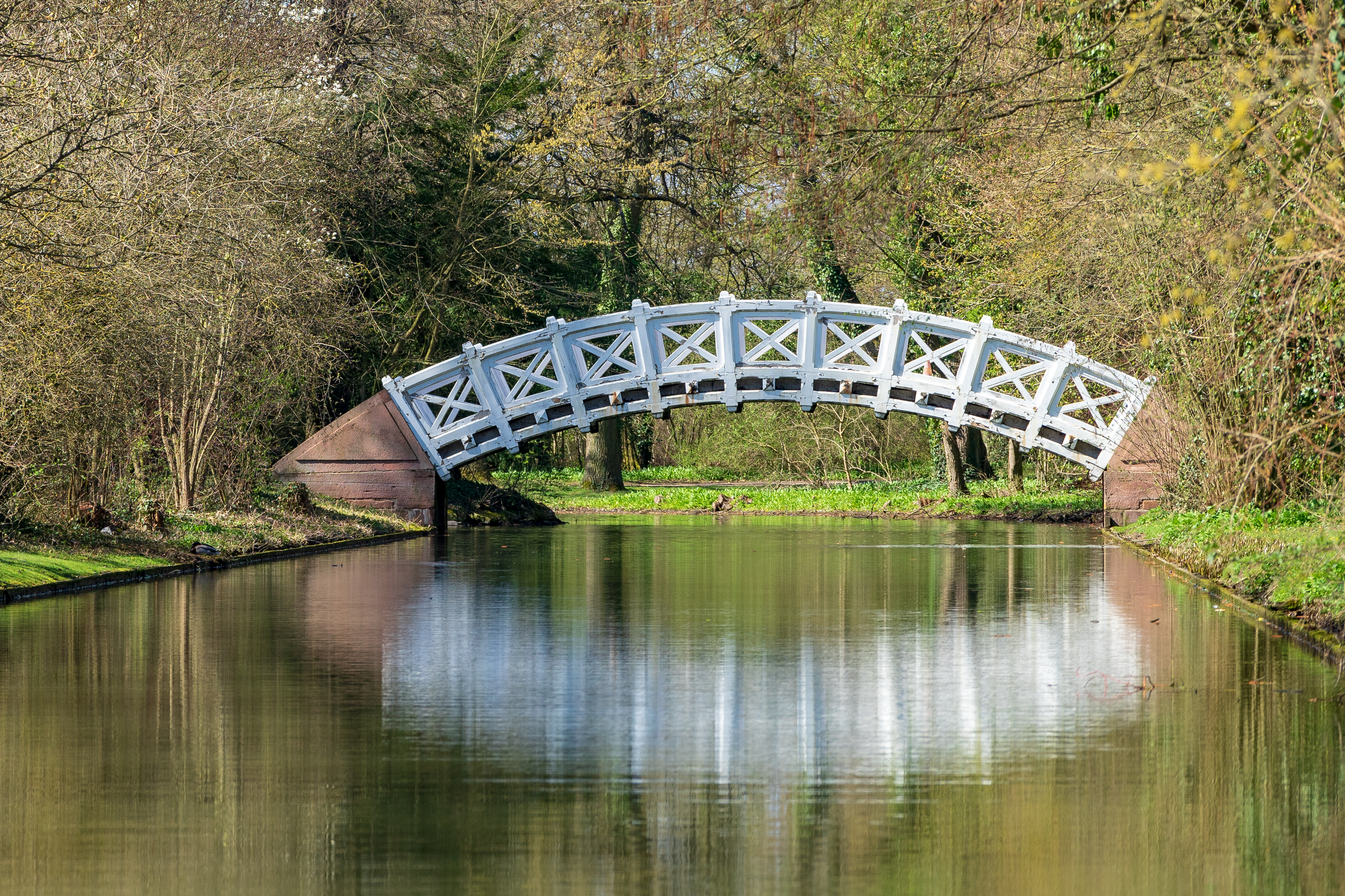
Holzfachwerk-Brückenbogen der Chinesischen Brücke im Schwetzinger Schlossgarten
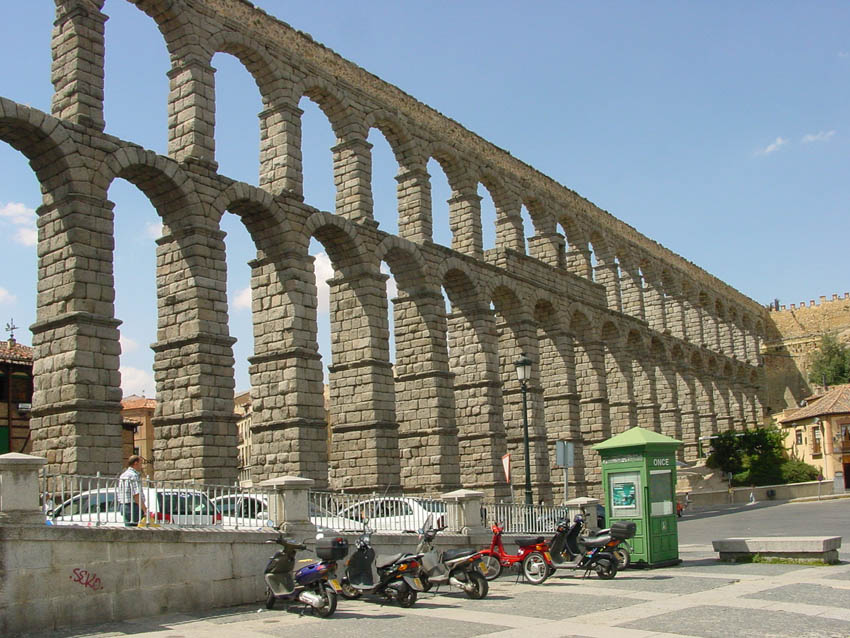
Brückenbögen im Aquädukt von Segovia
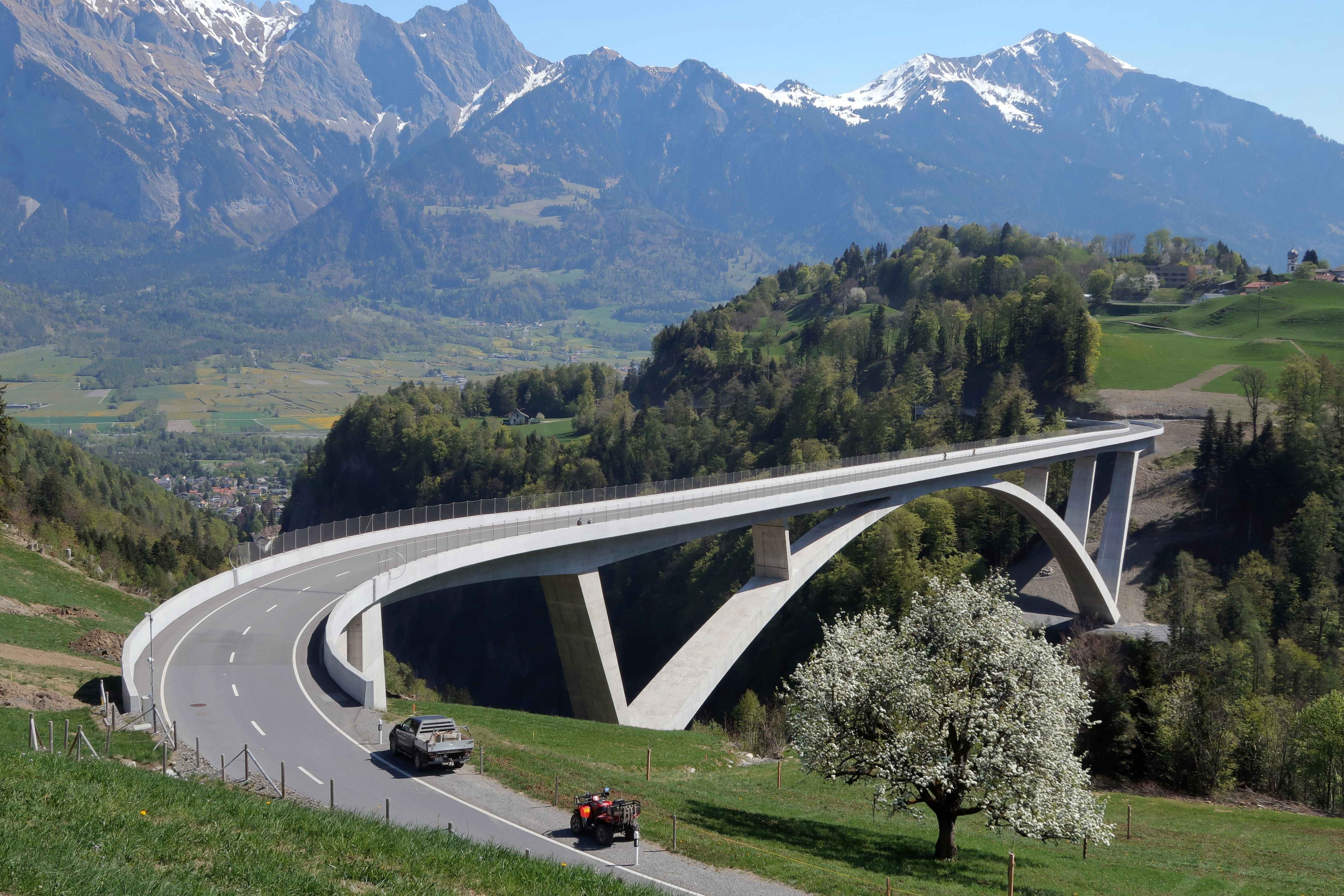
Stahlbetonbrückenbogen der Taminabrücke

## Bogenformen – geometrische Konstruktion
Folgende geometrische Konstruktionen werden für Bögen in der Praxis verwendet:

### Rundbogen oder Halbkreisbogen

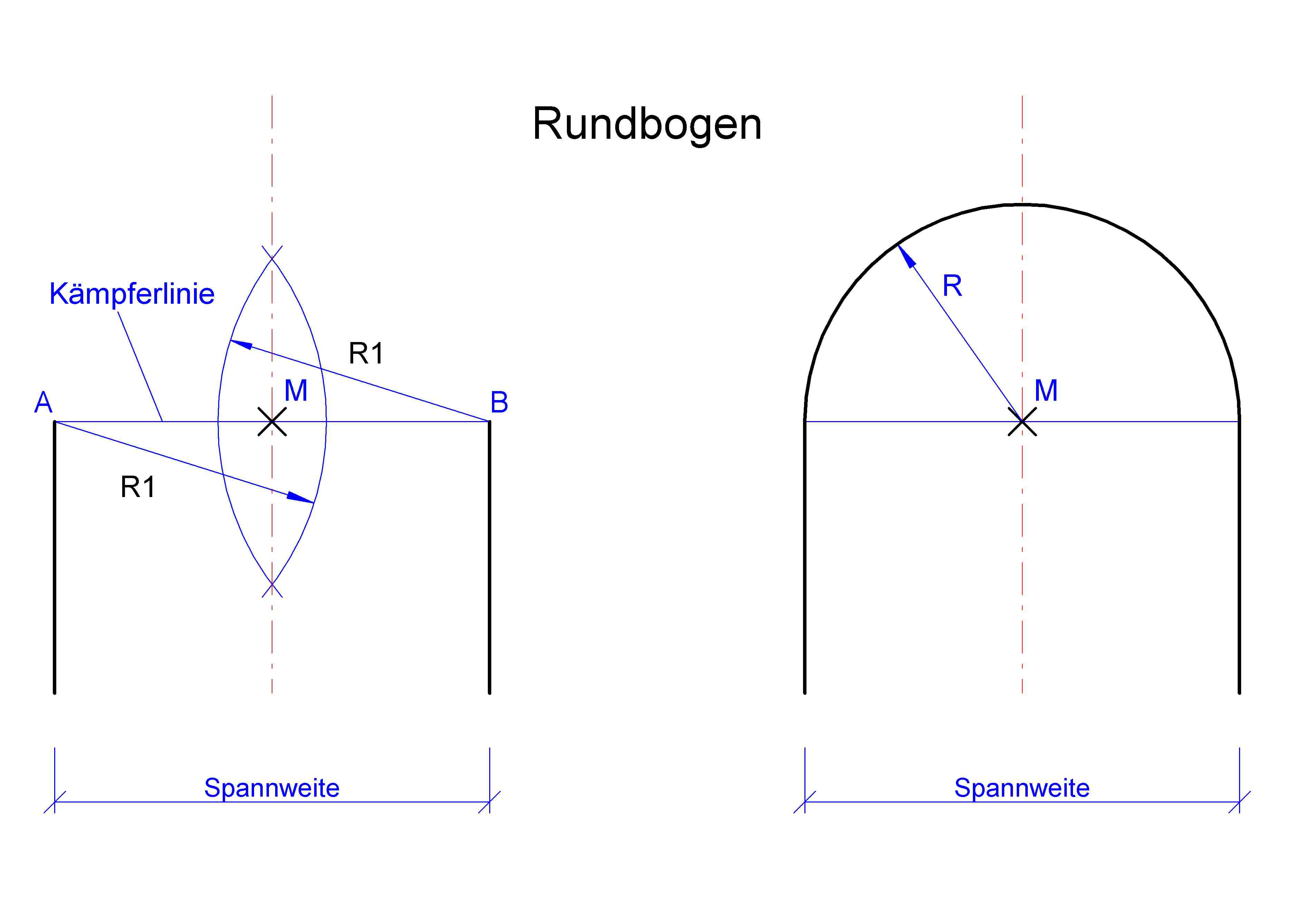
Konstruktion Rundbogen

Die Kämpferlinie AB halbiert, ergibt den Punkt M, den Einsatzpunkt für das Zeichnen des Rundbogens mit R=Strecke AM bzw. BM.

### Spitzbogen oder Gotischer Bogen

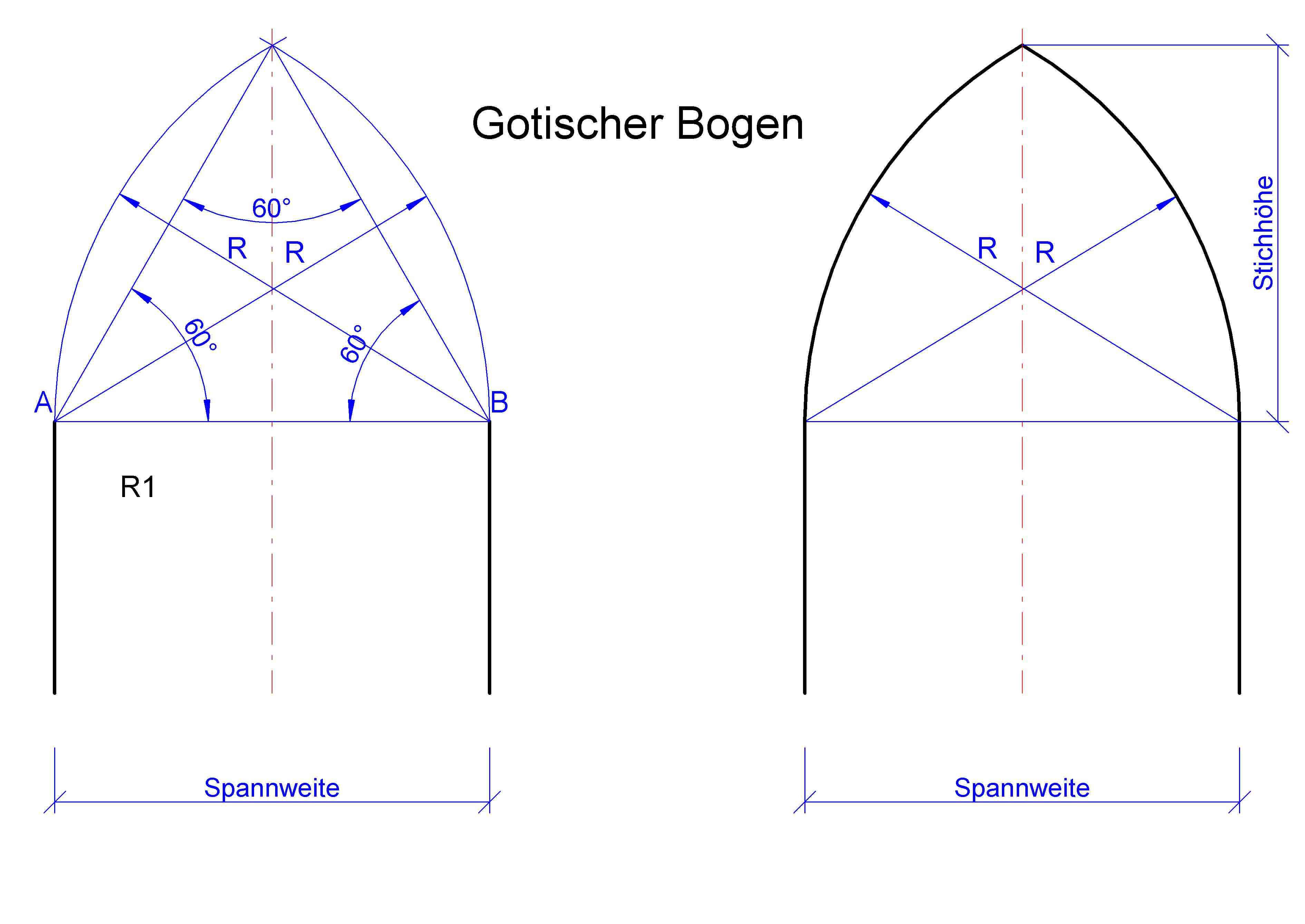
Konstruktion Gotischer Bogen

Mit der Spannweite um Punkt A und um Punkt B einen Kreisbogen mit Radius R=AB schlagen, ergibt den Scheitelpunkt S. Die Verbindung der Punkte A, B, S ergeben ein gleichseitiges Dreieck.

#### Spitzbogen oder Gotischer Bogen, gedrückt

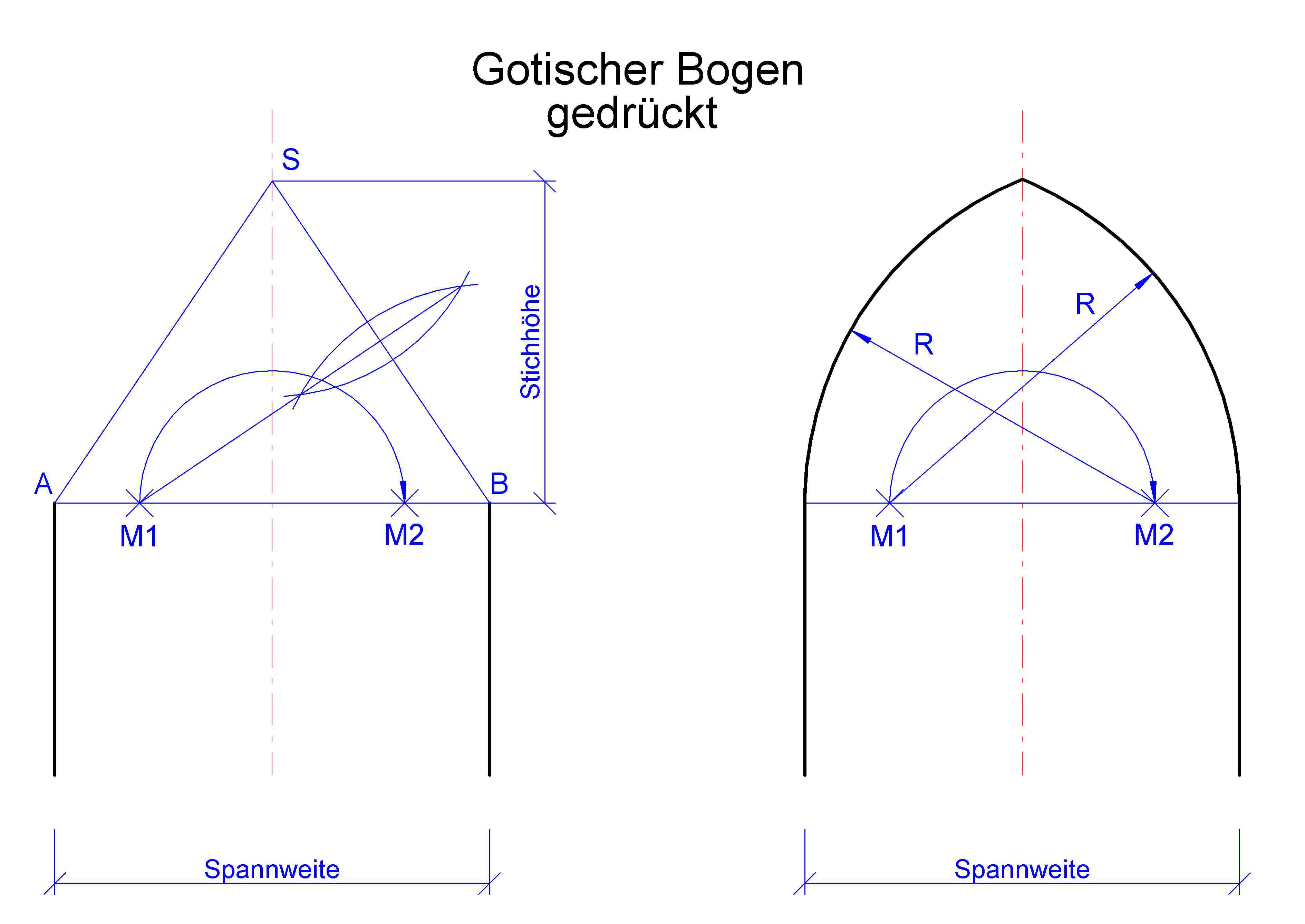
Konstruktion gedrückter Gotischer Bogen

Auf der Kämpferlinie AB die Mittelsenkrechte errichten. Hierauf die Stichhöhe des Bogens abtragen, ergibt den Scheitelpunkt S. Die Stichhöhe muss wesentlich kleiner als die Spannweite, aber größer als die halbe Spannweite sein. Die Mittelsenkrechte auf der Strecke BS schneidet die Kämpferlinie und ergibt den Einsatzpunkt M1 zum Zeichnen des Bogens mit R1. Durch Übertragen erhält man auf der anderen Seite den Einsatzpunkt M2.

#### Spitzbogen oder Gotischer Bogen, überhöht

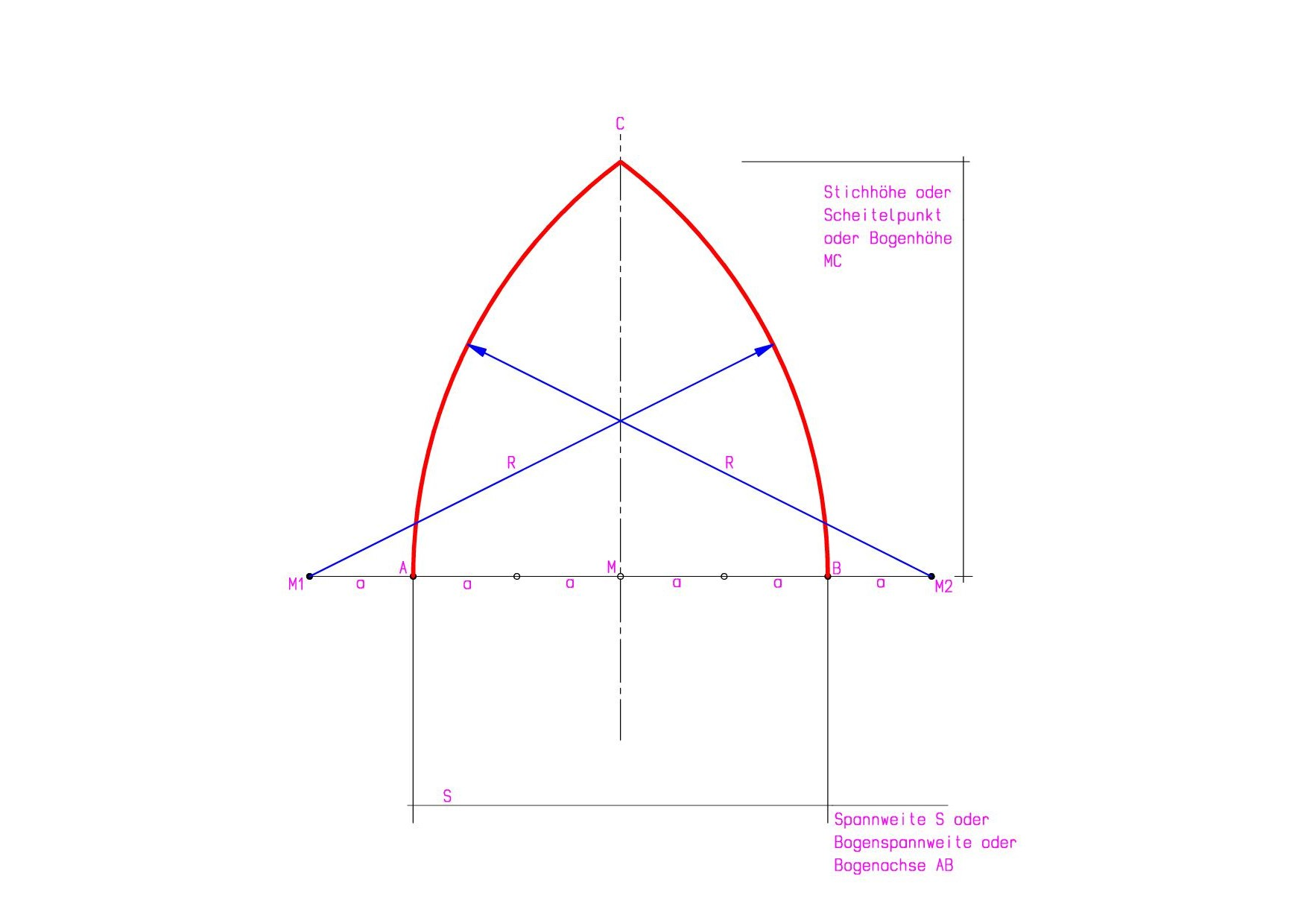
Gotischer Bogen, überhöht; Konstruktion A

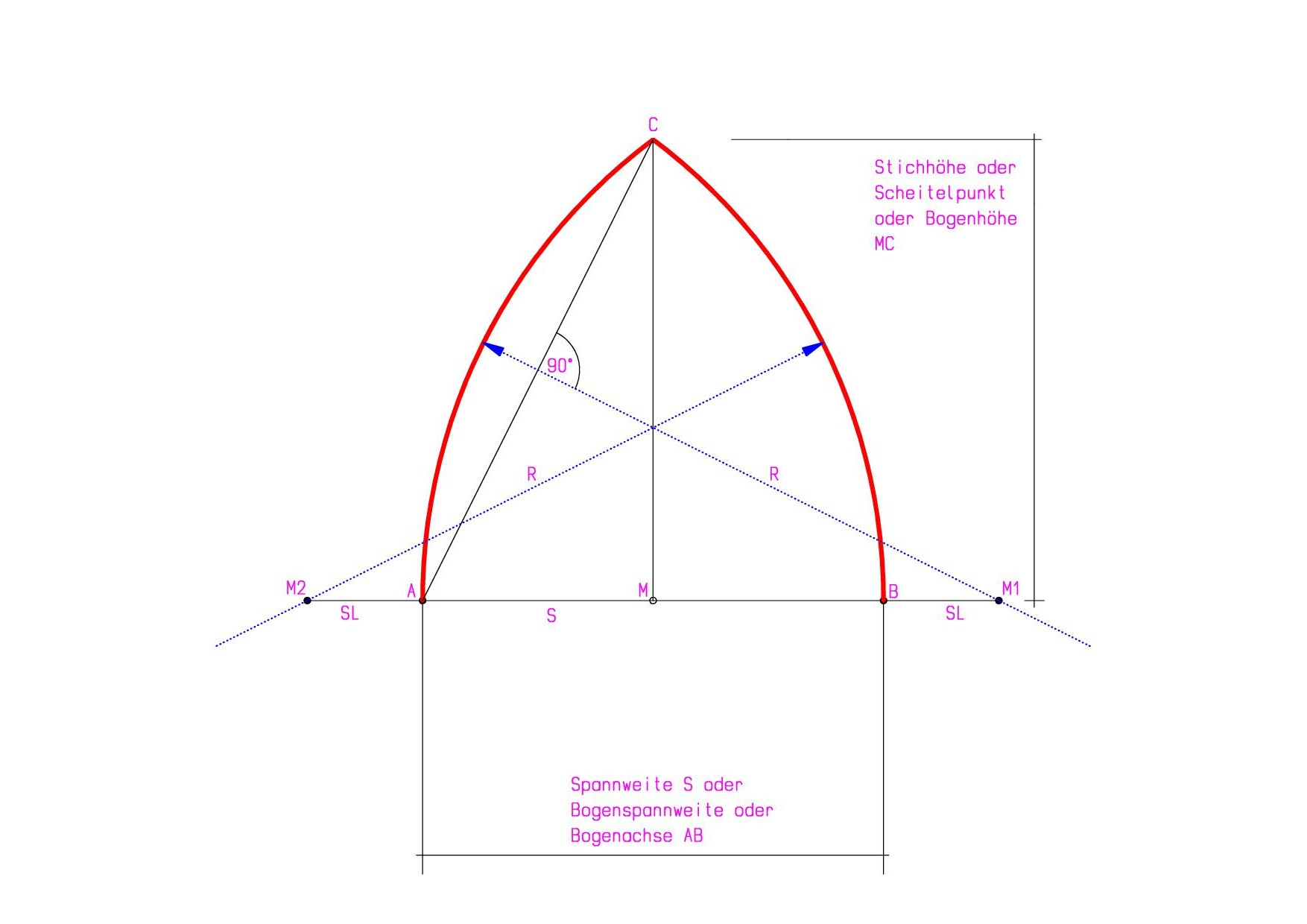
Gotischer Bogen, überhöht; Konstruktion B

(Konstruktion A) Die Einstichpunkte liegen bei dieser Konstruktion außerhalb der Kämpferpunkte und der Spannweite. Die Kämpferlinie wird in vier gleiche Teile geteilt. Die Strecke von 1/4 wird rechts und links der Kämpferpunkte angetragen und bilden die Einstichpunkte M1 und M2.

### Tudorbogen

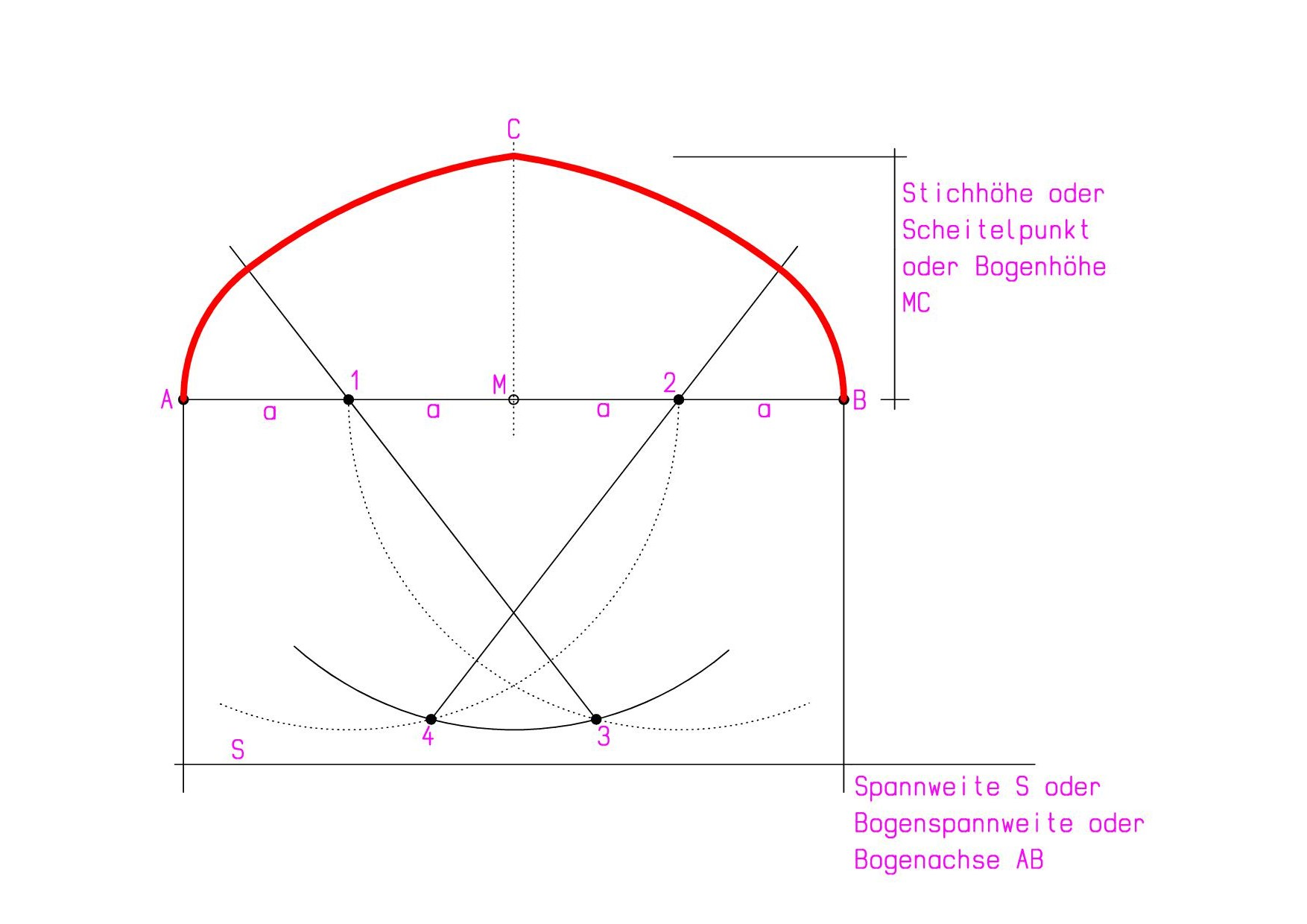
Tudorbogen; Konstruktion A

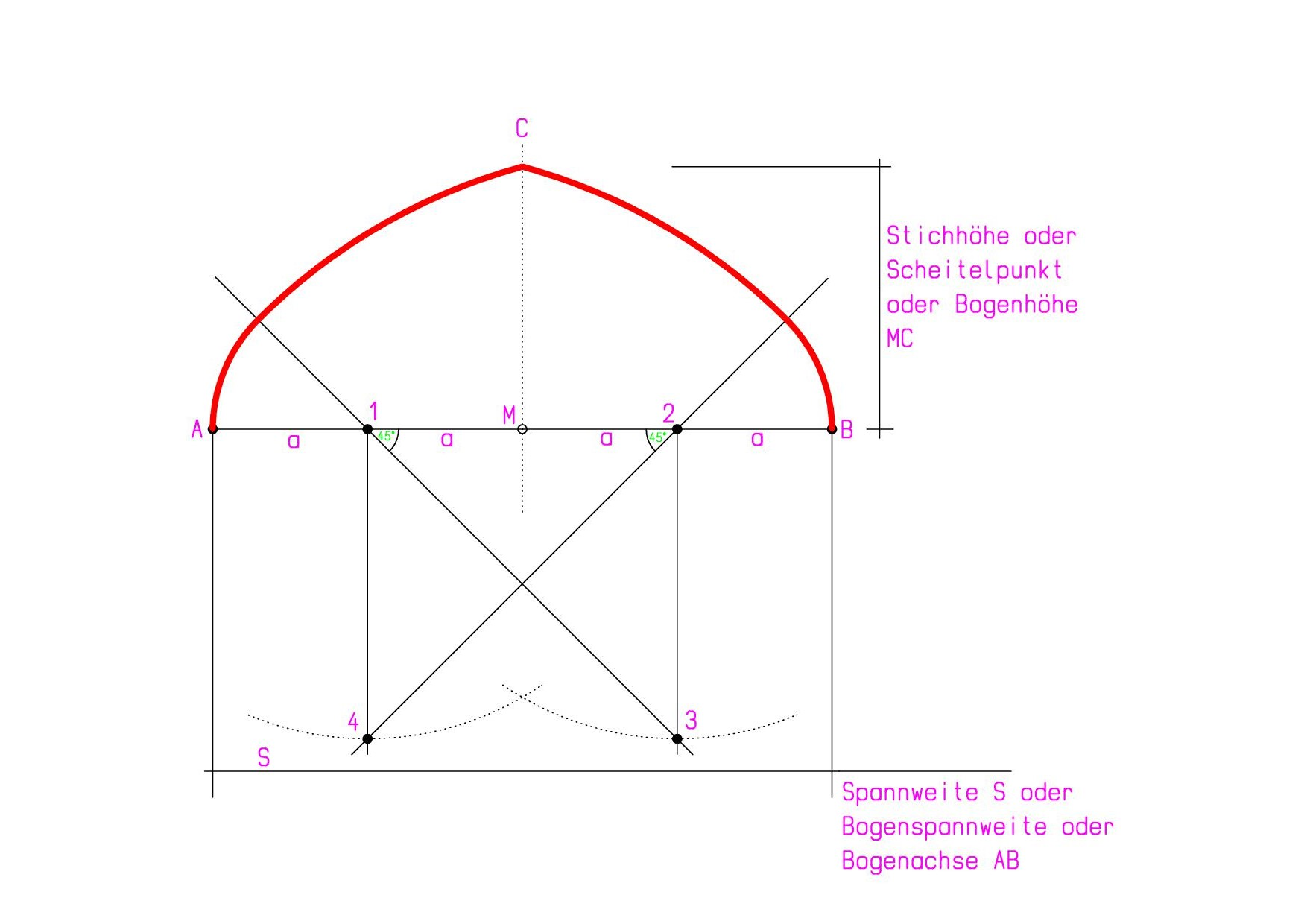
Tudorbogen; Konstruktion B

(Konstruktion A) Gegeben sind die Strecke AB und das Mittellot. Schlage um M einen Halbkreis, mit dem Radius AM, nach unten. Teile die Strecke AB in vier gleiche Teile. Es entstehen Punkt 1 und Punkt 2. Schlage um 1, mit dem Radius der Strecke zwischen 1 und 2, einen Bogen nach unten, der den Kreisbogen mit dem Radius AM schneidet. Der Schnittpunkt ist Punkt 3. Dieselben Konstruktionsschritte werden sinngemäß für Punkt 2 wiederholt und ergeben so Punkt 4. Zeichne nun Strahlen von Punkt 1 durch Punkt 3, und von Punkt 2 durch Punkt 4, zur Unterteilung der verschiedenen Kreisbögen. Die Punkte 1, 2, 3, und 4, sind die Einstichpunkte für den Tudorbogen.

### Kielbogen

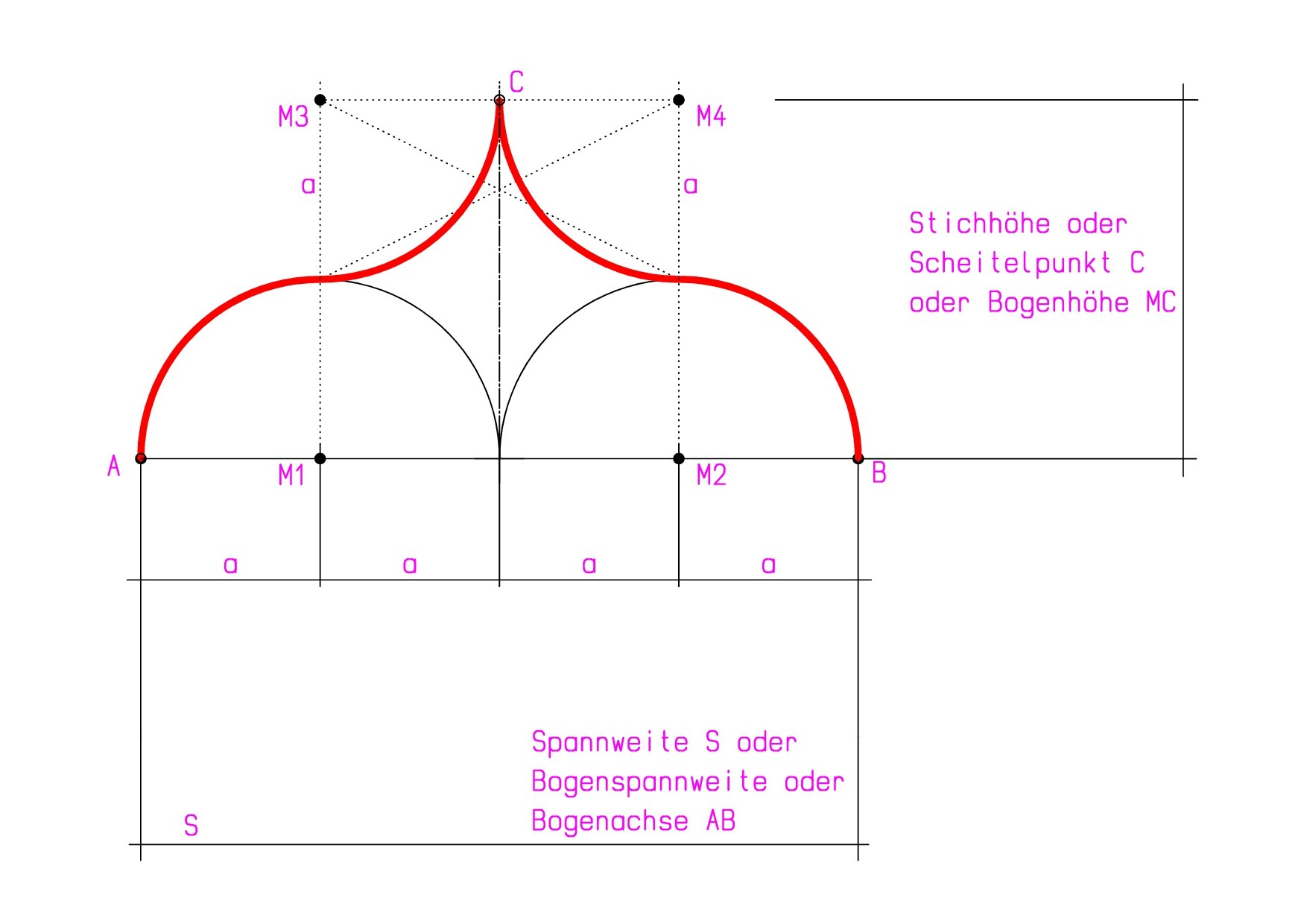
Kielbogen Konstruktionsmethode A

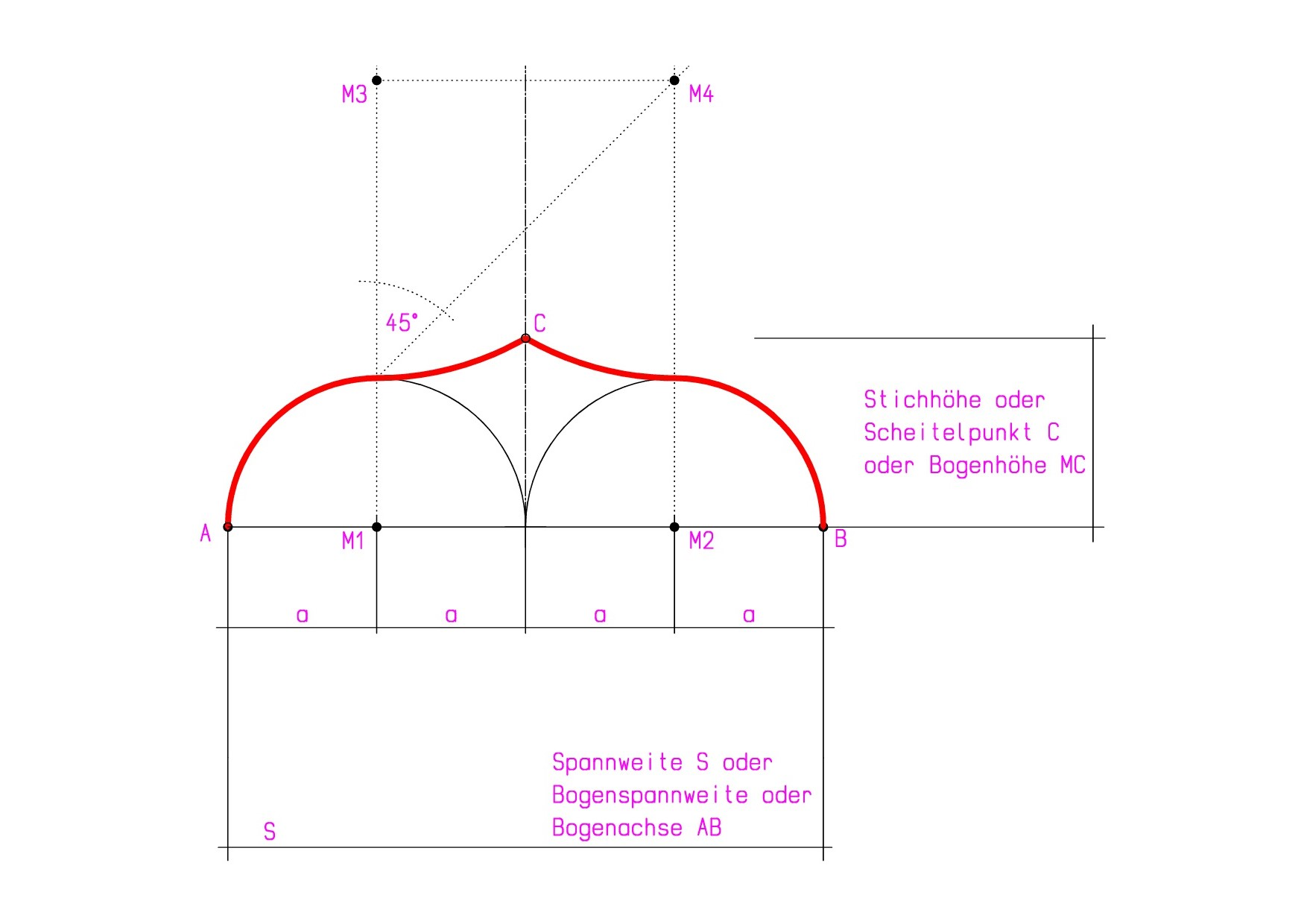
Kielbogen Konstruktionsmethode B

Kielbogen (Konstruktion A). Gegeben sind die Strecke AB und das Mittellot. Die Strecke AB wird bei dieser Konstruktion in vier gleiche Teile (a) geteilt. Es entstehen die Punkte M1 und M2. Schlage um M1 und M2 jeweils einen Halbkreis. Es werden Senkrechte von Punkt M1 und M2 nach oben gezeichnet. Von den jeweiligen Scheitelpunkten der Halbkreise um M1 und M2 wird die Strecke a senkrecht nach oben abgetragen – es entstehen jetzt die Punkte M3 und M4. Um die Punkte M3 und M4 werden die Viertelkreise geschlagen. Es entsteht der Scheitelpunkt C.

### Korbbogen

#### Korbbogen aus drei Mittelpunkten

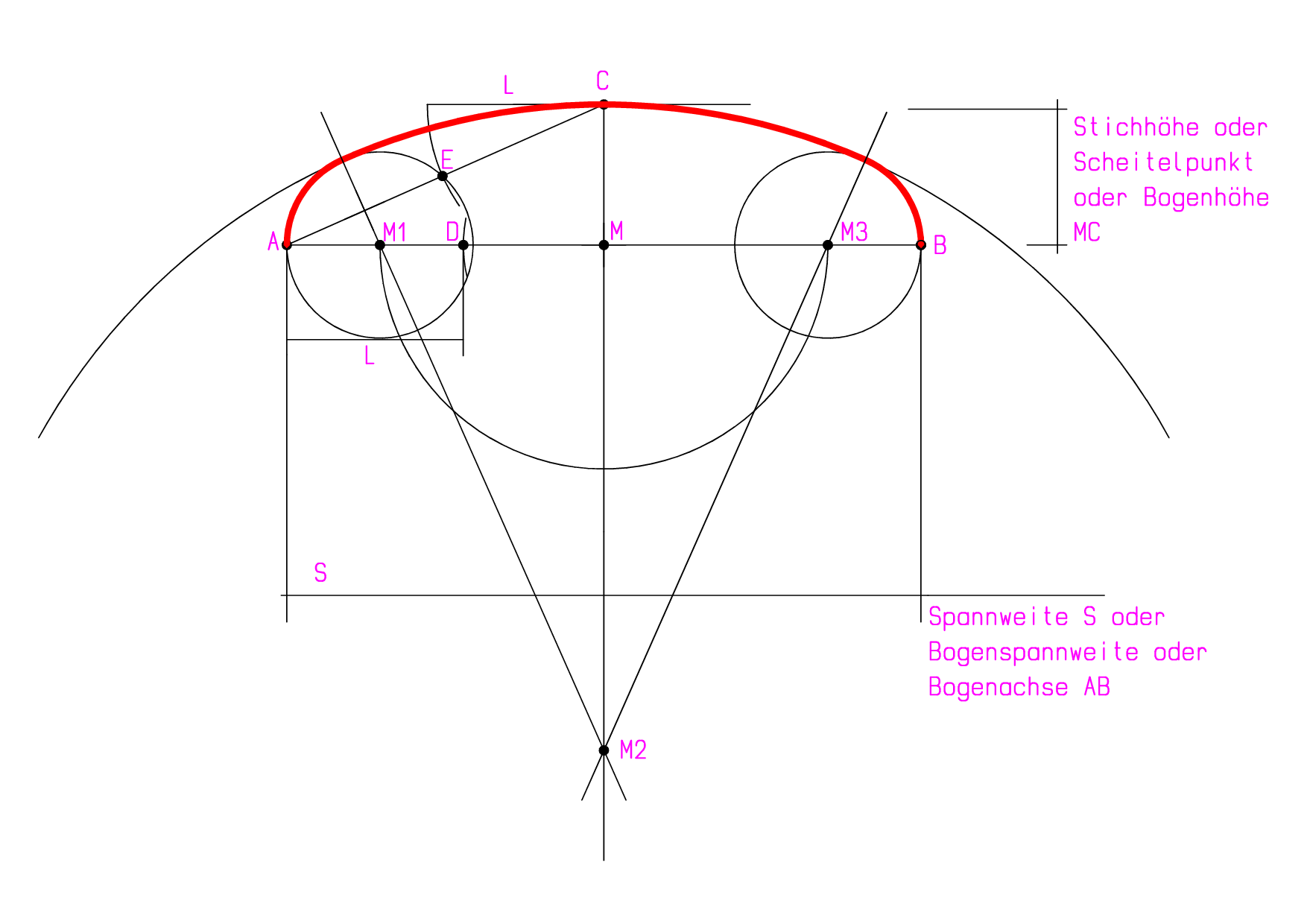
Korbbogenkonstruktion aus drei Mittelpunkten (M1, M2, M3).

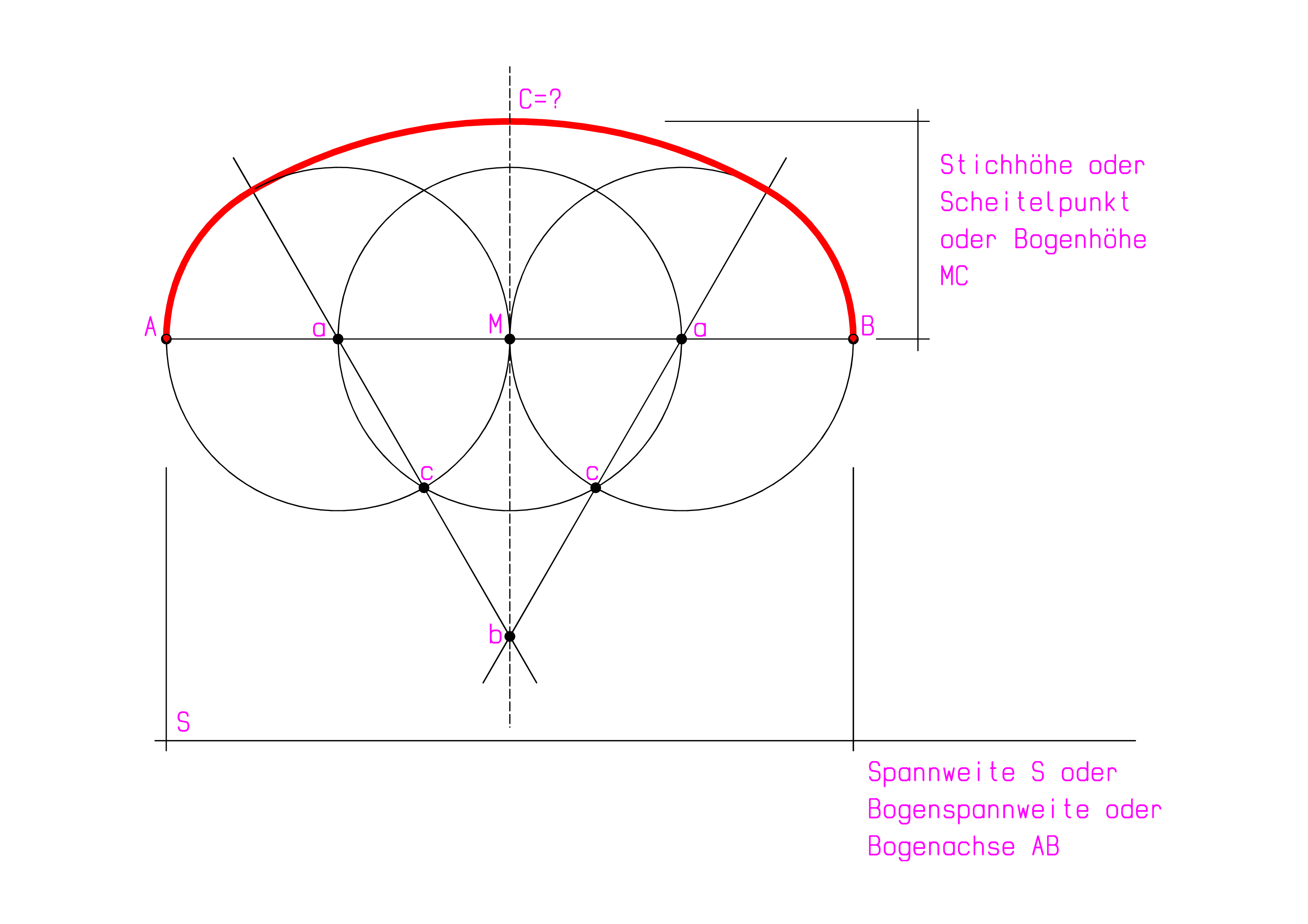
Einfache Korbbogenkonstruktion mit unbekannter Höhe C.

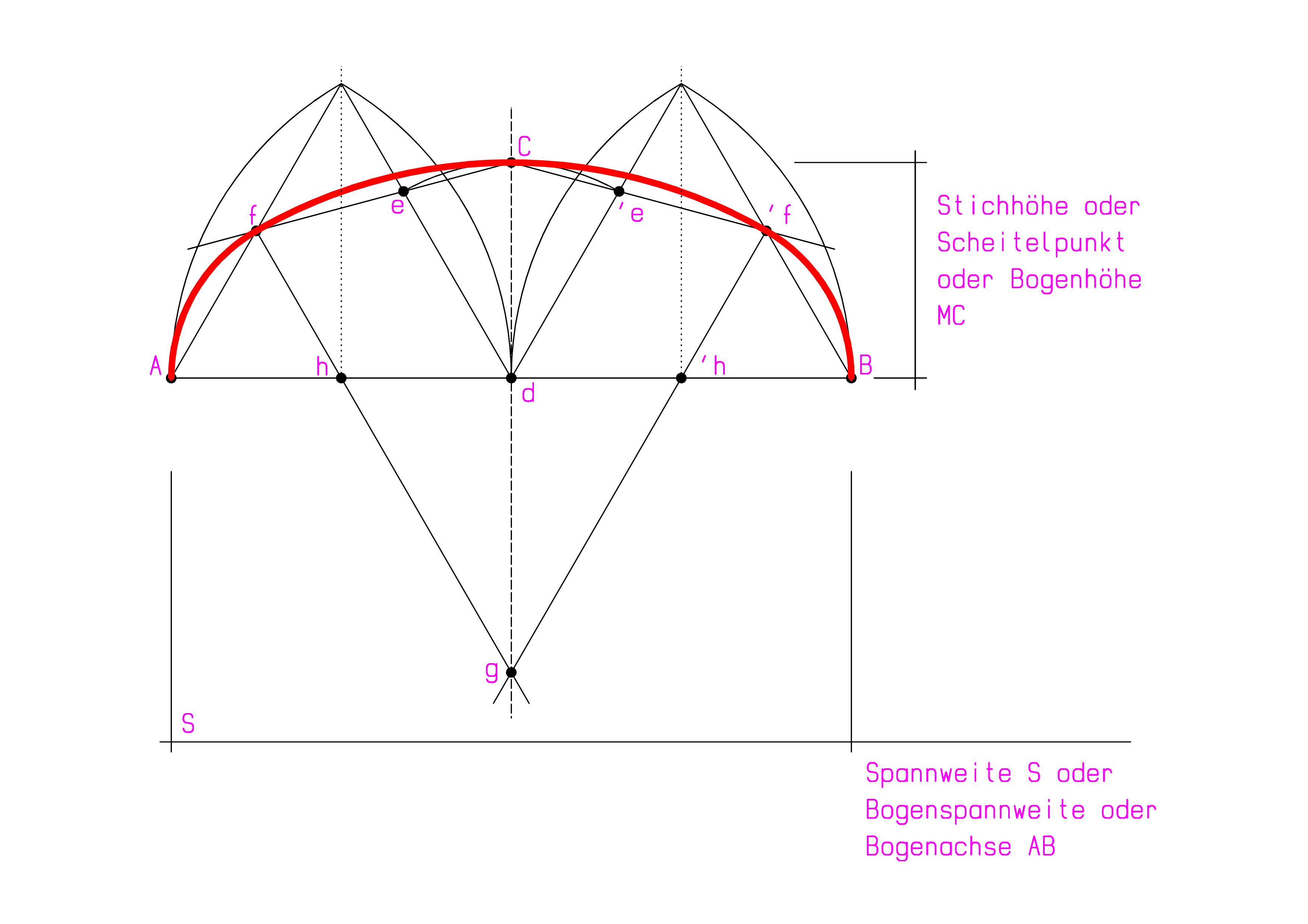
Korbbogenkonstruktion mit Hilfe von Spitzbögen

Zu der Spannweite S = AB zeichnet man zunächst die Mittelsenkrechte und trägt auf dieser die Stichhöhe H = MC ab. Dann verbindet man die Punkte A und C, trägt die Stichhöhe MC von M aus auf der Strecke AM ab und erhält Punkt D und somit die Strecke AD = L. Von C aus trägt man L auf der Strecke AC ab. Mittig zwischen A und dem Schnittpunkt E von L mit AC errichtet man eine Senkrechte auf AC und erhält am Schnittpunkt dieser Linie mit AB den Bogenmittelpunkt M1. Am Schnittpunkt dieser Senkrechten auf AC mit der Mittelsenkrechten aus dem ersten Schritt erhält man M2. Von M aus trägt man die Strecke MM1 auf der Strecke MB ab und erhält M3. Die Kreisbögen um die Bogenmittelpunkte M1, M2 und M3 ergeben den Korbbogen.

#### Korbbogen aus fünf Mittelpunkten (näherungsweise)

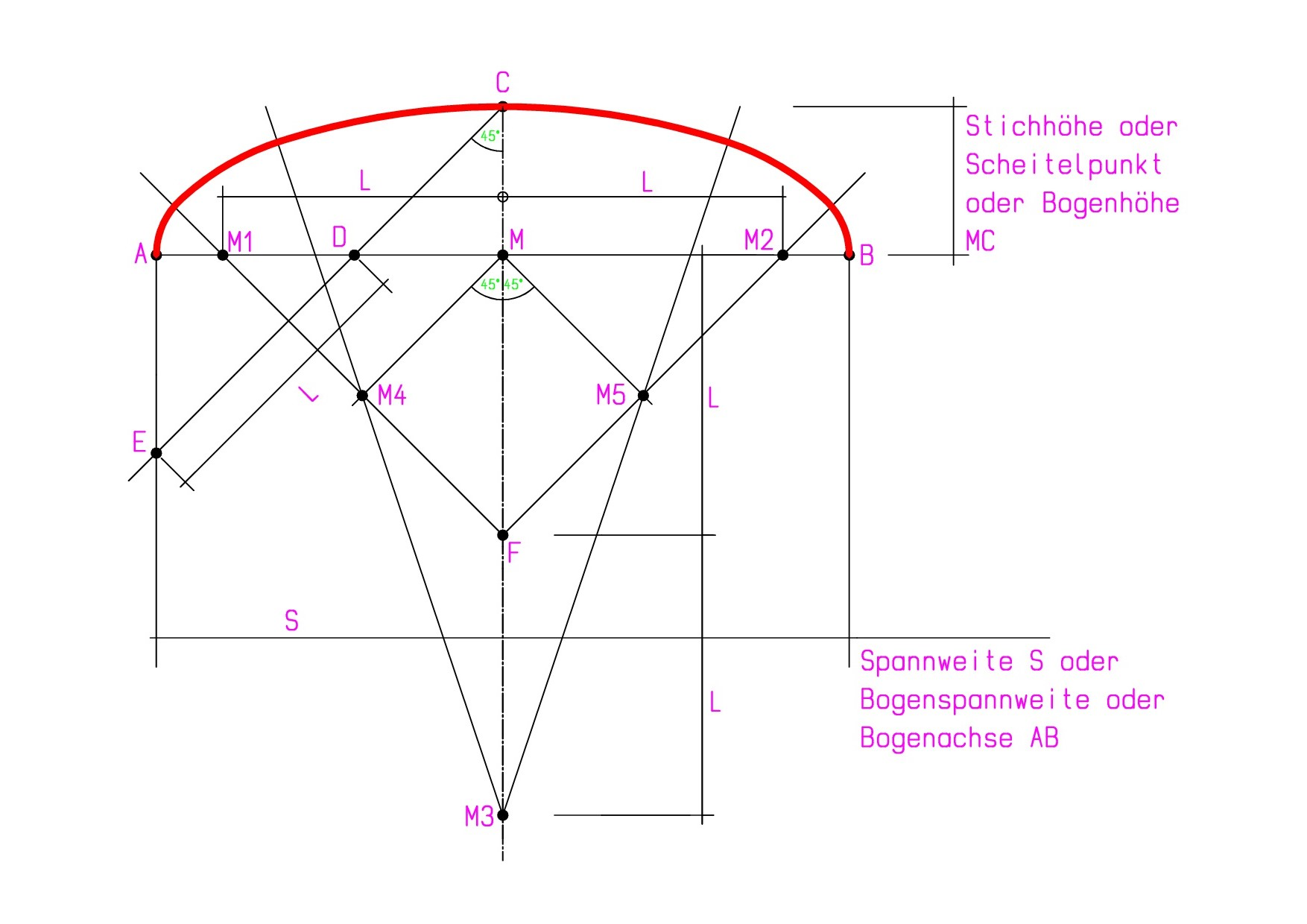
Näherungsweise Korbbogen-konstruktion aus fünf Mittelpunkten (M1, M2, M3, M4, M5)

Zunächst zeichnet man zu der Spannweite S = AB die Mittelsenkrechte, trägt auf dieser die Stichhöhe H = MC ab und an die Mittelsenkrechte in Punkt C einen Winkel von 45° an und erhält die Strecke DE = L. Von M aus trägt man nach rechts und links auf der Strecke AB die Strecke L ab und bekommt die Bogenmittelpunkte M1 und M2. Dann trägt man auf der Mittelsenkrechten von M aus zweimal die Strecke L nach unten ab und erhält den Punkt F und den Bogenmittelpunkt M3. Von Punkt F aus zeichnet man Linien durch die Bogenmittelpunkte M1 und M2, trägt an die Mittelsenkrechte in Punkt M nach links und rechts unten mit dem Winkel von 45° (Näherungswinkel – rechnerisch nicht genau!) und erhält die Bogenmittelpunkte M4 und M5. Linien vom Bogenmittelpunkt M3 durch die Bogenmittelpunkte M4 und M5 begrenzen den mittleren Bogenabschnitt. Die Kreisbögen um die Bogenmittelpunkte M1 – M5 ergeben den Korbbogen. Der rechnerisch exakte Winkel beträgt 41,53° mit der Formel: {\displaystyle y_{M4,5}={\tfrac {3}{4}}} {\displaystyle (H-{\tfrac {S}{2}})}.

#### Korbbogen aus fünf Mittelpunkten (exakt)

Exakte Korbbogenkonstruktion aus fünf Mittelpunkten (M1, M2, M3, M4, M5)

Zunächst zeichnet man zu der Spannweite S = AB die Mittelsenkrechte und erhält den Schnittpunkt M, trägt auf der Mittelsenkrechten von M nach oben die Stichhöhe H = MC ab und im so erhaltenen Punkt C nach unten eine Linie mit einem Winkel von 45° zur Mittelsenkrechten an und erhält die Strecke DE = L. Auf der Strecke AB trägt man von M aus nach rechts und links die Strecke L ab und erhält die Bogenmittelpunkte M1 und M2. Dann trägt man auf der Mittelsenkrechten von M aus nach unten einmal die Strecke L ab und erhält den Punkt F. Von Punkt F aus zeichnet man Linien durch die Bogenmittelpunkte M1 und M2 und erhält FM1 bzw. FM2 = Y. Vom Punkt M trägt man nach links und rechts unten Linien mit dem Winkel von 45° zur Mittelsenkrechten an und erhält die Bogenmittelpunkte M3 und M4 (entspricht der Halbierung der Strecken Y von F zu den Bogenmittelpunkten M1 bzw. M2). Nun verbindet man die beiden Punkte M3 und M4 und erhält exakt L/2 unterhalb von M am Schnittpunkt dieser Verbindungslinie mit der Mittelsenkrechten den Punkt G. Von G aus trägt man auf der Mittelsenkrechten die Strecke Y (Strecke von F zu M1 bzw. F zu M2) nach unten ab und erhält den letzten Bogenmittelpunkt M5. Die Kreisbögen um die Bogenmittelpunkte M1 – M5 ergeben den Korbbogen. Die Punkte A und B sowie Linien durch M1 und M3 bzw. M2 und M4 begrenzen die beiden äußeren Bogenabschnitte. Linien durch M1 und M3 sowie M5 und M3 bzw. M2 und M4 sowie M5 und M4 begrenzen die beiden zwischen-Bogenabschnitte. Linien vom Bogenmittelpunkt M5 durch die Bogenmittelpunkte M3 sowie M4 begrenzen den zentralen Bogenabschnitt.

#### Korbbogen aus elf Mittelpunkten

Korbbogenkonstruktion aus elf Mittelpunkten (M1 – M11)

Bei mehr als drei Mittelpunkten kann die Form der Ellipse angenähert eingehalten werden, indem mit der halben Spannweite AO, der Pfeilhöhe OC sowie der Summe beider die Hilfskreise I I, II II und III III gezogen werden. Teilt man dann einen dieser Hilfkreise in eine gerade Anzahl n+1 gleicher Teile, wenn n die Anzahl der gewünschten Mittelpunkte bedeutet, zieht die Halbmesser O a2, O b2 usw., bestimmt durch Ziehen der Parallelen a a', b b', usw. zur großen Achse beziehungsweise zur kleinen Achse a1 a', b1 b', usw. die Ellipsenpunkte a', b', c', usw., so ergibt der Schnittpunkt der Verbindungslinie a2 a' mit AO den Mittelpunkt M11 für das erste Kreisstück A a'. Die Verbindungslinie b2 b’ schneidet die Verlängerung des vorhergehenden Halbmessers im Mittelpunkt M10 usw. Diese Ausführungsweise sowie die anderen verschiedenen graphischen Konstruktionen ergeben jedoch sehr schleifende Schnitte zur Bestimmung der Mittelpunkte, und es ist besser, die Halbmesser selbst oder die Koordinaten der Mittelpunkte durch Aufstellung entsprechender Gleichungen zu berechnen.

#### Einhüftiger Korbbogen, Schwanenhals, steigender Bogen oder Hüftbogen
(Konstruktion A) Es wird bei gegebener Steigung EB im Mittelpunkt O der Spannweite AE eine Lotrechte errichtet. Strecke AD = DC. Dann wird von C eine Senkrechte auf AB gefällt. Es ergeben sich die Schnittpunkte M1 bzw. M2 mit AE bzw. mit der Waagerechten durch B. Die gesuchten beiden Mittelpunkte für die Kreisbögen sind gefunden.

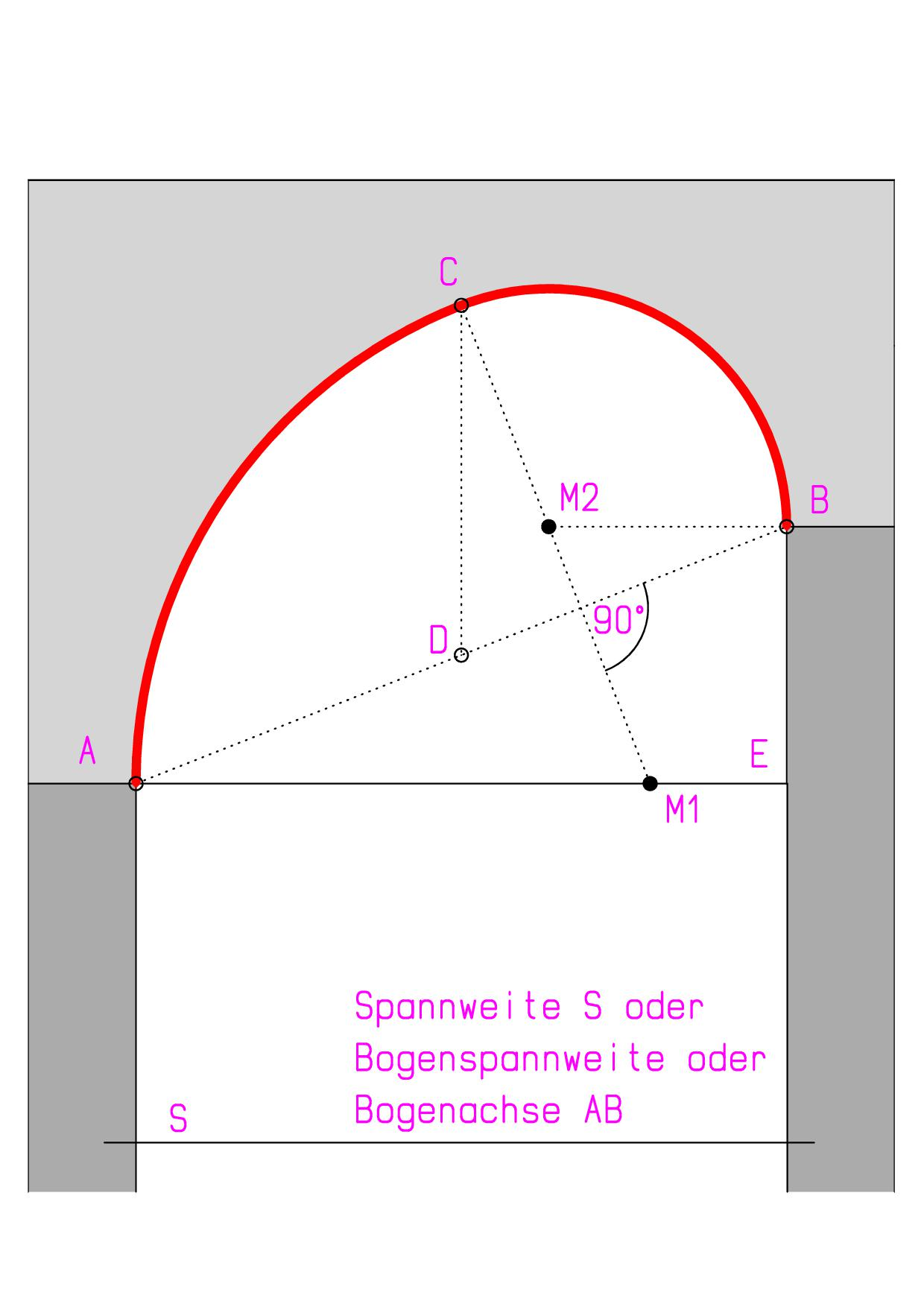
Korbbogen; einhüftig. Konstruktion A
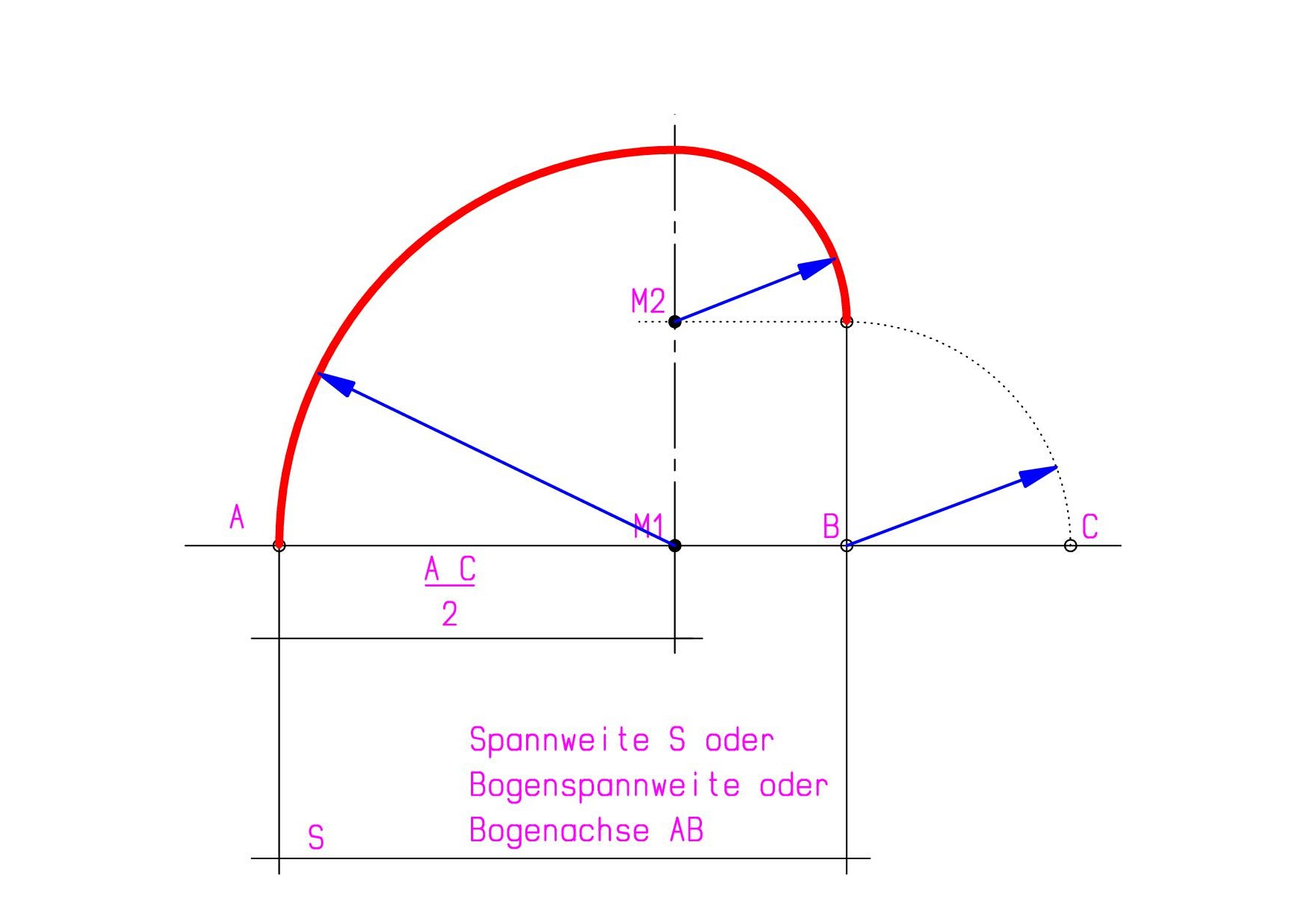
Steigender Bogen. Konstruktion B
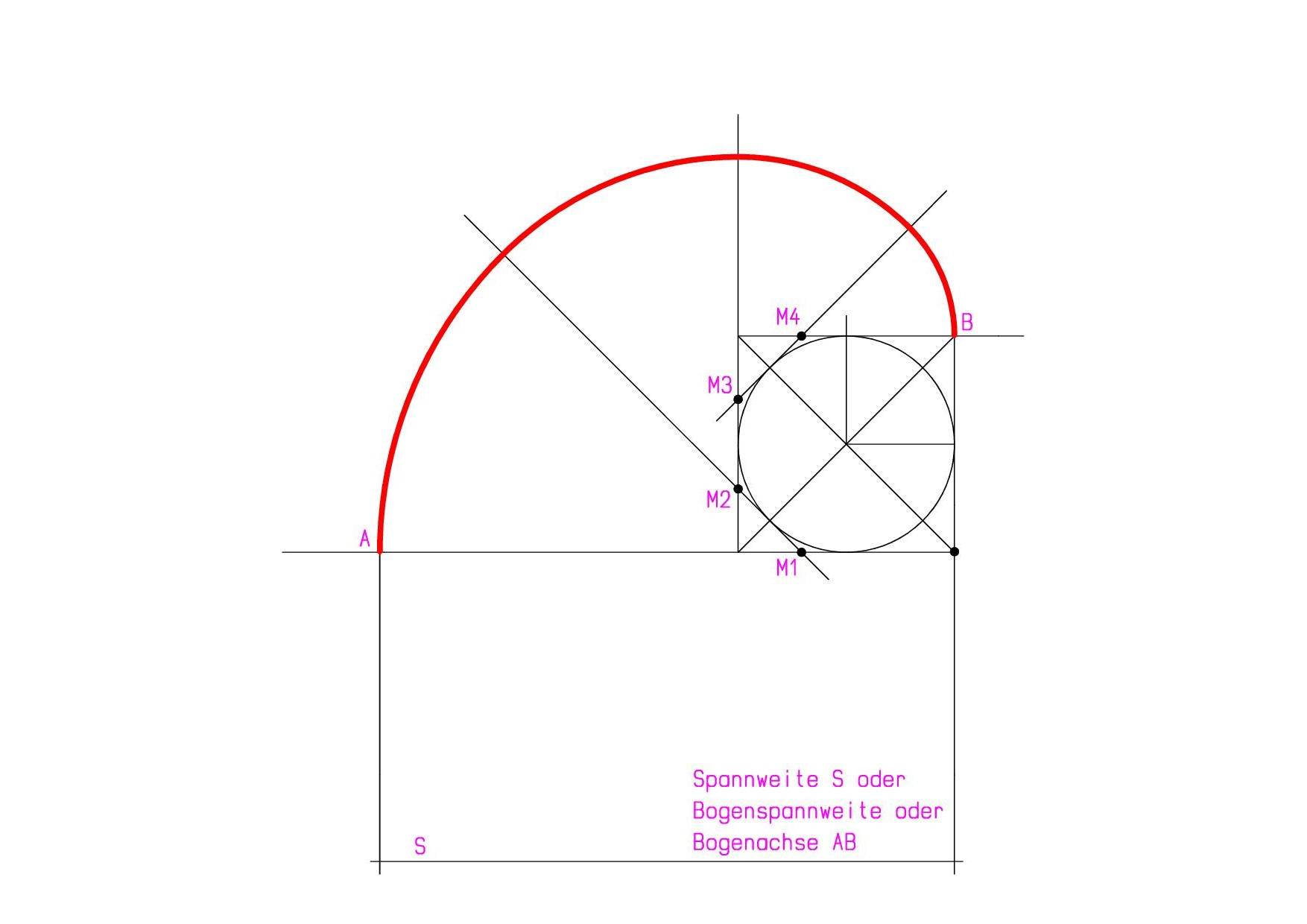
Einhüftige Korbbogen. Konstruktion C
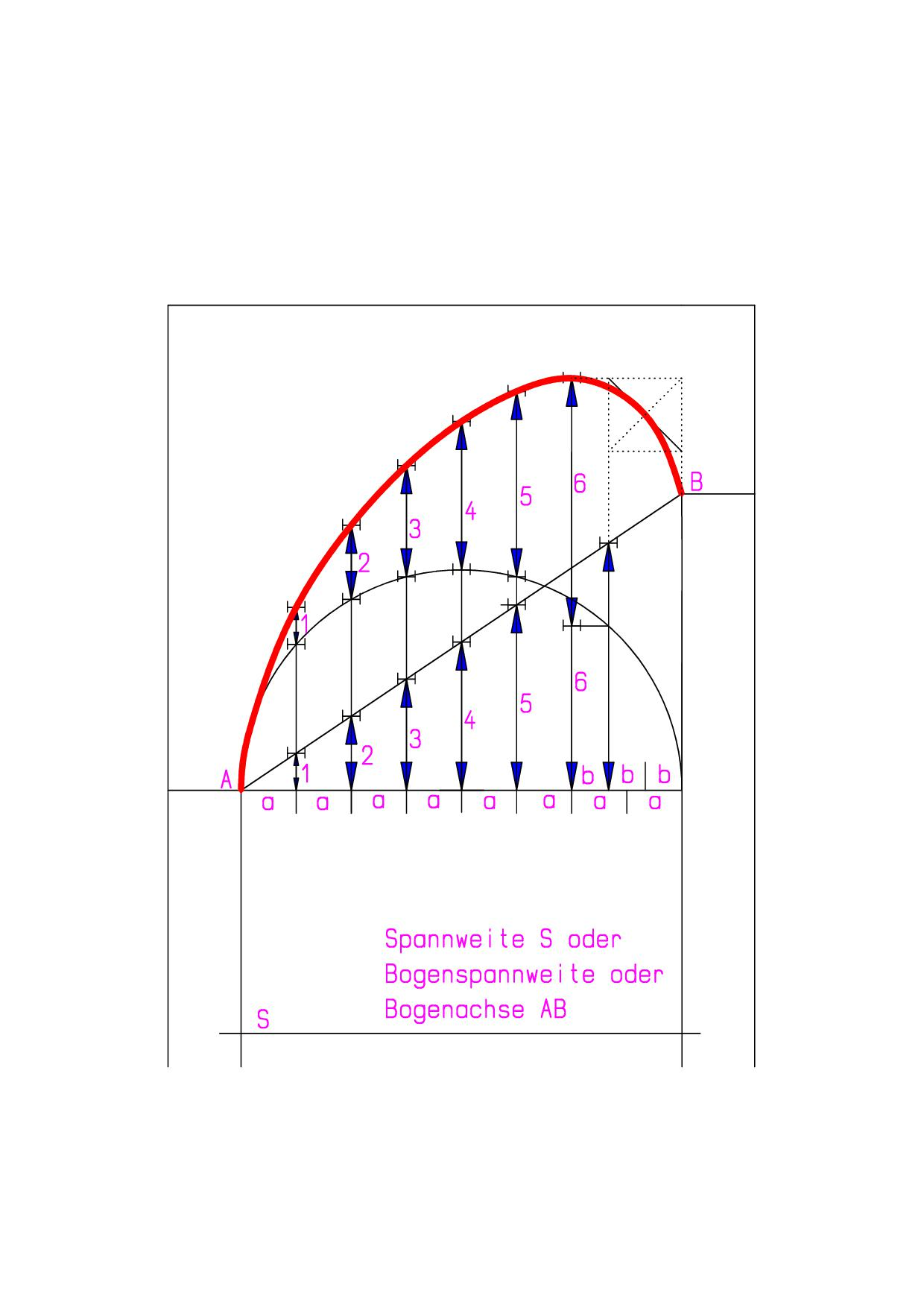
Schwanenhals. Konstruktion D

### Segmentbogen, Flachbogen, Stichbogen

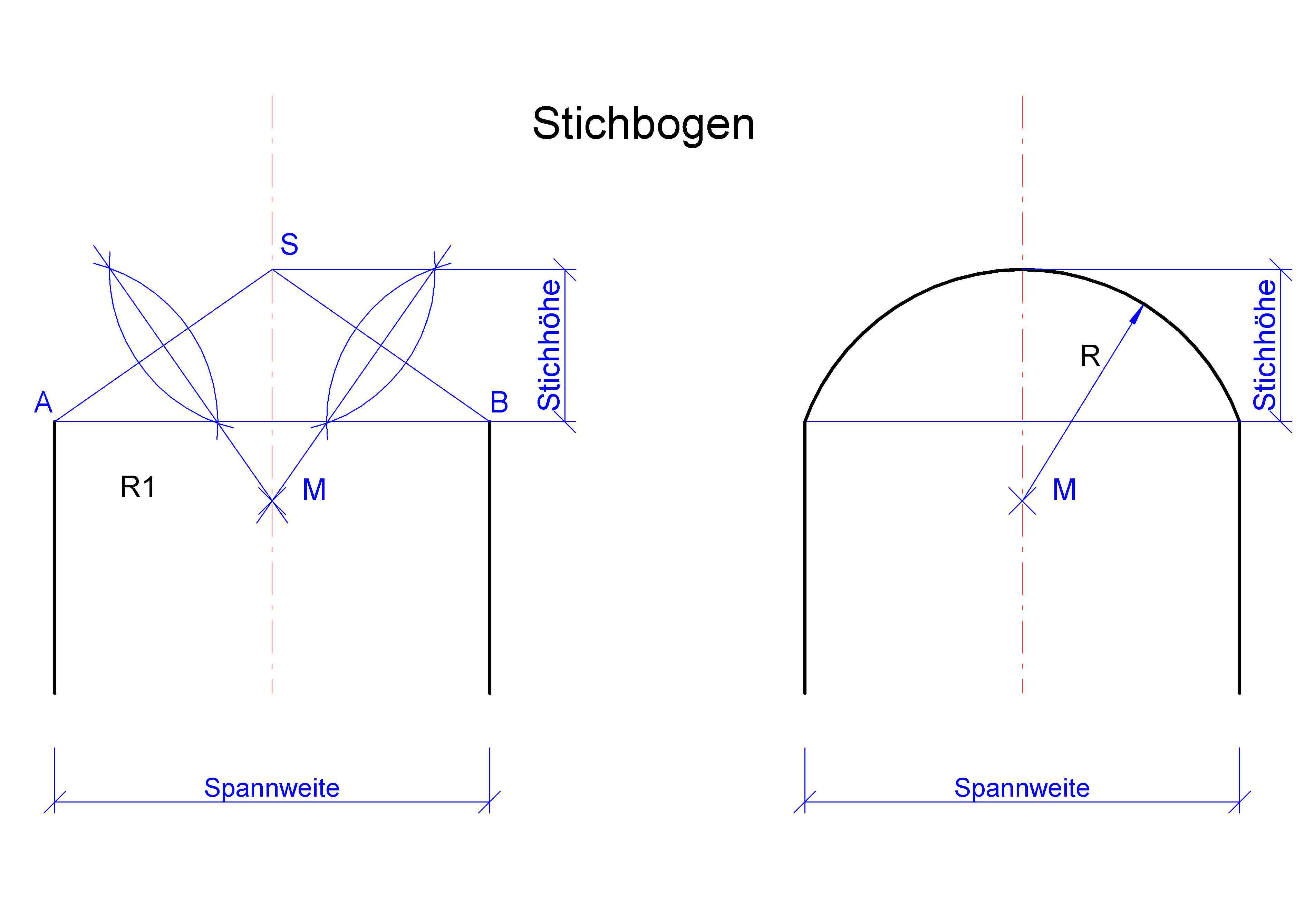
Konstruktion Stichbogen

Auf der Kämpferlinie AB die Mittelsenkrechte errichten. Hierauf die Stichhöhe abtragen, ergibt den Scheitelpunkt S. Die Punkte A und B mit S verbinden. Die Mittelsenkrechten auf den Strecken AS und BS errichten. Sie schneiden sich im Punkt M. Punkt M ist der Einsatzpunkt zum Zeichnen des Stichbogens.

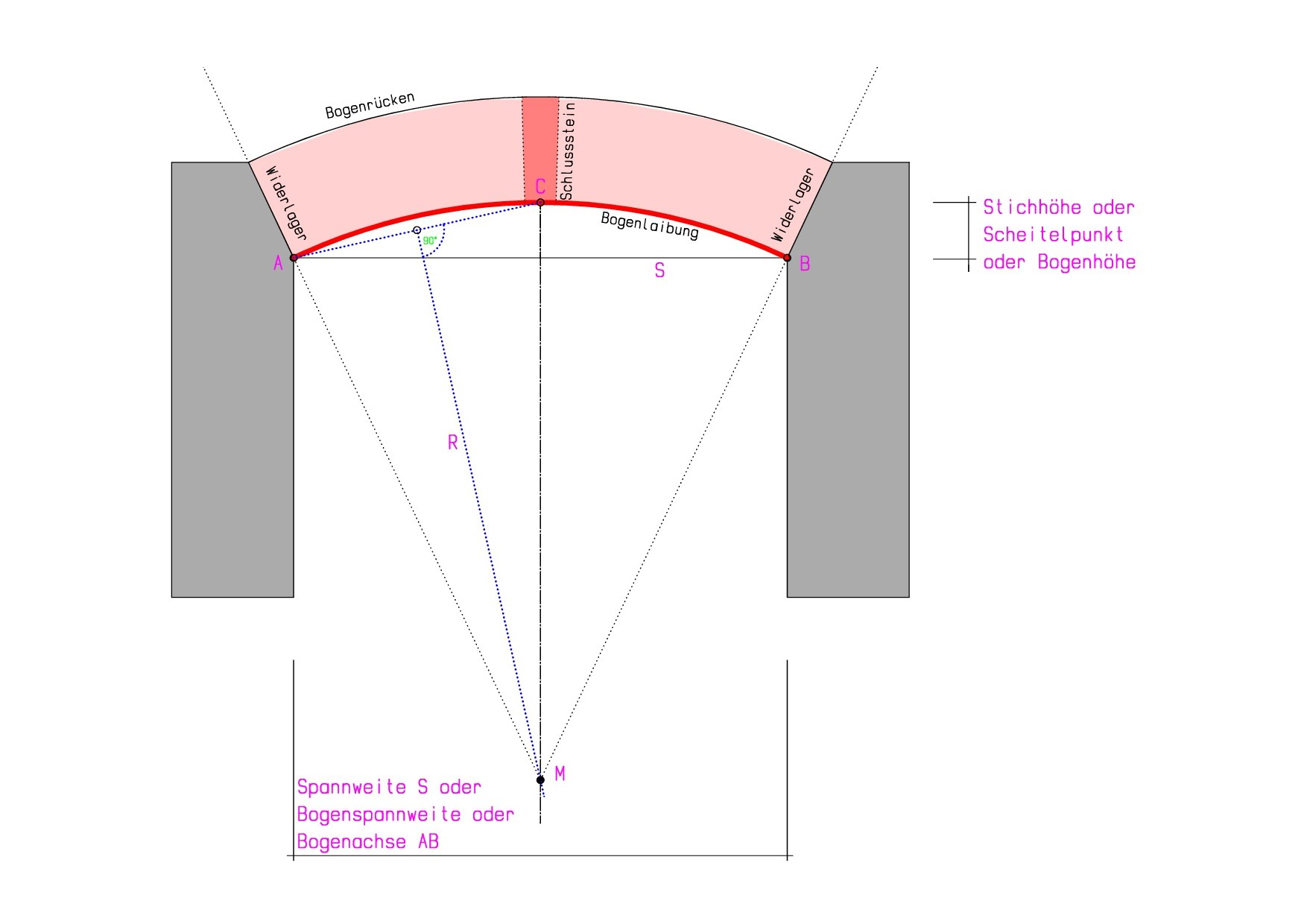
Konstruktion Segmentbogen

Gegeben sind Bogenachse AB und Stichhöhe C. Mittelsenkrechte der Strecke AC errichten; Schnittpunkt in M entsteht. Der Punkt M ist der gesuchte Kreismittelpunkt. Kreis mit dem Radius r=MC um M zeichnen. Der Kreisbogen zwischen den Kämpferpunkten A und B ist der gesuchte Segmentbogen.

### Parabelbogen

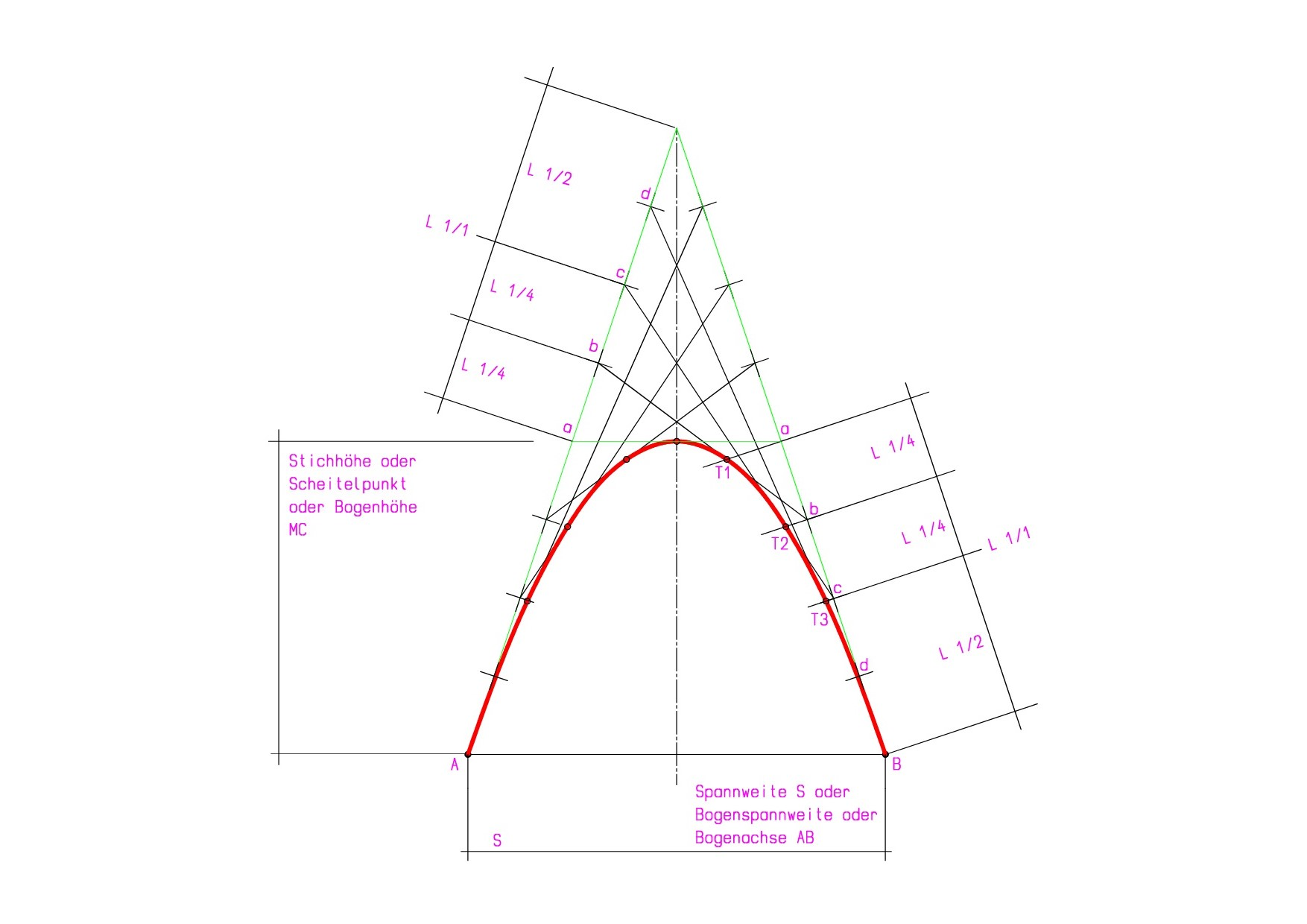
Parabelbogen

Parabelbogenkonstruktion über Tangenten. Die Spannweite S und die Bogenhöhe MC sind bekannt. Die Strecke L= 1/1 wird in vier gleiche Teile aufgeteilt (L= 1/4). Nun werden Strecken a-a, b-b und c-c gebildet; es entstehen die Tangentenpunkte T1, T2, T3 für die Zeichnung einer Parabel.

### Hufeisenbogen

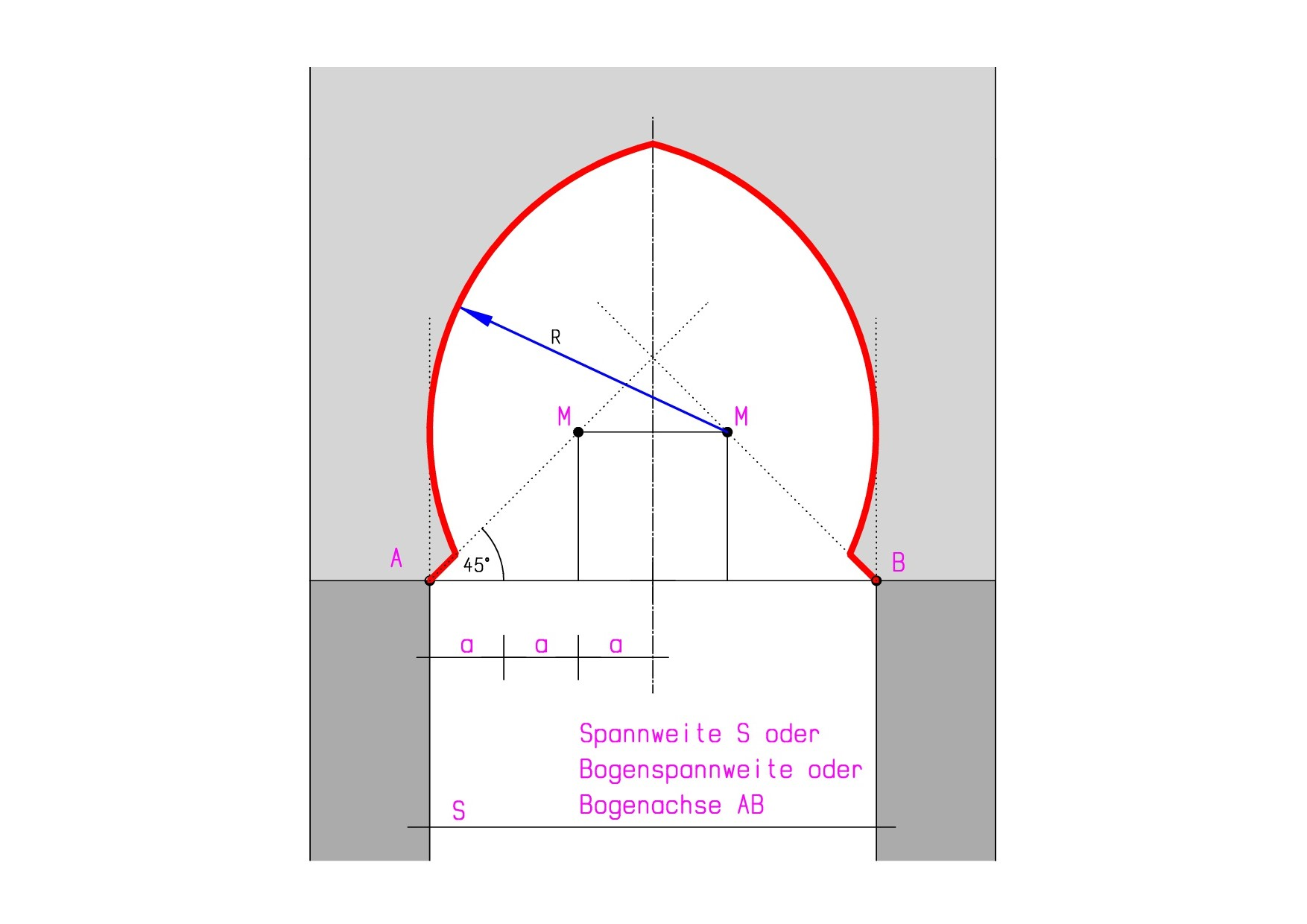
Hufeisenspitzbogen

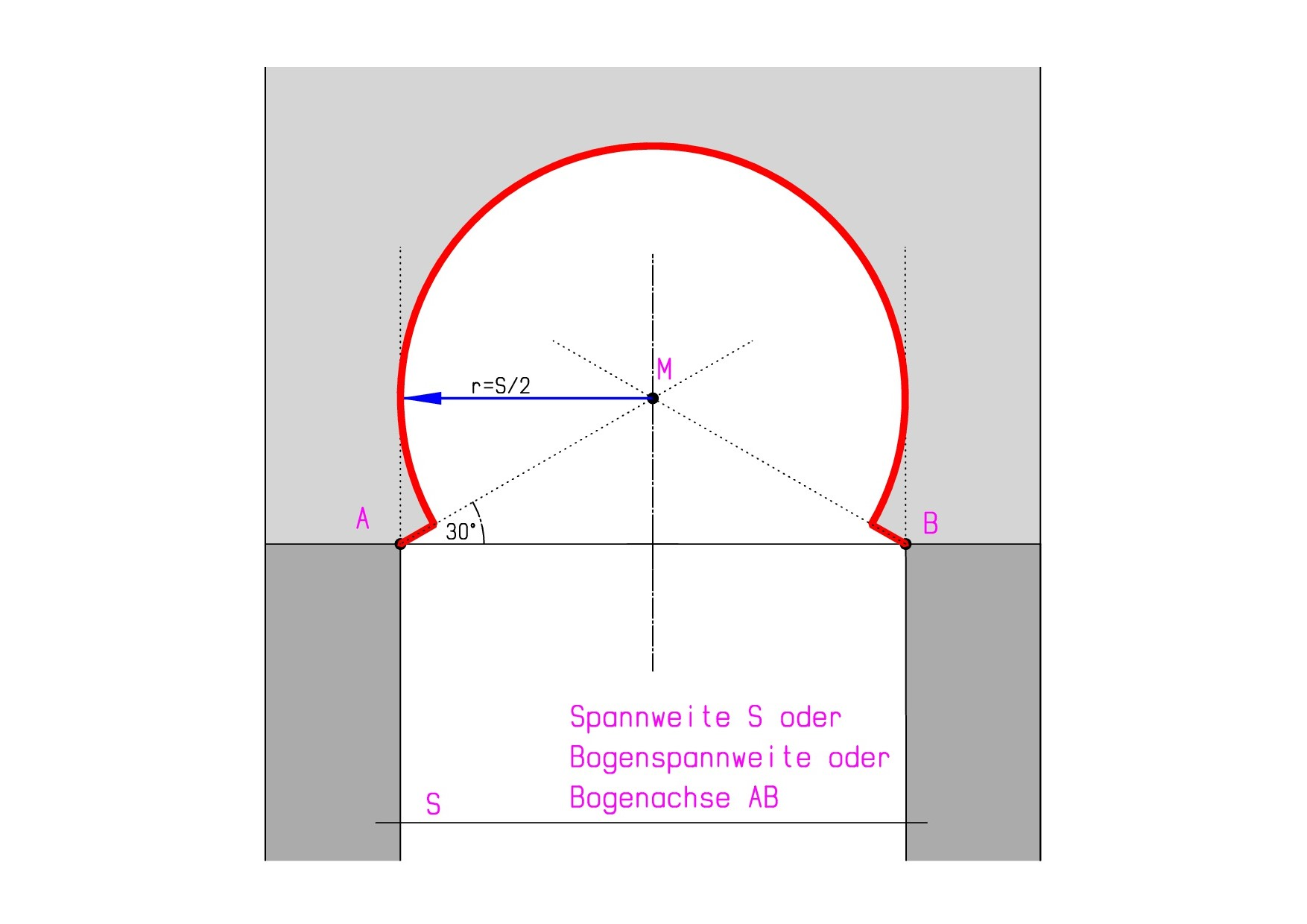
Hufeisenrundbogen

Hufeisenrundbogen. Er besteht aus einem Rundbogen, dessen Mittelpunkt über der Kämpferebene liegt; er kann mit der halben Spannweite als Radius konstruiert werden. Der Hufeisenrundbogen wird mit einer Schrägen von 30° ab den Kämpferpunkten A und B konstruiert. Der Hufeisenspitzbogen wird mit einer Schrägen von 45° ab den Kämpferpunkten A und B konstruiert.

### Karniesbogen

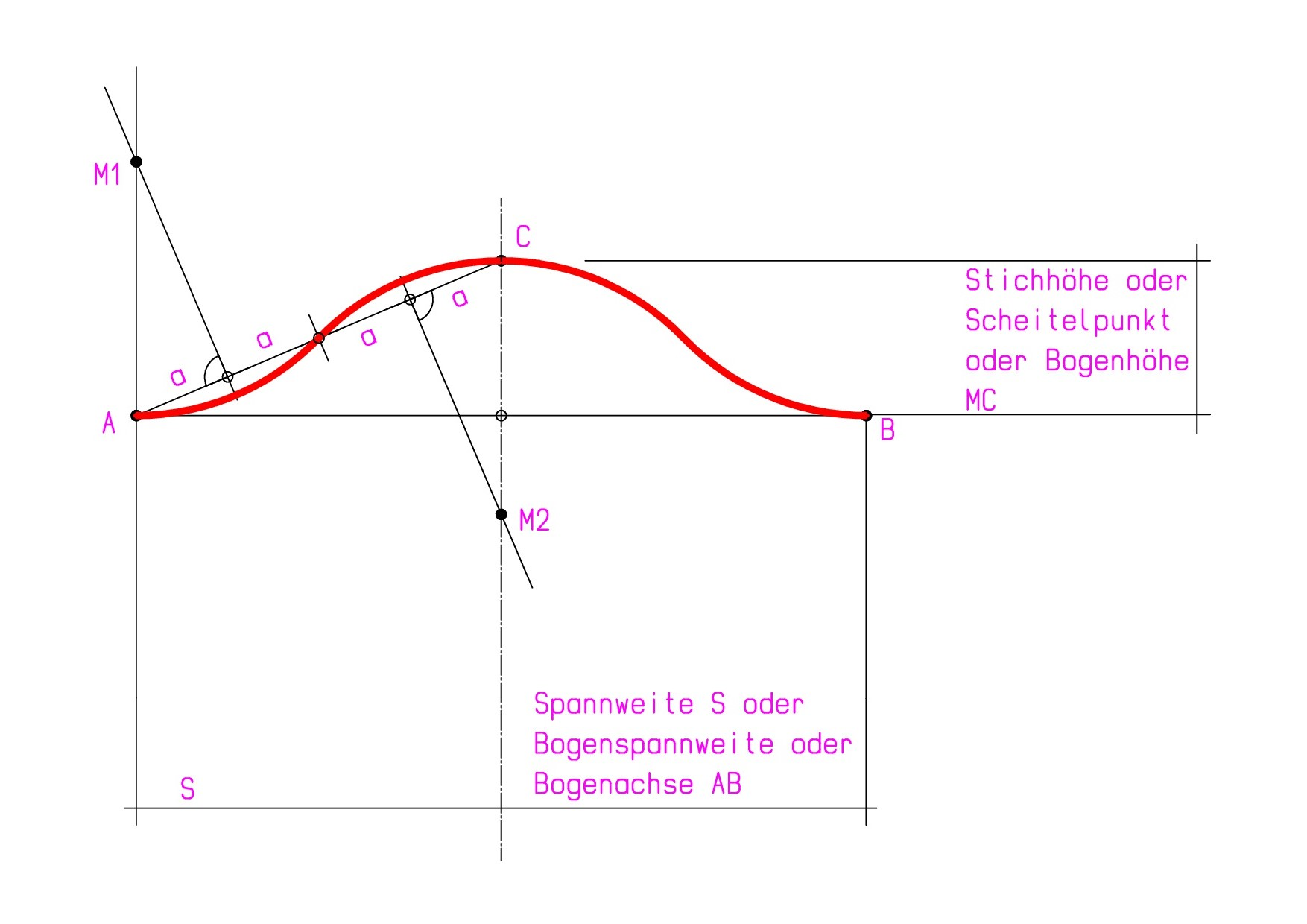
Karniesbogen

Es werden bei gegebener Stichhöhe C die Punkte A und C miteinander verbunden. Strecke AC wird in vier gleiche Abschnitte a geteilt. Es werden Lotrechte auf der Strecke AC nach oben zu der senkrechten A-Achse und nach unten zu der senkrechten C-Achse gezeichnet. Man erhält somit die Kreisbogen-Punkte M1 und M2. Es werden die Bögen miteinander verbunden und nach B gespiegelt.